# Scarborough, Hartlepool és Whitby elleni rajtaütés
A Scarborough, Hartlepool és Whitby elleni rajtaütés során három kelet-angliai város, Scarborough, Hartlepool és Whitby katonai jelentőségű célpontjai ellen hajtott végre támadást 1914. december 16-án a Német Császári Haditengerészet egy nagycirkálókból (csatacirkálókból) álló hajóraja Franz Hipper tengernagy irányításával.
A rajtaütésszerű akció során számos partvédelmi üteg, gyárépület, hajógyár, kereskedelmi hajó, jelzőállomás, vasútvonal és egyéb infrastrukturális építmény semmisült vagy rongálódott meg. Ezeken kívül több mint 300 civil épület is megsérült, közte több templom és hotel is a célt tévesztett lövedékek miatt, aminek következtében 120 civil életét veszítette és csaknem 600-an megsebesültek. A támadás nagy közfelháborodást keltett Nagy-Britanniában, egyfelől a német haditengerészet ellen a civil célpontok szándékosnak vélt támadása miatt, másrészt a brit haditengerészet tehetetlensége miatt, amiért nem volt képes megakadályozni a támadást. Ez volt az első alkalom a 17. századi angol–holland háborúk óta, hogy angol katonák veszítették életüket hazai földön ellenséges harctevékenység következtében.
A támadással egy időben jelentős hadmozdulatok zajlottak a nyílt tengeren is. A rajtaütést végrehajtó egységeket a Nyílttengeri Flotta egésze kellett volna, hogy biztosítsa a Dogger-pad közelében pozíciót foglalva. A támadás napjának éjszakáján a csatahajóflottát kísérő erők azonban több alkalommal tűzharcba kerültek brit rombolókkal, amiből a német flottaparancsnok, Friedrich von Ingenohl tengernagy tévesen azt a következtetést vonta le, hogy az egész brit flotta a közelben tartózkodhat, és a császár utasításait szem előtt tartva, miszerint nem veszélyeztetheti a flotta meglétét egy, a túlerőben lévő brit flotta egészével vívandó csatával, a visszavonulás mellett döntött.
Ezzel páratlan esélyt szalasztott el Németország számára, mivel a brit hírszerzés csak a Hipper tengernagy felderítőerőinek bevetéséről szerzett előzőleg tudomást és ezért csak 10 kapitális hadihajót küldtek ki ezek elfogására csekély kísérettel. Ingenohl így nagy túlerővel szállhatott volna velük szembe, ha folytatta volna az eredetileg kijelölt útját és sikere esetén kiegyenlíthette volna a két szemben álló flotta közötti különbséget a kapitális hadihajók (csatahajók és csatacirkálók) terén.
Hasonlóan a britek is nagy lehetőséget szalasztottak el, mikor az angol partoktól az aknamezők közötti szűk átjárón át távozni igyekvő német hajókat kommunikációs problémák miatt nem sikerült elfogniuk, így azok szabadon térhettek haza honi kikötőikbe.
A német támadást a polgári áldozatok okán a brit propaganda a németek barbarizmusaként igyekezett tálalni, a német tengerészeket maga a brit haditengerészeti miniszter, Winston Churchill „csecsemőgyilkosoknak” (babykillers) nevezte. A brit polgári áldozatok magas számához valójában nagy mértékben járult hozzá, hogy Hartlepoolban felelőtlen módon a britek partvédelmi ütegeket helyeztek el sűrűn lakott településrészeken, közvetlenül lakóházak közelében, így azok leküzdését a polgári lakosság óhatatlanul megsínylette.
A „Remember Scarborough” (Emlékezz Scarborough-ra!) szlogennel indított toborzási kampány eredményeként a támadás utáni hetekben több ezer brit lépett be önként a fegyveres erőkhöz, megbosszulandó a történteket. Ugyanakkor az objektívebb brit lapok felhívták arra a figyelmet, hogy mind a három településnek voltak katonai fontosságú létesítményei, ami miatt a németek jogszerűen indíthattak ellenük támadást. Előzőleg pedig a brit hadihajók is intéztek hasonló támadást a megszállt Zeebrügge ellen, ahol a britek által kilőtt lövedékek is követeltek halálos áldozatokat a belga polgári lakosság körében is, ami miatt hiteltelenné vált a brit tiltakozás.

## A német haditerv
Az első világháború elején a Német Császári Haditengerészet (Kaiserliche Marine) északi-tengeri stratégiájának lényege abban állt, hogy igyekezett a túlerőben lévő brit flotta (Royal Navy) kisebb kötelékeit kicsalogatni a kikötőkből, és csapdát állítva nekik, megsemmisíteni őket, hogy így egyenlítsék ki az erőviszonyokat, ami után már a főerők összecsapását is vállalhatták volna. Nem sokkal korábban a yarmouthi rajtaütés során, bár csekély eredményeket értek el, de a hadművelet megmutatta az angol partok elleni gyors támadásokban rejlő lehetőségeket. Franz Hipper tengernagy, a német csatacirkálókat tömörítő I. felderítőcsoport (Aufklärungsgruppe I) parancsnoka november 16-án meggyőzte feljebbvalóját, Friedrich von Ingenohl tengernagyot, hogy a császárnál kérjen engedélyt újabb rajtaütés végrehajtására, amit II. Vilmos meg is adott. Yarmouth után arra számítottak a németek, hogy erősebb lesz a brit fellépés, és lehetőségük lesz kisebb egységeik megsemmisítésére a fő stratégiának megfelelően.
A németek esélyeit javította, hogy ezekben a hónapokban az Északi-tengeren szembenálló erők között kisebb különbség volt, mint bármikor a háború folyamán. Nagy-Britannia a háború későbbi szakaszában több hajót épített, mint Németország és ezzel tovább javított a helyzetén. Főleg a nagyobb ütközetek során döntőnek tekintett Dreadnought-típusú modern csatahajókból építettek többet. Ráadásul 1915 elejére az orosz Balti Flottának is átadták a Gangut-osztály négy dreadnought-típusú csatahajóját, ami tovább növelte az antant erejét a kapitális hadihajók terén. Ennek tekintetében a német flottának ekkor volt a legnagyobb esélye a háborúban arra, hogy kiegyenlítse a brit flottával szembeni számbeli hátrányát.

### A német információk a brit partvédelemről
A támadásra az Admiralstab azt a partszakaszt szemelte ki, amelyhez a britek által aknagyanúsnak jelentett területek közötti szabad sáv vezetett, Scarborough és Hartlepool városok magasságában. A két város közötti partszakaszt számos ponton a helyi népfelkelők egységei (Territorials) védték, míg a két település erődítményei gyengének minősültek. A Hartlepool melletti Heugh-üteg két 152 mm-es és két 76 mm-es gyorstüzelő ágyúból, a Cemetery-üteg alkalmasint csak két 120 mm-es löveggel vagy tarackkal rendelkezett. A Light House-ütegről annyi volt tudható, hogy lövegállásokkal rendelkezik, de az nem volt ismert, hogy milyen lövegek vannak idetelepítve. Scarborough védelméről már a háború előtt ismert volt, hogy egy üteg védelmezi, mely hat 152 mm-es löveggel rendelkezik és további három hasonló kaliberű lövege volt elraktározva békeidőben. Scarborough-ban emellett a brit haditengerészet rendelkezett egy 1912-ben létrehozott rádióállomással, amelynek a háború kitörése után a fő feladata a német rádióforgalom megfigyelése volt. A briteknek ez volt a legnagyobb ilyen jellegű létesítményük, amely közvetlenül a városközpont mellett kapott helyet.
Whitbyről annyi volt tudott, hogy csak egy tengerészgyalogosok által kiszolgált parti őrállomása van. Értesüléseik szerint a háború kitörése óta számos partmenti erődítményt – mint pl. Plymoutht vagy Bristolt – jelentősen megerősítettek, így feltételezték, hogy a német támadásoknak jobban kitett keleti partot még ennél is nagyobb mértékben megerősítették. A németeket ebben az is megerősítette, hogy a Reuters egyik közreadott információja szerint West-Hartlepoolt a brit hatóságok törölték a kikötők azon listájáról, melyben a semleges hajók legénységének tagjai partra léphetnek.
A partok előtt több kémjelentés alapján felfegyverzett halászhajókra, jachtokra és vitorlásokra lehetett számítani, egyes kikötők előtt tengeralattjárókra és rombolókra. A yarmouthi rajtaütés után nyilvánvalónak tűnt, hogy ezek számát megnövelték. Más jelentések szerint azt sem lehetett kizárni, hogy ezeket a partvédő egységeket nehéz erők támogatják. Már október közepén érkeztek jelentések ilyenek feltűnéséről a Tyne, a Humber és a Firth of Forth vizein. Egy-két csatahajóból vagy páncélos cirkálóból és néhány rombolóból álló csoportok végeztek egy-két napos felderítőtevékenységet ezeken a területeken. Az erről szóló jelentések azonban többé-kevésbé bizonytalanok voltak.

### Az aknamezők kérdése és azU 27felderítő útja
Nagy volt a bizonytalanság afelől, hogy a partszakasz mentén telepített német aknazárak megvannak-e még, illetve hogy a britek telepítettek-e itt víziaknákat a november 4-ei bejelentésüknek megfelelően. Szeptember 8-ikai holland információk szerint a Tyne torkolatától keletre hosszan elnyúlóan egy 20-30 tmf távolságra illetve az északi szélesség 53° 40’ és 54° 15’ között a partoktól 8-30 tmf hosszúságban húzódó aknazárak voltak. Ezek a megjelölések vonatkozhattak akár az augusztus 25-26-ika éjszakáján az Albatroß és a Nautilus német aknarakók által telepített aknazárakra is éppúgy, mint új brit aknamezőkre.
Ezzel szemben október végén és november elején dán és holland gőzhajók kapitányai arról számoltak be, hogy a Tyne-tól délre az egész angol partvonal mentén a 3-mérföldes sávon kívül brit aknamezők vannak és nagyon nehéz ezen a brit hatóságok által vörös bójákkal megjelölt, a 3-mérföldes határon belül lévő folyosón éjszaka vagy borult időben közlekedni, főleg úgy, hogy közben a világítótornyok többsége el van sötétítve. Német részről ezeket az információkat kétkedve fogadták, mivel a britek nyilvánvalóan nem rendelkeztek megfelelő számú aknával ilyen méretű aknamezők telepítéséhez, és nem is állhatott szándékukban a saját erőik mozgásterének korlátozása ilyen kiterjedt aknamezőkkel. Azt azonban elképzelhetőnek tartották, hogy a fontosabb megközelítési pontokon (Ansteuerungspunkte) és kikötők bejáratánál aknamezőket hozhattak létre. Más hajóskapitányok arról számoltak be, hogy a brit tájékoztatás blöff csupán, és kiváltképp a Scarborough és Hartlepool közötti területen nincsenek aknák. A hajóskapitányok benyomása a brit tájékoztatással kapcsolatban az volt, hogy ezzel is azt akarták elérni, hogy a kereskedelmi hajók minél jobban közelítsék meg a partokat, ezzel is megkönnyítve az átvizsgálásukat. Ezt erősítette meg az is, hogy svéd hajók, amelyek a hivatalosan aknamezőként megjelölt területeken áthaladva közelítették meg a Tyne-t és Hartlepoolt, nem ütköztek aknának.

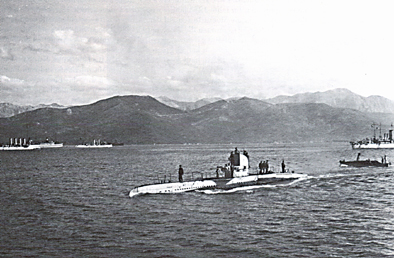
Az U 27 jelzésű tengeralattjáró

Biztosabb információk beszerzése érdekében a flottavezetés november 21-én a flandriai partoknál már kiemelkedő felderítési tevékenységet felmutató U 27 jelű tengeralattjárót (Wegener sorhajóhadnagy) küldte ki a Scarborough és Hartlepool hivatalosan erődített városként (fortified town) megjelölt települések partvédelmének felderítésére. A csatacirkálók számára kijelölni szándékozott útvonalon kellett dél-délnyugatnak tartva megközelítenie a Whitbynél lévő világítótornyot és onnan a part mentén haladva Hartlepool, és Scarborough irányába a bójákat és az általuk jelzett aknamezőket megfigyelnie, valamint információkat gyűjtenie a várható ellenállásról. A küldetés céljáról a legénység nem tudhatott, annak legkésőbbi november 26-ai visszatérésük után is teljesen titokban kellett maradnia. Az Admiralstab vezetője a Balti-tengeren gyakorlatozó IV. és V. csatahajóraj feltűnésmentes átvezénylését szükségesnek gondolta, hogy az Elbához a visszatérő flotta elé kifuthassanak biztosításul, azonban a flottaparancsnok jóval nagyobb veszélyt látott a hadműveletre tekintettel arra, hogy az ellenség kémjei ezt az átcsoportosítást felfedezhetik, és ezáltal a britek megneszelhetik a készülő rajtaütést, ezért lemondtak ezeknek az erőknek a bevonásáról.
Az U 27 november 26-án terv szerint visszaérkezett a felderítő bevetéséről. Megfigyelései alapján, bár a hajóforgalom főként a biztonságosként feltűntetett 3-mérföldes sávon belül bonyolódott, számos gőzös és vitorláshajó volt megfigyelhető a partoktól akár 12 tmf távolságra is, melyek zavartalanul közlekedtek az aknamezőként feltűntetett területeken keresztül, még éjszaka is. A területen csupán néhány romboló őrjáratozott, ellenben a part közelében és főként a Dogger-pad felett számos halászgőzös volt megfigyelhető. A németek úgy számoltak, hogy az itteni támadás elhárítására elsőként bevethető két brit csatacirkáló (Invincible, Inflexible) Dél-Amerikába való áthelyezése révén, kedvező alkalom kínálkozott egy rajtaütés végrehajtásához.

### Időpontválasztás
A hadművelet megindítását ezután némileg hátráltatta, hogy egyes német újságokban cikkek jelentek meg egy Kelet-Anglia ellen készülő német támadásról. A Hamburger Nachrichten hasábjain november 24-én megjelent cikk arról számolt be – brit távirati forrásokra hivatkozva–, hogy a britek a közeljövőben jelentős német hadműveletekre számítanak partjaik mentén, miután a Balti-tenger befagyása miatt ottani erőik nagy része felszabadult, és az Északi-tengerre helyezhetik át őket. Ezt támasztotta alá számukra a Kielben és Hamburgban megfigyelhető előkészületek lezárulta. Egyes brit tengerészeti szakírók azt sem tartották kizártnak, hogy a németek partraszállást kísérelnek meg Anglia keleti partjain és azt követelték a kormányzattól, hogy ebben az esetben kíméletlen partizánháborút hirdessen az inváziós erőkkel szemben. November 27-én pedig a Weserzeitung írt arról, hogy 23–24-ike éjszakáján órákig tartó erős ágyúdörej volt hallható Hartlepool előtt, és emiatt jelenhettek meg brit rombolók másnap Helgoland előtt. A flottavezetésnél nagy riadalmat keltettek ezek a cikkek, és az Admiralstab megjelenésük után e – látszólagos összefüggések miatt – az egyik kódkulcs megváltoztatását kérte a flottavezetéstől, mivel valószínűnek tűnt, hogy az ismertté válhatott az ellenség előtt. Mire a flottavezetés és az Admiralstab arra a következtetésre jutott, hogy az újságcikkekben megjelenteknek a forrása nem kiszivárgott információkon, hanem inkább a yarmouthi rajtaütés utáni spekulációkon alapszik, november 29-én szabad utat adtak a már elhalasztott hadműveletnek.
Ekkor New Yorkból Karl Boy-Ed haditengerészeti attasétől érkeztek olyan hírek, miszerint a britek támadást terveznek a német partok ellen. A német hadvezetés a saját támadását még ez előtt végre akarta hajtani, ezért az első kedvező időjárású napon meg kellett indítani, amikor a holdfényes éjszaka lehetővé tette a navigálást. A kazáncsövei kicserélése céljából a hajógyárba távozott von der Tann csatacirkálónak parancsba adták, hogy mielőbb állítsa helyre hadrafoghatóságát, és amint az időjárás engedi, induljon útnak Hamburgból Wilhelmshavenbe, még ha az erős hullámok miatt a rombolókíséretét hátra kell is hagynia. A terv végrehajtása mellett szólt az is, hogy egyre megbízhatóbb források tudósítottak arról, hogy a britek jelentős erőket, közte csatacirkálókat vezényeltek a dél-atlanti vizekre a Spee gróf vezette Kelet-ázsiai Hajóraj feltartóztatására. Ezen erők pontos összetétele ismeretlen volt, de távollétük a hazai brit flotta jelentős meggyengülését jelentette, amit nem akartak kihasználatlanul hagyni. Korábban az egyetlen Yarmouth elleni rajtaütést leszámítva nem történt semmilyen érdemleges hadművelet Spee hajórajának megsegítésére az által, hogy a Nyílttengeri Flotta a hadműveleteivel megnehezítse a britek számára jelentősebb erők elkülönítését az ellene való harcra.
December 10-én öt német könnyűcirkálót küldtek ki két romboló-flottilla kíséretében 100 tmf-re Helgolandtól északnyugatra, hogy felmérjék, a britek milyen mértékben tartják megfigyelés alatt a Német-öblöt, eközben a csatacirkálók a Jade-öböl előtti Schillig-réven indulásra készen várakoztak. A kiküldött könnyű erők csak három holland halászhajót és egy Hollandiába tartó svéd hajót találtak, amelyek átvizsgálásuk után ártalmatlannak bizonyultak.
Másnap az U 28 és U 32 tengeralattjárókat indították útnak a Humber torkolatához, hogy a hadműveletre válaszul innen kifutó hajókat jelenthessék és támadhassák. A két tengeralattjáró azonban hamarosan nagy viharba került, 9-10-es erősségű szélrohamokkal. Az emellett hajtóműgondokkal is küszködő U 32-nek már 13-án vissza kellett fordulnia. Helyette az U 30-at küldték a Humberhez. Közben Wegener az U 27-tel ismét felderítette a kérdéses partszakaszt ugyanazzal az eredménnyel, mint előző alkalommal. Wegener visszafordulva azonban a Dogger-pad felett erős viharba került, ami miatt csak lassan tudott haladni, és a szikratávírója antennája is meghibásodott, így nem tudta jelenteni december 12-én a megfigyeléseit az előzetes utasítások szerint. Wegener abban bízott, hogy már másnap összetalálkozhatnak az egyik német őrhajóval, mely továbbíthatja az információt a flottaparancsnokság felé, de egyre se bukkantak rá. Emiatt az észleléseit csak december 14-ei visszatérte után jelenthette. Ezt követően Hipper tengernagy parancsot kapott arra, hogy a december 15-ére való éjjel megkezdje a hadműveletet. Az U 27 jelentős késedelme miatt a hadműveletet már csak újhold idején tudták megindítani, amikor a nagy sötétség már hátrányos volt. A kísérő rombolók figyelmét nyomatékosan felhívták arra, hogy ne közelítsék meg az éjszaka folyamán a csatahajókat, mert tűz alá fogják venni őket amennyiben nem tudják azonnal saját egységekként azonosítani őket.

## A hadművelet kezdete

### A német flotta kifutása

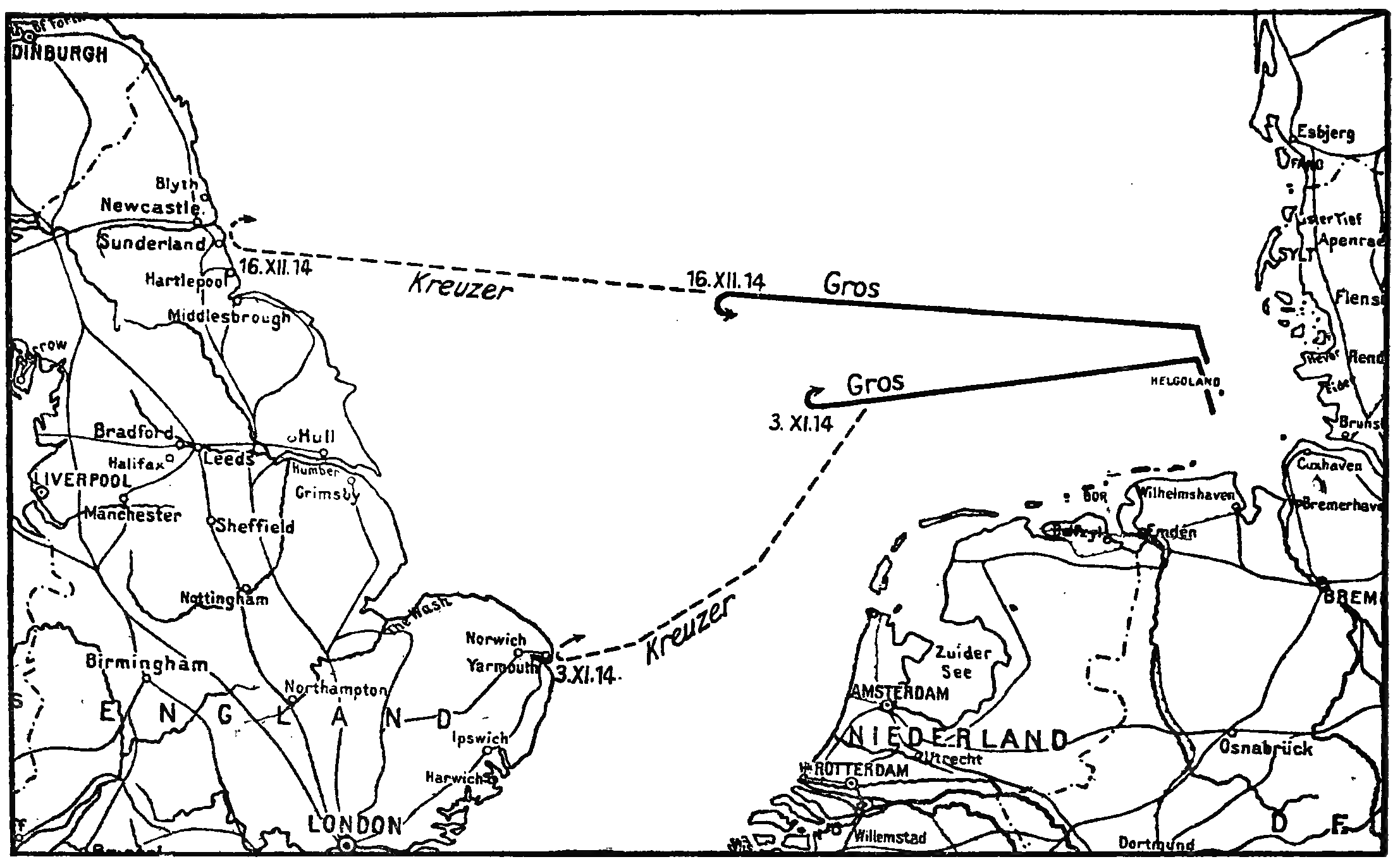
A támadó német hadihajók útvonala a yarmouthi és a scarborough-i rajtaütések során

December 15-én hajnali háromkor, még szürkület előtt Hipper ellentengernagy terv szerint kihajózott erőivel a Jadéról, és előbb északnak vette az irányt 15 csomós sebességgel egy Helgolandtól észak-északnyugatra 170 tmf távolságra lévő pont felé. Az I. felderítőcsoport öt nagycirkálója (a Seydlitz, von der Tann, Moltke, Derfflinger csatacirkálók, és a tőlük valamivel kisebb Blücher páncélos cirkáló), a II. felderítőcsoport négy könnyűcirkálója (Straßburg, Graudenz, Kolberg, Stralsund) valamint az I. és IX. rombolóflottillák voltak a parancsnoksága alatt. Hajnalban két félflottilla foglalt helyet a csatacirkálók előtt és egy-egy a két oldalukon a tengeralattjáró-elhárítás céljából. A könnyűcirkálók közül a Straßburgot ugyanakkor északnyugatra, a Stralsundot nyugatnak, a Graudenzt északnak küldték előre, a 100 aknával felszerelt Kolberg pedig a csatacirkálók mögött haladt. A hadművelet titokban tartásának érdekében az első napon nem tartóztattak fel egyetlen semleges kereskedelmi hajót sem, és lehetőség szerint inkább kikerülték őket. Helgolandtól 40 tmf-re észak-északnyugatra találtak rá a sérült „76” sorszámú hidroplánra, amit a Stralsund a fedélzetére vett. Ezzel egyidőben a Straßburg két holland zászló alatt hajózó halászgőzöst és ezzel egyidőben holland rádióforgalmat jelentett. Aznap több holland halászhajóval találkoztak még, melyek egy részét irányváltoztatással sikeresen kikerülték.
14:30-at követően a rombolók félflottillánként (8-8 egységgel) beálltak a Straßburg, a Stralsund illetve a Graudenz mögé és 4 tmf-re a Seydlitz előtt illetve attól jobbra és balra hat vonásnyira (67,5°-ra) helyezkedve alkották az elő- és oldalvédet. Közben a Derfflinger és a Blücher helyet cserélt, hogy a parti célpontok lövetéséhez megfelelő csoportjukhoz csatlakozva együtt haladhassanak. Eddig a horizont erősen párás volt és gyenge déli szél fújdogált. A hajók 18:00-kor nyugat-délnyugati irányra álltak, hogy a Dogger-padot északra megkerülve haladhassanak az angol partok felé. Ekkor a megerősödő széllel megjelenő esőfelhők az időjárás erőteljes megváltozását jelezték előre.
Az ellenséges rádióforgalom megfigyelésének feladatát a Moltke csatacirkáló kapta. A kihajózás közben az ellenségnél nem volt rádióforgalom, 19:00 körül ellenben élénk rádióforgalom volt megfigyelhető a 600 és 900 méteres hullámhosszon, ami 20:30-ig fennmaradt. Hipper úgy vélte, hogy ezt egy ellenséges tengeralattjáró válthatta ki, amely a kihajózáskor vette őket észre és ekkor tudta jelenteni az észlelést.
Míg a IV. csatahajóraj az Elbán horgonyzott, az I. és III. csatahajórajok már 16:00-kor elhagyták a Jadét, és a II. csatahajóraj is kifutott az Elbáról. A csatahajóflotta bevetett három raja azonban csak 21:00 körül egyesült Helgolandtól 20 tmf-re északra. Az összesen 85 egységből álló flottában 14 modern és 8 régi csatahajó volt. Három modern csatahajó maradt távol a bevetéstől: a Markgraf és a Kronprinz még próbajáratait végezte Kielben, a König pedig egy a tatját ért sérülés miatt január 1-ig a wilhelmshaveni hajógyárban kellett maradjon. A König-osztályból így egyedül csak a Großer Kurfürst vett részt a hadműveletben és emiatt a III. csatahajóraj csak öt egységből állt. Az egyesülés után a kötelék nyugat-északnyugati irányt vett fel, a Dogger-pad keleti csücskét megcélozva, 150 tmf-re lemaradva Hipper erőitől. Az éjszaka folyamán feltűnően jó volt a rádiójelek vételezhetősége. A Moltke megfigyelése szerint Bergen, Karlskrona és Madrid rádióadóinak jeleit is tisztán lehetett venni az élénk francia rádióforgalom és egy orosz szárazföldi állomás jelei mellett. A brit forgalom ezekkel szemben hamarosan ismét alábbhagyott, és reggelig nem mutatott semmi feltűnőt.

### A brit ellenlépések

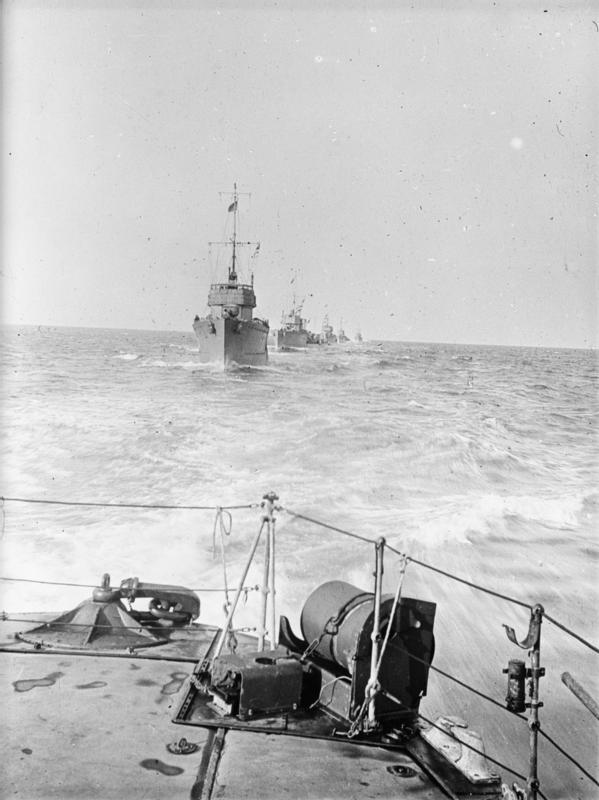
A Harwich Force rombolóinak egy csoportja sorban haladva

A britek nagy előnye volt, hogy a német tengerészeti rádióforgalom három fő kódkönyvének egy-egy példánya (két haditengerészeti és a kereskedelmi flottáé) a tulajdonukba jutott elsüllyesztett vagy elfogott hajókról. Ezek közül a legfontosabbakat, a zátonyra futott Magdeburg cirkáló kódkönyveit orosz búvárok hozták felszínre a Balti-tengeren. Segítségével a brit kódfejtők pár óra alatt meg tudták fejteni a német üzenetek tartalmát.
December 14-én a britek tudomására jutott egy olyan információ, miszerint másnap hajnalban egy német haderő el fogja hagyni az Emst, így tudtak a tervezett német előretörésről. A britek először azonban azt feltételezték, hogy a németek szárazföldi csapatokat akarnak partra tenni – annak ellenére, hogy a brit és a német flotta egymáshoz viszonyított ereje valójában kizárt egy ilyen lehetőséget. Ennek megfelelően az admiralitásnál december 15-én komoly vita tárgyát képezte, hogy a küszöbön álló német hadműveletben részt vehetnek-e csapatszállító gőzhajók is. Számoltak azzal, hogy a falklandi csata révén a németek addigra már bizonyosan tudomást szereztek arról, hogy csatacirkálók lettek átvezényelve az Atlanti-óceán déli részére, és ki akarják használni azt az időt, míg ezek visszatérnek a hazai vizekre. Erre úgy készültek fel, hogy az erők partvonal menti elaprózása helyett a flottával a visszavonuló német haderő útját elvágva csapnának le rá.
Anglia keleti partját két biztosítási területre osztották fel. Flamborough Headtől délre Tyrwhitt sorhajókapitány a Harwichban állomásozó két rombolóflottillával és az Arethusa, Aurora és Undaunted könnyűcirkálóval (Harwich Force) a németek első part előtti észlelésére reagálva, azonnal kifut, és a part mentén közelíti meg a támadókat, míg az V. csatahajóraj a Temze torkolata felől érkezve biztosítja őket. Tyrwhitt december 15-én 15:00-kor kapta meg az ennek megfelelő parancsait, amelyek szerint Yarmouth előtt kellett összpontosítania az erőit 16-án hajnalra. Innen kellett továbbhaladnia oda, ahol épp szükség lesz rá. Amennyiben a csatahajók harcba keveredtek volna és a rombolók a viharos tenger miatt nem tudtak volna vele tartani, úgy pusztán a könnyűcirkálóival kellett volna csatlakoznia hozzájuk és ezekkel ellátni a biztosításukat rombolók hiányában.

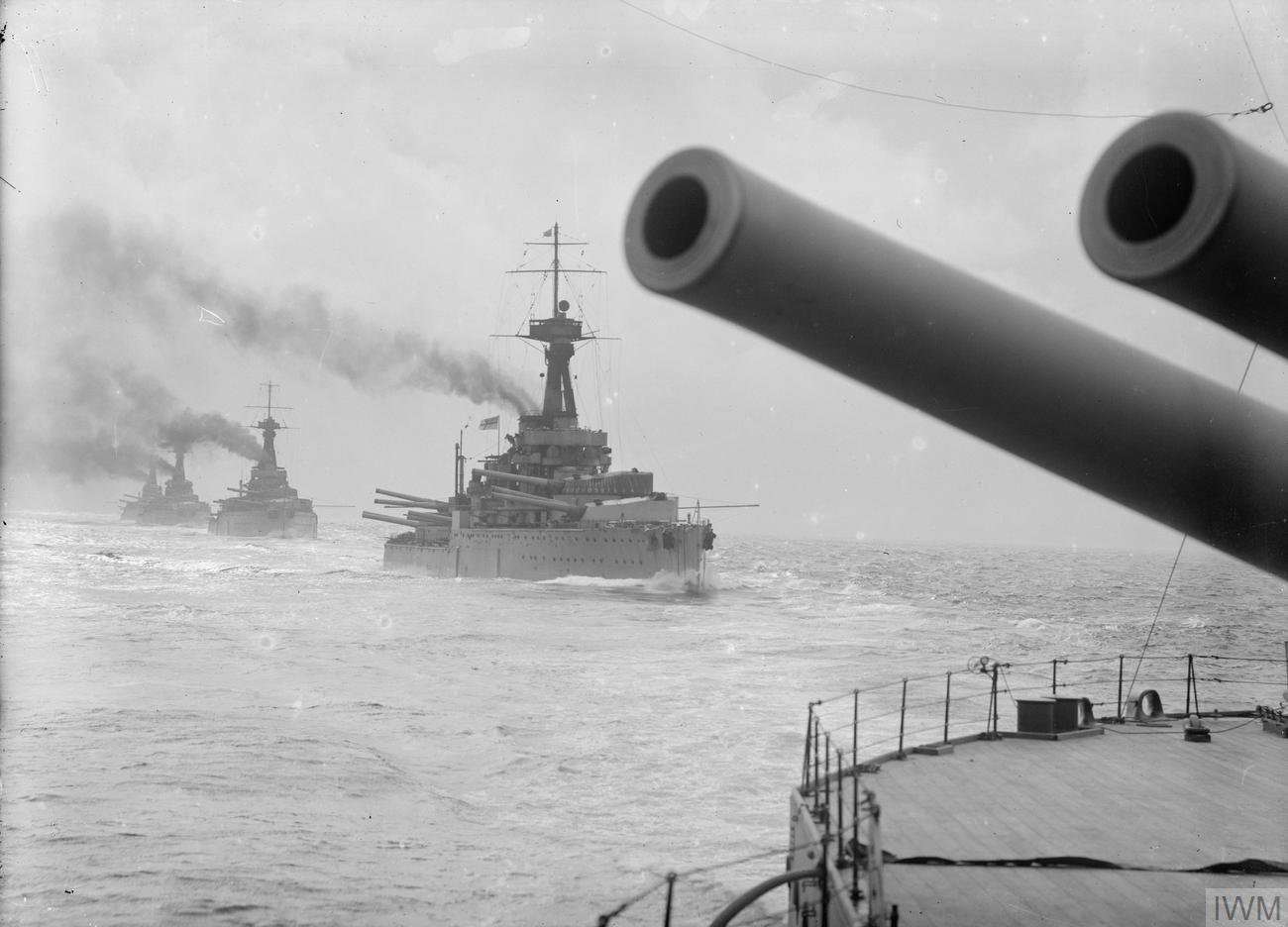
Öt Orion-osztályú csatahajó sorban haladva

A Flamborough Headtől északra lévő partszakasz védelmét a Scapa Flow-ban állomásozó főerőket tömörítő Grand Fleet (Nagy Flotta) látta el. Ehhez tartozott Beatty altengernagy kéznél lévő négy csatacirkálója (Lion, Queen Mary, Tiger, New Zealand) és a IV. rombolóflottilla két divíziója is. Hozzá kellett csatlakoznia Goodenough sorhajókapitány 1. könnyűcirkálórajának (Southampton, Birmingham, Falmouth, Nottingham) Scapa Flow-ból érkezve. Ezeket az alakulatokat az Orion- és King George V-osztályú egységekből álló 2. csatahajórajnak (King George V, Ajax, Centurion, Orion, Monarch, Conqueror) kellett támogatnia. A csatahajóraj csak hat egységből állt, mert a Thunderer csatahajón javításokat végeztek, az Audacious pedig korábban elsüllyedt miután aknára futott Írország északi partjainál. Ezt az erőt azon a ponton kellett összevonni a nyílt tengeren, ahonnan a legjobb lehetőség kínálkozott az ellenség hazavezető útjának elvágására, függetlenül attól, hogy hol hajtja végre a támadást.
Az admiralitás továbbá megbízta a tengeralattjáró erők parancsnokát, Keyes sorhajókapitányt, hogy nyolc tengeralattjárót (hét brit mellett egy franciát) tartson készenlétben, hogy a német támadás (még nem ismert) napján hajnalban kiküldhesse őket Terschellinghez, hogy a holland szigettől északra foglaljanak állást.
A partvédelem az „őrjáratok tengernagya” (Admiral of Patrols), Ballard tengernagy alá tartozott, aki csak nagyon gyenge erők felett rendelkezett. Ezek közül a mostani a hadműveletekben csak a Hartlepoolban állomásozó Patrol és Forward könnyűcirkáló és egy szintén itt lévő tengeralattjáró kapott csekély szerepet.
Mivel a hatásos cirkálófelderítés előfeltétele volt a sikernek, Jellicoe a Rosythban állomásozó 3. cirkálóraj páncélos cirkálóit (Devonshire, Antrim, Argyll, Roxburgh) is kirendelte. A gyors üzenetközvetítésnek köszönhetően a bevont cirkálórajok hamar kifuthattak és már december 15-én 15:30-kor találkoztak Aberdeentől 60 tmf távolságra keletre, ahonnan együtt vonulhattak a kijelölt gyülekezőhelyre. Scapa Flow-ból 06:30-kor (05:30 GMT) kifutva azonban a 2. csatahajóraj egy már elült vihar erős hullámaiba került a Pentland Firth vizein és a melléje rendelt Boadicea és Blanche könnyűcirkálóknak vissza kellett fordulniuk. Az előbbiről egy nagy hullám sodorta le a parancsnoki hidat több embert is magával ragadva, és utóbbi is jelentős sérüléseket szenvedett. A rombolók egyáltalán nem tudtak kifutni Scapa Flow-ból, ezért a Cromartyban lévők kaptak parancsot az 1. csatacirkálóraj védelmének ellátására.
Cromartyban azonban csak hét bevethető romboló volt, és a rossz időjárás miatt az is kérdéses volt, hogy tudják-e tartani a lépést a 06:00-kor (05:00 GMT) szintén Cromartyból elinduló csatacirkálókkal. Jellicoe értesülve a rendelkezésre álló rombolók csekély számáról a Harwich Force azonnali kiküldését kérte a Scarborough-tól keletre kijelölt gyülekezőhelyre, amihez viszont az admiralitás nem járult hozzá, és előbb csak Yarmouthig való felhajózást engedélyezte az alakulatnak, valószínűleg azért, hogy legyen mivel fellépni egy esetleges német partraszálló erővel szemben a partoknál. Közben Warrender küldött egy a német erők összetételére vonatkozó, meglehetősen pontos üzenetet Beattynek, 4 csatacirkálót, 5 könnyűcirkálót valamint 3 rombolóflottillát említve támadó erőként. A brit kötelék az 54° 10’ É 3° 0’ K találkozási ponthoz december 16-án 08:30-ra tervezett érkezni. Ez csak 30 tmf távolságra volt délre attól a helytől, ahol a Nyílttengeri Flottának ugyanebben a pontban Hipper erőinek felvételéhez pozíciót kellett foglalnia és az útvonala már éjfélkor keresztezte az angol partok felé tartó Hipper útvonalát. Hipper vélhetőleg éjjel 01:00 körül mindössze 10-15 tmf-re hajózott el a brit cirkálók előtt. (Lásd: Groos 5. sz. térképmelléklet (Karte 5))

### AzS 33kiválása és észlelése

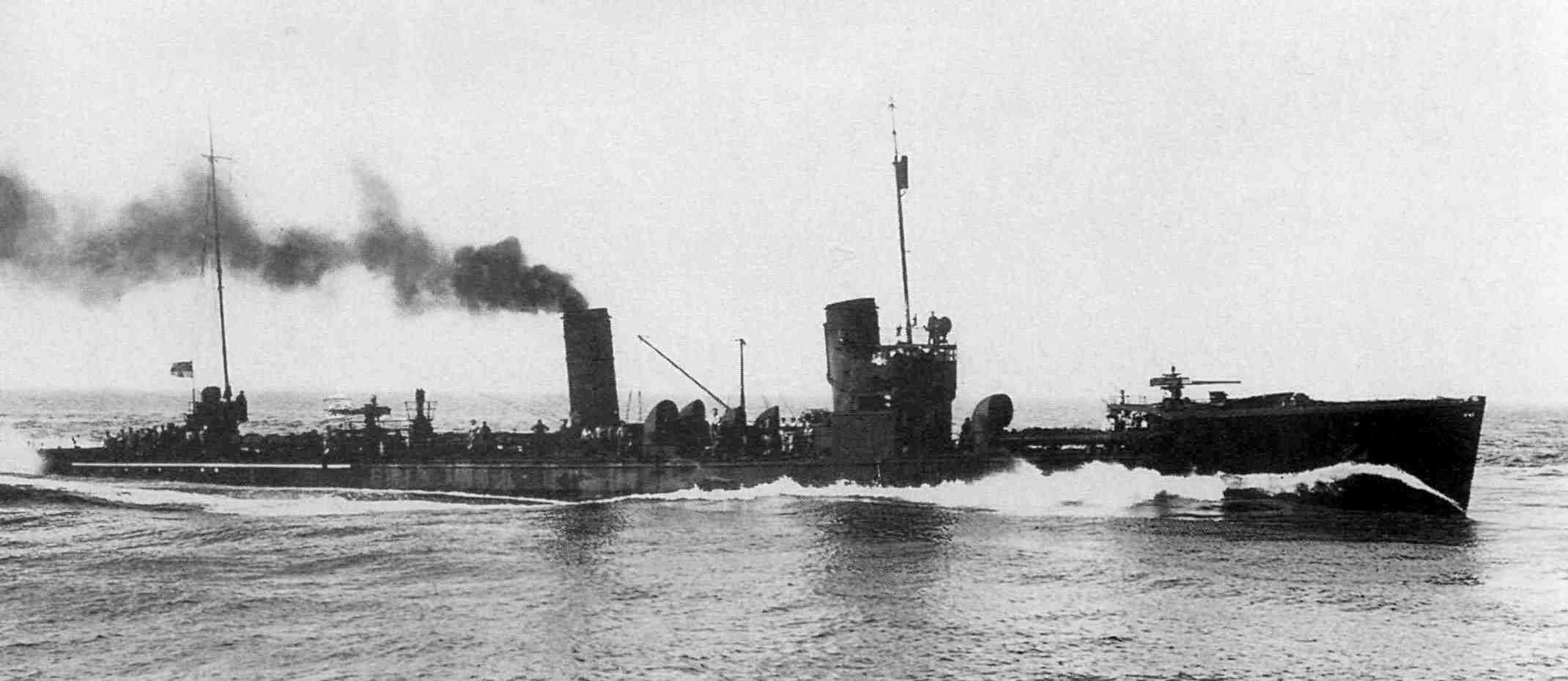
Egy az S 33-hoz hasonló V 25-osztályú német romboló (V 43)

Az éjszaka szokatlanul sötét volt, ami miatt a Straßburgból és a IX. flottilla hét rombolójából álló elővédnek nagy nehézséget okozott a csatacirkálók előtti pozíciójukat tartani. Ezt tovább nehezítette, hogy többször is halászgőzösöket kellett kikerülniük. A rombolók közül leghátul haladó S 33-nak különösen nagy figyelemmel kellett szemmel tartania a Seydlitzet, hogy a kellő távolságot tarthassa tőle. Ez a romboló – melynek Buddecke fregatthadnagy személyében egy megbízott parancsnoka volt – azonban éjjeli 01:00 körül szem elől vesztette a Seydlitzet és a kifejezett tiltás ellenére szikratávírón gyenge jelekkel hívni kezdte a Straßburgot. Groos szerint a hívás azért sem volt indokolt, mert a cél és az útirány ismert volt számára, így a kapcsolatot hajnalban helyre lehetett állítani. A többszöri hívását a brit részről azonban nem fogták, így nem veszélyeztette végső soron a hadműveletet. Mivel optikai eszközökkel nem lehetett vele kapcsolatba lépni, a Straßburg alacsony intenzitású jelekkel szólította fel az S 33-at a rádiócsend betartására. Az S 33 ezután feladta azt a szándékát, hogy nagy sebességgel a megadott irányban csatlakozzon és 03:00 körül Sylt szigete felé vette az irányt, mivel nem volt tudomása arról, hogy a Dogger-padnál fog pozíciót felvenni a csatahajóflotta. 03:25-kor kondenzátorszivárgás miatt a V 29 is kivált a kötelékből és a csatahajóflotta felé vette az irányt. A britek alig egy órával előtte haladtak el a németek mögött. A Stralsund hajónaplójában fel is jegyezték, hogy 02:45-kor egy 30 tmf távolságban leadott brit üzenetet fogtak el.
05:00-kor a keletnek tartó S 33 észlelte az ellenséges köteléket, amikor hirtelen 150 m távolságra négy alacsony sebességgel délnek tartó rombolóra akadt. Az S 33-on németeknek vélték őket, ezért azonnal besoroltak mögéjük. A britek is saját egységnek vélték a jövevényt, így egészen 05:20-ig a sor végén haladhatott, amikor a tévedésüket észlelték a németek, és az S 33 ekkor lassan keletnek fordulva kivált a kötelékből, majd rádión jelentette az ellenséges erőket. Később heves ágyútűz volt megfigyelhető nyugati irányban a rombolóról.

### AV 155harca a brit rombolókkal

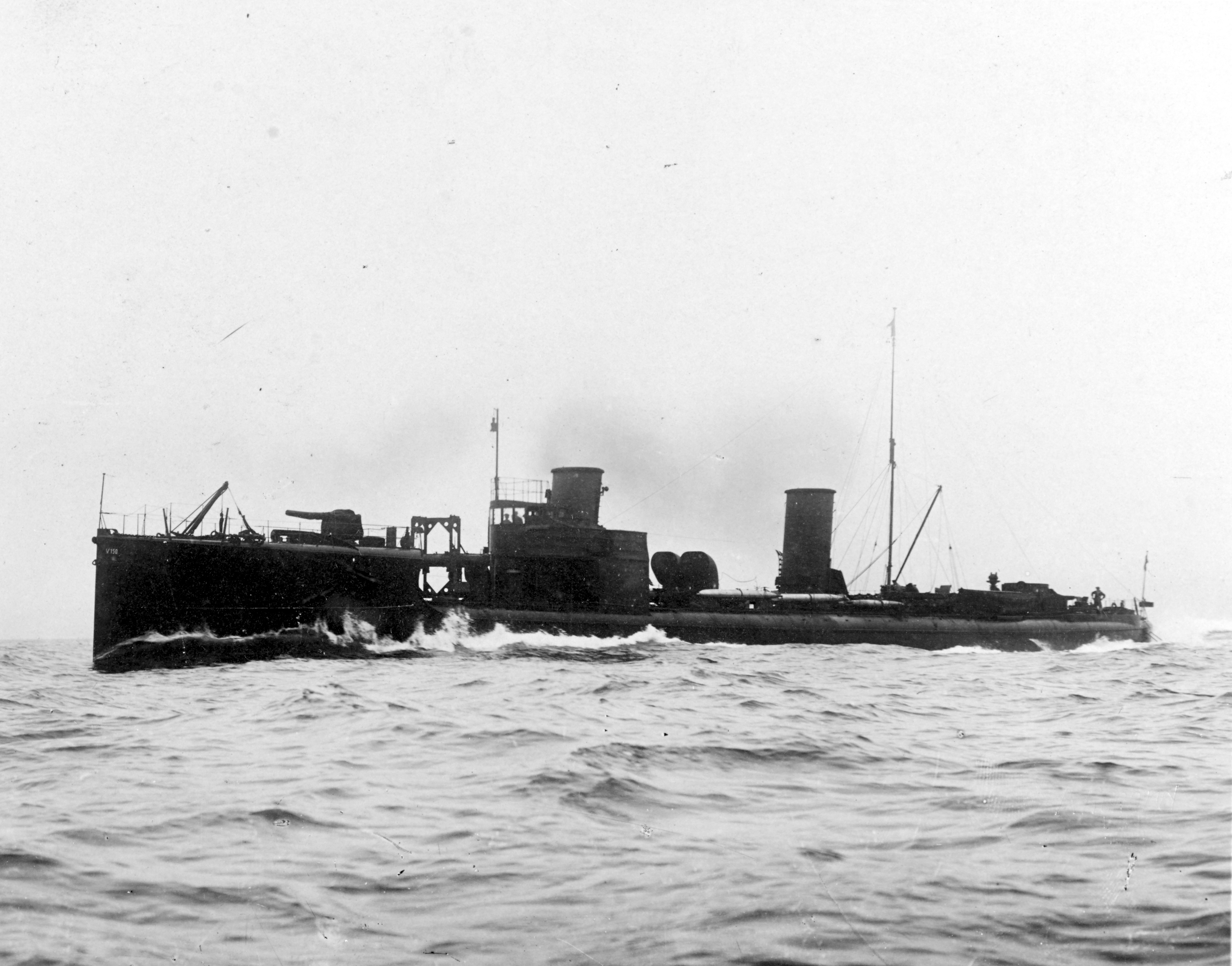
Egy az V 155-höz hasonló S 138-osztályú német romboló (V 150)

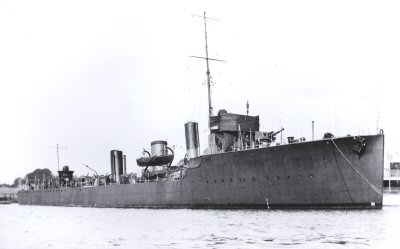
A brit Hardy romboló

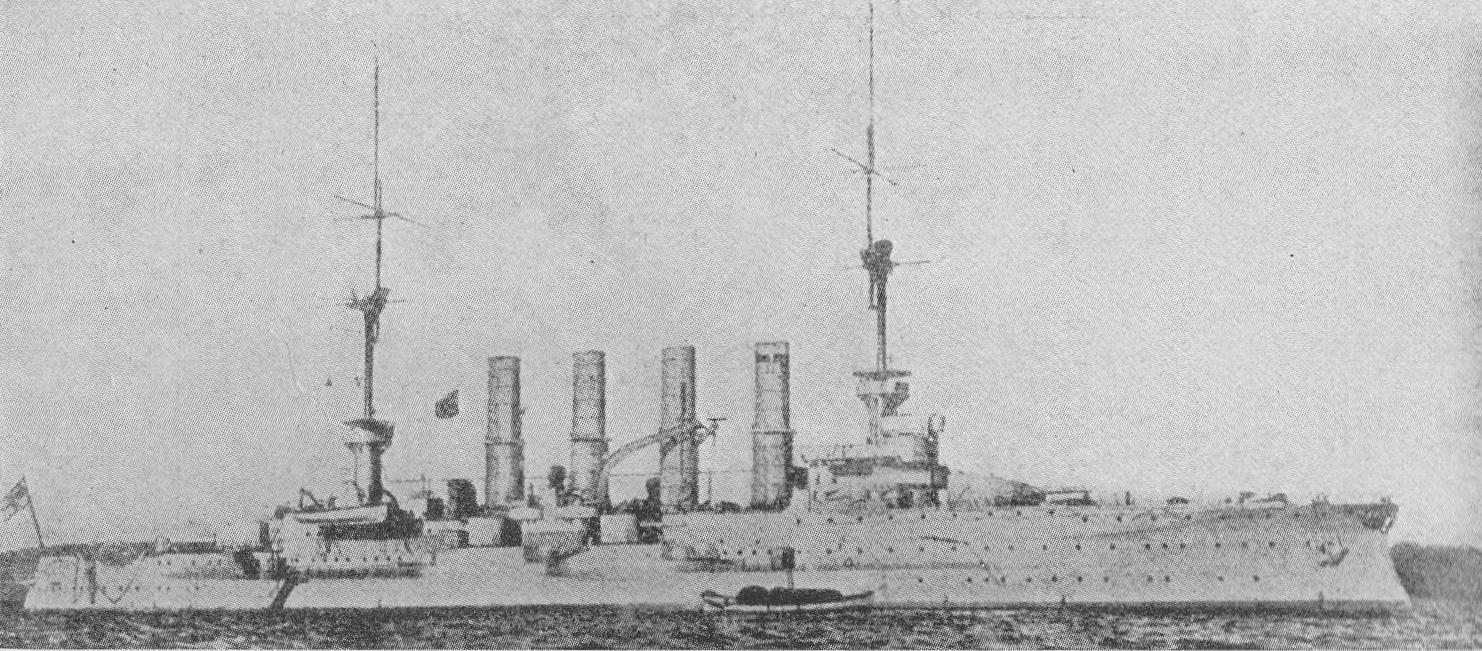
A Roon páncélos cirkáló

Az S 33-on észlelt torkolattüzek a német csatahajóflotta jobb oldali elővédjének és a brit rombolóknak az összecsapásából származtak. A V 155-öt a Roon páncélos cirkáló egy gőzhajó ellenőrzésére küldte, és ehhez kivált a félflottillájának kötelékéből. A társait keresve 06:15-kor egy vonással (11,25°) jobb oldalt elöl néhány hajót észlelt, amelyek délkeletnek tartottak. A hajók brit rombolók voltak, melyekkel harcba keveredett (Lásd: Groos 7. sz. térképmelléklet/bal oldali vázlat). A romboló parancsnoka, Carl fregatthadnagy az ezután történteket így írta le:
„A V 155 előbb lassan, majd csekély sebességre váltott és jobbra kanyarodott. Az észlelt naszádok [rombolók] a bal oldalon haladnak el csekély sebességgel. A „V 155” fényjelzésekkel leadja a azonosító jelet; az ellenség az Ä F J J jelzésekkel válaszol. Eközben a „V 155” 300 méterre átlósan az utolsó naszád mögé kerül. Az ellenség sorban halad, a naszádok közötti távolság 200 m. 12-16 naszádot számolunk össze. A tatjukon erős a jelzőfény. A „V 155” megállt, mivel a naszádokat, még mielőtt a formációt és a számukat megállapíthatta volna, a saját keresett naszádjainak vélte. Ezenkívül a „V 155” kérdésére adott válasz is megtévesztette. A „V 155” ekkor észak-északkeleti irányra állt és félgőzzel haladva az új eljárás szerinti azonosítójelzést adja le. Nincs válasz! A „V 155” teljes sebességre [„Äußerste Kraft!”] vált. D.e. 6.25 órakor az „Ellenséges torpedónaszádok észlelve.” üzenetet adja le. A távolság 2000 m. A „V 155” felére csökkenti a sebességét, hogy csökkentse a füstképződést. Keleti irányra áll. A harmadik naszád keresőfényekkel kutat sikertelenül a „V 155” után, majd ismét elsötétít. Az ellenség egyik naszádja azonban tüzet nyit. Ekkor az összes naszád a „V 155” után fordul nagy sebességgel és láthatóan piros-fehér jelzőfényeket gyújtanak, horizontális elrendezésben. Az ellenség félkört formál előretolt jobbszárnnyal és gyorsan közeledik, tüzet nyit minden irányból; a „V 155” a tatlövegével válaszol, beállítás 20 hm, öt lövés leadva. D. e. 6.48 órakor a következő üzenet leadva: „Rombolók üldöznek a 154 β négyzetben.” Teljes sebesség. Északnak szorítanak ki. Az ellenség gyorsan közeledik, a tatlöveg élénken viszonozza a tüzet. Beállítás 8 hm. Az ellenség sortüzei jól ülnek. Emiatt kitérés északkeletnek. „V 155” mindkét lövegéből tüzel. Az első löveg negyedik lövésével eltalálja az élen haladó naszádot a jobb oldalán a híd közelében. Ez a naszád beszünteti a tüzelést és lemaradozik. A „V 155” most keleti irányra állhat. Ennek megfelelő üzenet leadva. A tatlöveg a harmadik naszádot eltalálja a jobb oldalán a hajóorr alatt. Az összes naszád lemaradozik. Tűz beszüntetve. Hirtelen hátulról saját füstből egy ellenséges romboló tűnik fel 2 hm távolságra. A tatlöveg gyorstüzeléssel lő. 6.57 órakor üzenet küldése: „Ellenséges rombolók üldöznek.” A tűz nagyon hatásos. Találat megfigyelve. Az ellenség lemaradozik. Látókörön kívül kerül. A „V 155” déli irányra áll. 7.38 órakor üzenet leadva: „Ellenséges rombolók felhagytak az üldözéssel, látótávolságon kívül vannak. Délnek tartok.” Felhasznált összes lőszermennyiség 40 lövedék. D. e. 8.30 órakor a II. csatahajórajhoz csatlakozva. Ezután a flottillánál gyülekeztem.”
A parancsnok által említett jó tucatnyi rombolóval szemben valójában csak a Beatty kíséretéhez tartozó hét rombolóval állt harcban. Ezek a Lynx, Ambuscade, Unity, Hardy (1. divízió); Shark, Acasta, Spitfire (2. divízió) voltak. A britek jelentős tüzérségi fölényben voltak, mivel a németeknek csak két 8,8 cm-es lövege volt, addig mindegyik brit rombolónak három 102 mm-ese. Míg a német romboló sértetlen maradt, addig az üldözők élén haladó Lynx több találatot is elszenvedett és 06:41-kor a kormánymű meghibásodása miatt ki kellett válnia. A mögötte haladó Ambuscade-et a vízvonala mentén érte egy találat még ez előtt, ami miatt szintén ki kellett válnia az üldözésből és ezután még a saját társai tüzébe került. Négy brit romboló ugyanis 06:37-kor tőlük balra egy újabb német rombolót véltek feltűnni és tűz alá vették. Ez valójában a sérült Ambuscade volt. A V 155 amellett, hogy súlyos károkat okozott a hétszeres túlerőben lévő ellenségnek és a nehéz helyzetéből sértetlenül ki tudta vágni magát, még idejében értesíteni is tudta a saját erőket az ellenséges rombolók jelenlétéről is, így a német zöm ki tudott térni előlük.

### AHamburgharca a brit rombolókkal

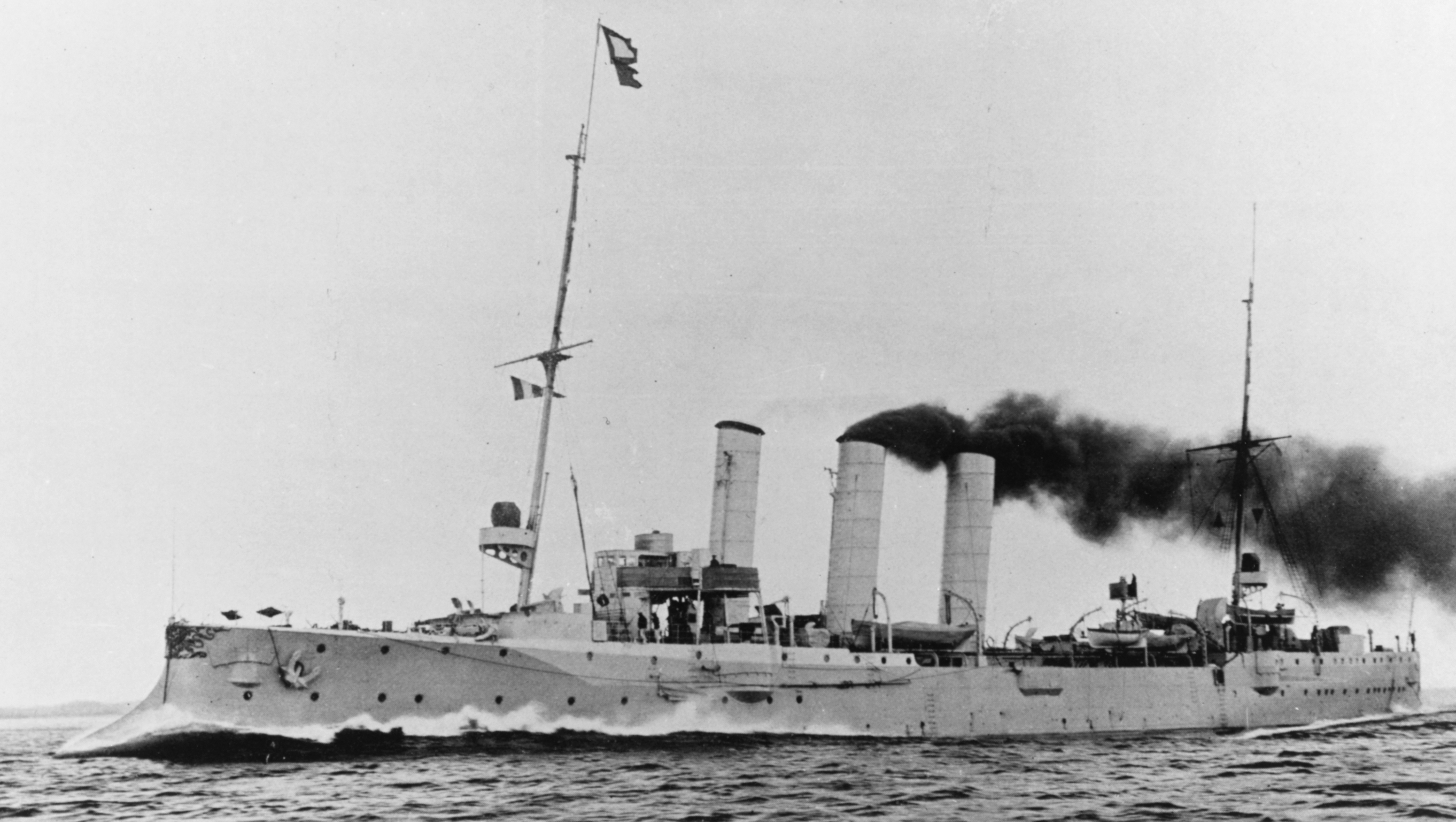
A német Hamburg könnyűcirkáló (kiscirkáló)

A V 155 06:15-kor leadott első jelzésére a hozzá legközelebb lévő Hamburg könnyűcirkáló (von Gaudecker korvettkapitány) a mellé rendelt két rombolóval, a (V 158, V 160) azonnal teljes sebességre kapcsolva a torkolattüzek irányába indult meg, hogy megsegítse a bajba került rombolót és távoltartsa a zömtől az ellenséget. (Lásd: Groos 7. sz. térképmelléklet/középső vázlat.)
A brit leírás szerint a V 155-tel szembeni küzdelemből délnek kiváló Lynxet követte a többi hajó is, az Ambuscade-et leszámítva, mely a sérülései miatt nem tudta tartani velük a lépést. A Lynx az éj múltával a csatacirkálókhoz szándékozott csatlakozni a három másik rombolóval. A Hardy és Unity rombolók között nagyobb lett a távköz a szándékozottnál, mivel mikor a Hardy bal oldalán 06:35-kor (avagy: 06:53-kor) feltűnt a Hamburg, addigra a Lynx és a Unity már látótávolságon kívül volt délnek. A kialakuló harc során a négy brit romboló balra tért ki a Hardy-ra kis távolságból (500–700 m) tüzet nyitó Hamburg elől.
A Hamburg súlyosan megrongálta a Hardy rombolót, de mindjárt a harc elején maga is találatot szenvedett, amely az elülső keresőfények platformjának talapzatát érte. A felrobbanó lövedék repeszei érték a bal oldali elülső keresőfény kábeleit és ellenállásdobozát, a bal oldalon számos jelzőzászló használhatatlanná vált. Többen megsebesültek a hídon és az elülső lövegek kezelői közül. Egy második találat a 15-ös és a 16-os borda között hatolt be a 3-as részlegbe egy 73×75 cm-es lyukat ütve a hajótesten 1,6 méterrel a vízvonal felett. A hajótesten robbanó lövedék repeszei az egyik helyiség berendezéseit és a köztes fedélzeten álló akkumulátorszekrényt tönkretették. A minden irányba szerteszálló repeszek megsebesítették a jobb oldali ötödik, pajzzsal el nem látott löveg kezelőit.
A Hardy elülső lövegét kilőtték, a hátsó lövegekhez vezető kommunikációs összeköttetés megszakadt, a kormányszerkezet megrongálódott. Ezután a hajtóművekkel próbálták manőverezni és balra tért ki a támadás elől a többi rombolóval együtt. A sérülései miatt a többi romboló mögé igyekezett besorolni. Rövid időre sikerült látótávolságon kívül kerülnie, de a Hamburg szemből érkezve hamar ismét belebotlott. A németek azt gondolták, hogy egy ez már egy másik romboló, nem az, amelyikkel az imént vívtak tűzharcot, abból pedig hogy a két hajó a második találkozáskor egymással szembe haladt, azt a téves következtetést vonták le, hogy a britek ellentámadásba mentek át. A Hamburg mögött haladó V 158 és V 160 is időnként ellenséges tűzbe került. A lövegeikkel azonban csak átmenetileg tudtak bekapcsolódni a harcba, mert a cirkáló többnyire köztük és a britek között volt. A tűzharc kis távolságból (150 m) folyt. A Hardy kilőtt egy torpedót, de a Hamburgon erre számítottak, és még idejében kitértek előle, ezután pedig a zöm felé vették az irányt. A kontaktus elvesztésével a harc megszakadt.
A Hardynak a hajócsavarjaival kormányozva magát sikerült a Spitfire mögé besorolnia és a négy romboló, miután feladta a Lynx-szel és a Unityvel való egyesülés reményét, igyekezett csatlakozni a csatacirkálókhoz. A Hamburgnak így a V 155-tel közösen legalább sikerült az ellenséges rombolókat távotartania a flottától, még mielőtt annak jelenlétét felfedezték volna.

### AHochseeflottevisszavonulása

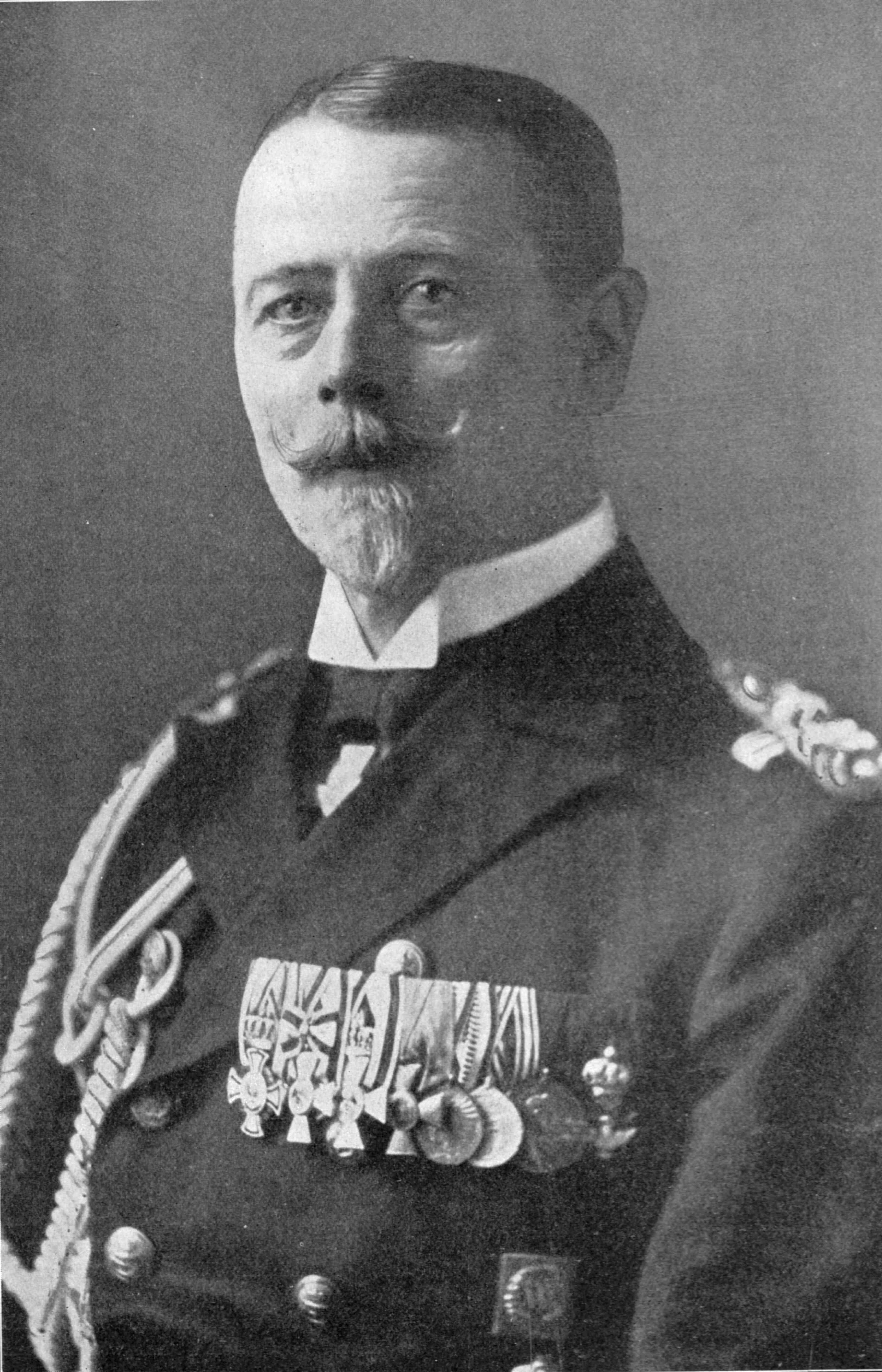
Friedrich von Ingenohl tengernagy
a német flottaparancsnok

A flották helyzete 1916. december 16-án Scheer tengernagy vázlatos ábrázolásában

Mikor 05:24-kor az S 33-tól beérkezett az első jelentés az ellenséges erők feltűnéséről, még két óra volt a napfelkeltéig, és addig kedvező volt a lehetőség a rombolók számára torpedótámadás indításához. Az ezt követő megfontolások a Nyílttengeri Flotta parancsnokságánál (a Friedrich der Große zászlóshajón) egy december 18-ai jelentés szerint a következők voltak:
„Először is hiányoztak az adatok a rombolók pontos útirányáról és arról, hogy a jelentő naszádot észlelték-e. Az sem volt nyilvánvaló, hogy milyen okból kifolyólag maradt le egy a felderítőcsoportok vezetőjének parancsnoksága alá tartozó torpedónaszád; ez kétséget vetett fel a megadott négyzet helyességét illetően; lehetséges volt azonban, hogy a zöm által is nagy számban észlelt járművek átvizsgálása tartotta fenn.”
Ezt a bizonytalanságot csak a V 155-től egy óra múlva érkező jelentés oldotta fel. Habár ekkor már hamarosan kivilágosodott és így a rombolók torpedótámadásainak is jóval kisebb volt az esélye. Ennek ellenére a flottaparancsnok úgy döntött, hogy kitér az ellenség elől és 06:30-kor nagy sebességgel délkeletnek kanyarodott. Ezzel egyidőben az ellenséges rombolók erősen zavarni kezdték a rádióforgalmat, így a kanyarodási parancshoz leadott jelzést csak 06:40-kor sikerült eljuttatni a többi hajóhoz. A kanyarodás közben a jobb oldalon elől torkolattüzeket lehetett látni is hallani. Ennek okát 06:59-kor jelentette a Hamburg.
06:52-kor a csatahajóflotta előtt haladó Roon páncélos cirkáló (von Karpf sorhajókapitány) a VI. flottilla vezérhajójával, a V 161-gyel és a 11. félflottilla egységeivel is felvette a délkeleti irányt. 20 perccel később bal oldalt előttük két délnek tartó romboló tűnt fel mindössze 1200 m távolságra. (Lásd: Groos 7. sz. térképmelléklet/jobb oldali vázlat). Mivel úgy tűnt, hogy a német zöm irányából érkeznek, kétséges volt, hogy saját vagy ellenséges egységek. Az azonosítójelre nem adtak választ, viszont a menetirányuk keresztezte a Roonét és perceken belül a páncélos cirkáló azok torpedóinak hatósugarán belülre kerülhetett. Ezért mielőtt a keresőfényeit a célzáshoz rájuk irányította volna, kitért előlük déli irányba. Az ezután bekapcsolt keresőfények azonban az egyre fokozódó világosság miatt nem voltak képesek kiemelni a célpontokat, ezek nélkül pedig az öreg cirkáló lövegeinek gyenge fényű távcsövei sem tudták a célpontokat meghatározni. Közben a VI. flottilla naszádjai csak azért vártak a tűz megnyitásával, mert nem akarták a páncélos cirkáló számára megnehezíteni a célzást. Emiatt azonban a brit rombolók megsemmisítéséhez kedvező pillanat elillant. Mikor a Roon teljes sebességre kapcsolva feléjük kanyarodott, azok már felgyorsítottak és hamar látótávolságon kívülre jutottak. A rádión segítséget kérő Ambuscade-nek segíteni igyekvő Lynx és Unity voltak azok a rombolók, melyeket a Roon üldözőbe vett. 07:20-kor a csatahajórajok Ingenohl tengernagy parancsára még keletibb irányra álltak három vonásnyit tovább kanyarodva balra. A flottaparancsnok napkeltére össze akarta vonni őket arra az esetre, ha a Hamburg által jelentett ellenséges rombolók mögött nehéz egységek is lennének. A Roon közelében zajló események ismeretlenek maradtak a flottavezetés előtt, mivel annak parancsnoka (von Karpf sorhajókapitány) úgy ítélte meg, hogy az ellenséges rombolók nem jelentenek veszélyt már a zömre, ráadásul fél órán belül kivilágosodik már. 07:20-kor érkezett a V 155 jelentése, miszerint az ellenséges rombolók feladták az üldözést és látótávolságon kívülre kerültek.
Valójában ezek közül némelyik még a Roonnal való találkozás után is az elővéd és a zöm között volt. Az nem volt ismert, hogy a saját erőiket keresték, avagy felderítést végeztek-e számukra. 08:12-kor a Roon mögött haladó hátsó csoport négy ellenséges rombolót jelentett, melyek baloldalt hátul 6 km-re párhuzamosan haladtak velük és fényjelzésekkel szólítottak fel azonosításra. Ez a Shark vezette divízió volt. (Lásd: Groos 8. sz. térképmelléklet.) Miközben a német rombolók úgy manővereztek, hogy a Roon számára szabaddá tegyék a kilövést, két gránát 400 méterrel a V 153 mögött csapódott be a farvizébe. Alig ismerték fel azonban a brit rombolók a páncélos cirkálót, máris nagy sebességgel északnak tértek ki. A németek egy rövid ideig egy cirkálót véltek észlelni a brit rombolók mögött, de ez valójában a Stuttgart volt (Friedrich Richter fregattkapitány), ami a rombolók ellen indult meg. Ezt jelezte a München könnyűcirkálónak és a Roonnak optikai jelekkel. Erre ez a kettő egység is a rombolók után indult, ami addig tartott, mígnem ismét látókörön kívül kerültek. Közben a Stuttgarton 16 km távolságra az üldözött rombolók között egy tengeralattjárót véltek felismerni és röviddel rá az északról biztosító Rostockról is jelentés futott be a tengeralattjáró észleléséről. 09:07-kor ezt a tengeralattjárót a II. csatahajóraj záró egységei is észlelni vélték és tőle elkanyarodva tüzet nyitottak rá. 09:20-kor a cirkálók felhagytak az üldözéssel és visszasoroltak a flotta hátvédjeként elfoglalt helyükre.
A brit rombolódivízió vezetője számára már a V 155-tel való találkozáskor kétségen felül állt, hogy egy nagyobb német erő elővédjével van dolga. Ezért mikor a rombolók 07:50-kor ismét német hajókat észleltek, azonnal nagy sebességgel igyekeztek fenntartani velük a kapcsolatot. A fokozott sebességet még a sérült Hardy-nak is sikerült tartania. Hamarosan ki tudtak venni öt német rombolót és épp tüzet nyitottak rájuk, mikor ki tudtak venni egy páncélos cirkálót (a Roont) és ezért a támadást azonnal feladták. A flottilla vezetője a Sharkon nagy távolságból továbbra is szemmel akarta tartani a németeket, de közben hiába próbálkozott a nagy fontosságú észlelésének közvetítésével Warrender tengernagy felé. A látási körülmények közben egyre romlottak, 1 és 4 tmf között váltakozva. Eközben a brit rombolók 08:40-kor nagy veszélybe kerültek, mert hirtelen a három német könnyűcirkáló vette őket üldözőbe, melyek kiszorították őket a Roon közeléből, és nem tehettek mást, minthogy 30 csomós sebességgel északi irányba kitérjenek, majd nyugati irányba próbálják meg maguk után vonni az üldözőket. A súlyos sérülést szenvedett Hardy 09:15-tól nem tudta már tartani a sebességet, de szerencséjére ezzel egyidőben a német cirkálók elkanyarodtak keleti irányba. A brit rombolók nem próbálták meg utánuk fordulva a kapcsolatot tartani velük. Közben a Lynx és a Unity hiába próbálkozott rátalálni a saját csatacirkálókra, mivel még kivilágosodáskor sem tűntek fel. Mivel sérülten ezek támogatása nélkül nem érezte magát alkalmasnak egy újabb összecsapáshoz, a Lynx a Unity támogatásával elhagyta a veszélyeztetett területet és Leith-be hajózott. A Lynx biztonságos távolba kerülése után a Unity visszatért és az Ambuscade-et kísérte el a honi kikötőbe. A német észlelésekkel szemben azonban nem tartózkodtak brit tengeralattjárók a rombolóik közelében. Ingenohl már ez előtt elrendelte a visszavonulást, amit a következőképpen magyarázott:
„Számolni kell azzal, hogy a zömöt észlelték; az előretörés nagy sebességgel, 15 csomóval való végrehajtása miatt hatalmas füstfelhő képződött a flotta felett, amit messziről látni lehetett és mindenképpen nagy számú német hajó jelenlétére lehetett belőle következtetni. A saját biztosító erők, a III. és a IV. felderítőcsoport gyenge erőt képviseltek és az ellenség modern felderítőerőinek kapcsolatfenntartását nap közben nem tudták megakadályozni. A következő éjjel így nagy volt a valószínűsége annak, hogy angol torpedónaszádok a Német-öbölbe visszatérő zömöt támadás alá vennék, ami a kimondottan sötét éjszaka okán vélhetőleg hajóveszteségekkel járt volna.
A zöm előretörése nap közben a felderítőhajók parancsnokának erőihez való csatlakozás érdekében kényszerítő ok nélkül nem felelt meg a legfelsőbb helyről érkezett, a Nyílttengeri Flotta alkalmazására vonatkozó parancsoknak.
Az egyesülést normális körülmények között d. u. 1 óra körül lehetett volna végrehajtani egy a Jadétól mintegy 250 tmf távolságra lévő ponton. – A folyótorkolatokat így 15 csomós sebességgel haladva csak a következő nap d. e. 7 óra körül lehetett volna elérni.
Ehhez jött még, hogy a meglepetésszerű fellépésünk az angol partok mentén a könnyű erőink fölényben lévő ellenséges erők általi veszélyeztetettségét valószínűtlenné tette. Ez a feltételezés azonban nem bizonyult helytállónak.”
A háború utáni német történetírás erős kritikával illette Ingenohl ezen értékelését. Groos szerint ez ellentmond még a 07:00 körüli megfontolásoknak is, mikor a nehéz egységek jelenlétének lehetősége is nyitott volt a jelentett rombolók mögött, de a felderítőerők parancsnoka sem küldött afelől jelentést, hogy a feladatát sikeresen elvégezte-e. Csekély volt annak a valószínűsége, hogy a zömöt észlelték, ellenben a zöm felderítőerői 2 páncélos cirkáló, 8 könnyűcirkáló és 4 rombolóflottilla révén kellő erővel rendelkezett ahhoz, hogy felderíthesse az ellenséges erők nagyságát és összetételét, nem pedig ehelyett feltételezésekre alapozva döntéseket meghozzon. Ingenohl tengernagy a mozgásterét korlátozó iránymutatások és a brit rombolók őt nyugtalanító fellépése alapján hozta meg döntését, annak ellenére, hogy a brit rombolókat mindenütt visszaszorították. Ezzel a lépésével nem csak Hipper erőit sodorta nehéz helyzetbe, hanem megfosztotta magát egy biztosnak tűnő győzelemtől is, amihez a brit hadmozdulatok alapján nem is kellett volna mást tennie, mintsem a Hipper erőinek felvételére kijelölt területen maradnia és kitartania az ezután kialakuló harcban. Ingenohlt az sem késztette visszafordulásra a felvételi pozícióhoz, hogy Hipper 09:32-kor arról tájékoztatta, a vele lévő könnyűcirkálókat és rombolókat ide küldte el, hogy csatlakozzanak az ő erőihez. A flottaparancsnok egyébként nem látta okát annak, Hipper miért küldi vissza hozzá a könnyű egységeit, mivel nála – ellentétben az angol partokhoz – az időjárás nem romlott el jelentősen. Ezt csak a cirkálók hajónaplóiból tudta meg utólag.
Az időjárás és a brit 1. csatacirkálóraj bal oldalát biztosító rombolók találkozása a német elővéddel a brit megállapítás szerint is meghatározó jelentőségűnek bizonyult, ugyanis amennyiben erre nem került volna sor, úgy pirkadatkor a britek és a számbeli fölényben lévő németek között minden bizonnyal harcra került volna sor. Feltűnő volt, hogy míg a V 155 minden probléma nélkül tudta jelenteni az észleléseit, a britek erre nem voltak képesek. A brit történetírás ezt egy flottilla-vezérhajó hiányával magyarázza. Még ha adtak is le jelzéseket egyáltalán, a németek zavarása olyan hatásos volt, hogy azok alapján sem Warrender, sem Beatty zászlóshajóján nem tudtak képet alkotni az eseményekről és ezért a rombolóknak sem küldtek támogatást.

### A brit hajórajok manőverei aHochseeflotteegységeinek észlelése után
Corbett leírása szerint Beatty zászlóshajóján, a Lionon 07:30-tól fogták a német szikratávírók jeleit és északi irányban látták a torkolattüzek felvillanásait és a fényszórók fényeit, de 08:00-ig Beatty-hez más információ nem jutott el azon kívül, hogy a Lynx egy német rombolót üldöz és az Ambuscade-nek segítségre van szüksége. Ezek az információk azonban meglehetősen bizonytalannak tűntek számára, másrészt hasonlóan Ingenohlhoz, ő sem akarta a saját kapitális hadihajóit kitenni egy éjszakai torpedótámadásnak. Ezért a rombolóinak üzeneteit figyelmen kívül hagyva folytatta az előre meghatározott útját és 08:30-ra mind a négy brit raj elért a kijelölt találkozási ponthoz. Tyrwhitt flottillái azonban nem érkeztek meg ide, mivel ekkor 100 tmf-re voltak Yarmouth előtt az admiralitás utasításainak megfelelően. Warrender csak ekkor kapta meg az ellenség észleléséről szóló üzenetet, melyet a Shark 07:50 óta hiába próbált meg eljuttatni hozzá. Warrender ezután cikkcakkban haladva indult meg keleti irányba. A csatahajórajt épp ekkor észlelő Beatty értetlenkedve szemlélte ezt a manőverezést, mivel még ekkor nem jutott el hozzá a Shark üzenete.
Warrender első üzenetében megkérdezte Beatty-t, hogy a Roont üldözi-e és csak az ezutáni üzenetváltásokból jutott Beatty tudomására a Shark korábbi észlelése. Beatty a hírre azonnal 24 csomós sebességgel kelet-északkeleti irányba indult, hogy a Roon útját elvágja a csatacirkálóival, miközben a könnyűcirkálók tőle északra ugyanerre az irányra álltak. Ennek révén egy 12 tmf szélességű felderítővonalat hoztak létre, mely keleti irányba fésülte át a területet. Warrender azonban meghagyta, hogy a könnyűcirkálók ne távolodjanak el túlságosan, mivel 15:30-kor meg akarja kezdeni a visszavonulást északi irányba. Ezután a csatahajókkal délnek kanyarodott, hogy a 3. cirkálórajjal egyesítse erejét.
A németek üldözőbe vételére csekély maradt az esély a Shark észlelésről szóló üzenetének megkésése miatt. Az újabb üzenetében azt jelentette, hogy 54° 34’ É és 3° 48’ K koordinátákon három ellenséges cirkáló nyugatnak üldözi. Azonban hamarosan a rombolódivíziója összetalálkozott a Falmouth könnyűcirkálóval és csak ekkor derült ki, hogy a kapcsolatot a németekkel már jóval korábban elvesztette és az utóbbi üzenetét is eleve már jókora késéssel adta le. Beatty-nek fogalma sem volt arról, hogy az egész német flotta nyomában van.
A brit elképzeléseket még jobban összezavarta egy 09:50-kor 150 tmf távolságból sugárzott üzenet, melyben a Hartlepoolban állomásozó flottilla vezérhajója, a Patrol könnyűcirkáló arról számolt be a Tyne-on lévő őrhajónak, a Jupiter csatahajónak, hogy két ellenséges csatacirkálóval áll harcban. Rögtön ezután újabb zavarodottságot keltő üzenet érkezett, mikor egy Jellicoe tengernagynak címzett üzenetet dekódoltak a brit hajókon, melyben az állt, hogy Scarborough-t bombázták.

## A partok elleni rajtaütések

### A célpontok megközelítése

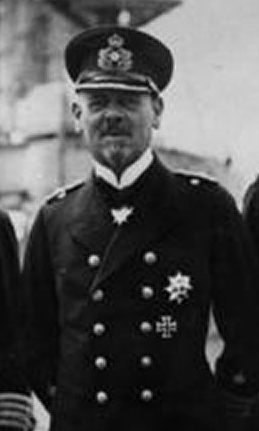
Franz Hipper tengernagy,
a felderítőerők parancsnoka

Mindeközben Hipper köteléke elérte az angol partokat. Még a Dogger-pad elhagyásakor, 05:00 körül a szél északnyugati irányúra fordult és olyannyira felfrissítette a levegőt, hogy kérdésessé vált a rombolókíséret szükségessége. Mivel az S 33 jelentése alapján ellenséges erők tartózkodtak Hipper és Ingenohl erői között, a rombolókat sem indíthatták vissza cirkálók támogatása nélkül, mert a készülődő vihar miatt könnyű prédái lehettek volna az ellenségnek. Az elővéd 07:00-kor tett jelentése megkérdőjelezhette volna a rajtaütés végrehajtását, a Straßburg ugyanis azt közölte, hogy a partok előtt az erős hullámzás miatt a tüzérséget lehetetlen lesz bevetni. Az irányt ő maga sem tudta tovább tartani és ezért a kísérő rombolóival keletnek kanyarodott el. Nyugati irányban bár láthatók voltak fények, de a part nem volt kivehető a jelentése szerint.
Hipper ellentengernagy és törzstisztje, Erich Raeder korvettkapitány nehéz döntés előtt állt, mivel dönteniük kellett afelől, hogy megszakítják-e a hadműveletet, avagy csak a könnyű erők részvételéről mondanak le. Ezekre nagy szükség volt a célravezetésben, valamint a tengeralattjárók elleni védelemben és az aknamezők felderítésében, amikhez majdhogynem nélkülözhetetlen lett volna a közreműködésük. Hipper végül a rajtaütés végrehajtása mellett döntött, mivel már második alkalommal szelték át hajói az Északi-tengert és nagy csalódást okozott volna a tengerészeinek, ha most sem tudtak volna eredményeket felmutatni. A rajtaütés végrehajtása melletti döntést nagy örömmel fogadták a hajókon. A csatacirkálókat egyedül a Kolbergnek kellett követnie, hogy az aknáit telepíthesse. A másik három cirkálót és a két rombolóflottillát 07:35-kor közvetlenül Whitby előtt elbocsátották azzal az utasítással, hogy a Stralsund vezetésével a zömmel való találkozáshoz 07:00-ra a kijelölt helyre hajózzanak. A zömöt azonban csak akkor lehetett erről tájékoztatni, ha a csatacirkálók már megkezdték a célpontok lövetését és ezzel a német hadihajók jelenlétét így nem lehetett már tovább titokban tartani. Hipper azonban arról nem kapott tájékoztatást, hogy a zöm nem fog megérkezni a kijelölt találkozási helyre. Amennyiben erről tudomása lett volna, úgy nem küldte volna vissza egymagukban a könnyű erőit sem.
A könnyűcirkálók és rombolók már visszafordultak, mikor a csatacirkálókról ki tudták venni előbb Middlesbrough nagykohóinak kéményeit, majd a hajnal első fényeinél 07:40-kor bal oldalt elől a Whitby Headtől északra lévő magaslatokat. Hipper ekkor a von der Tann és a Derfflinger csatacirkálókat a Kolberggel együtt a tervnek megfelelően délnek küldte, míg ő az erősebbik csoporttal, a Seydlitz-cel, a Moltkéval és a Blücherrel északnak vette az irányt.
A hajók erősen küzdöttek a hullámokkal és a széllel. A partok előtti pára erősen korlátozta volna a helymeghatározást, ha pár jól kivilágított helyiség nem segített volna a navigálásban. Ebben nagy segítségre volt a területet korábbi bevetésein felderítő von Ahlefeld főhadnagy az U 27-ről, aki Hipper tengernagy zászlóshajóján, a Seydlitzen tartózkodott. Az aknaveszély miatt folyamatosan a part mentén maradva a hajók 08:14-kor észlelték azt a félszigetet, melyen Hartlepool északi városrésze volt. A part mentén gőzhajók voltak kivehetők, kijjebb a tengeren volt néhány halászhajó. A németek először 08:45-kor érzékelték úgy, hogy a szárazföldön felfigyeltek a közeledő hajóikra, mivel egy a város déli kijáratánál lévő jelzőállomásról ekkor szólították fel őket azonosításra, majd röviddel rá a kikötőbejárat világítótornya mellett lévő jelzőállomásról is. A partról eleinte a brit hadilobogót és a brit zászlót vélték felfedezni rajtuk és ezért előbb brit hajókként jelentették őket.

### Harc aRiver-osztályú rombolókkal

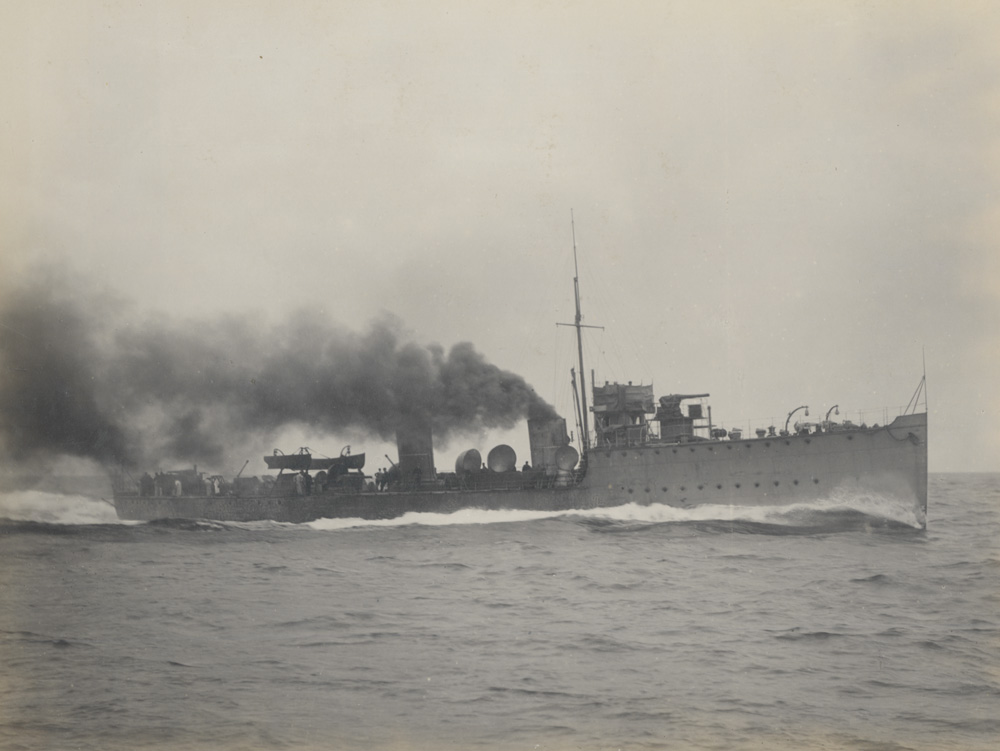
A brit Doon romboló (1905)

Időközben a vihar teljes erejére fokozódott és a tenger irányába is egyre rosszabbak lettek a látási viszonyok. Röviddel mielőtt Hartlepoolhoz értek volna és a partvonal vizsgálata kötötte le a figyelmüket, a németek meglepetésére 09:00-kor északi irányból négy River-osztályú romboló indított ellenük támadást. A rombolók a Doon, a Waveney, a Test és a Moy voltak, melyek a partvédő parancsnokság utasításainak megfelelően, hogy pirkadatra már készültségben legyenek a partok előtt, már 06:30-kor kifutottak. Ahogy napfelkeltekor, 08:55-kor északnak tartva 5-6 tmf-re voltak északkeletre Hartlepooltól, maguk mögött hirtelen három hajót vettek észre, melyek a partok felé tartottak. A füst és vízpára miatt ekkor még nem lehetett megállapítani, hogy ezek milyen hajók. A rombolók megfordultak, hogy teljes sebességre kapcsolva a közelükbe hajózzanak és megállapítsák a kilétüket. Ahogy ezek hirtelen előtörtek a párából, előbb a Seydlitz, majd a Moltke 7000 és 5000 m távolságból tüzet nyitott rájuk. Túl korán fedezték őket fel ahhoz, hogy torpedók indításával próbálkozhattak volna, ezért elkanyarodtak és szétszóródva cikkcakkban haladva északnak hajóztak. De még mielőtt a párában eltűnhettek volna, hármójukat gránátszilánkok érték. A németek két-három sortűz leadása után az elől haladó rombolóról úgy vélték, hogy elsüllyedt és a Moltkét megközelíteni igyekvő másodikon is találatot észleltek, ami után ez is a tatjával süllyedni kezdett megfigyelésük szerint. Ez a Doon volt, mely míg a három társa egyből kitért, 4600 méterre megközelítette a németeket és egy torpedó kilövése után visszavonult. A rádiójeleket, melyeket a támadás ideje alatt leadni igyekeztek, a Seydlitz hatásosan zavarta. A németek azt is megfigyelték, hogy az egyik brit rádióállomás hirtelen elnémult, amiből arra következtettek, hogy az egyik rombolót eltalálták vagy az egyik elsüllyedt.
A Doon 3 halottat és 6 sebesültet veszített. A rossz látási körülmények miatt hihették a németek azt, hogy kettő közülük el is süllyedt és emiatt látták úgy tévesen, hogy ezek torpedókat lőttek ki feléjük, szám szerint hármat is. A britek szerint azonban nem került sor torpedók kilövésére.
A rombolók lövetése mindössze hét percig tartott. A Seydlitz ez idő alatt 100, a Moltke 54 darab 15 cm-es lövedéket lőtt el. A Moltke a nehéztüzérségét is bevetette 38 lövedéket ellőve. Az egyikkel eltalálta a Doon hátsó kéményének hátsó peremét, a lövedék egy mentőcsónakot elsodorva csapódott a vízbe és robbant ekkor. A német értékelés szerint az erős hullámzásnak valamint a nehéz megfigyelési körülményeknek tulajdonítható a találatok elmaradása, de az üldözés folytatása ezen értékelés szerint valószínűleg mind a négy romboló elsüllyesztésével járhatott volna, mivel az erős hullámzásban lassan tudtak csak haladni. Hipper tengernagy azonban úgy vélte, hogy a partok lövetése már így is jelentősen megkésett és ezt a feladatot igyekezett előbb teljesíteni, annak ellenére, hogy a hadműveleti parancsok értelmében a hadihajók megsemmisítése magasabb rangú feladatot képezett, mint a szárazföldi célpontok leküzdése. Utóbbiak célba vétele mellett szólt az a feltételezése, hogy a visszaúton jóval jelentősebb hadihajókkal is összefuthat, melyeket lesz módja elsüllyeszteni.

### Hartlepool lövetése

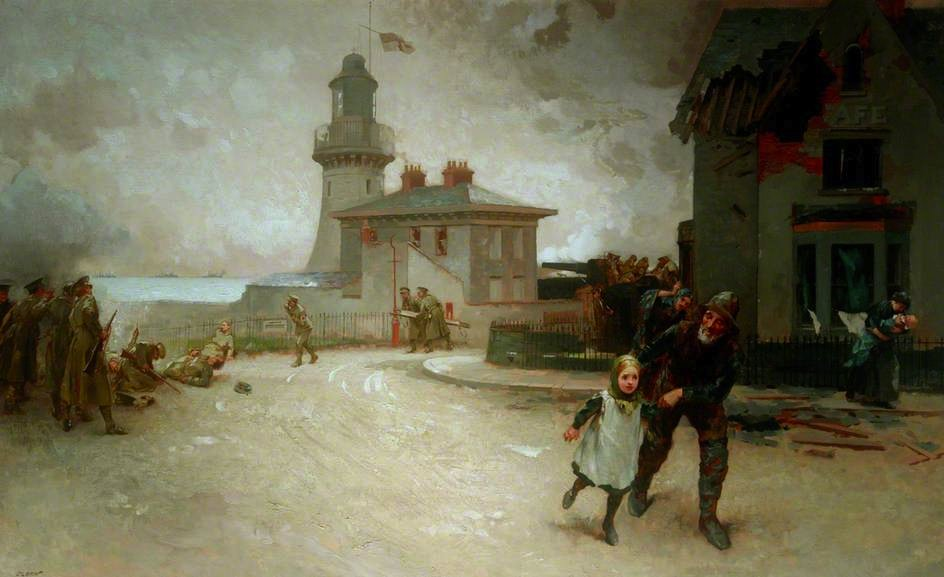
The Great Sacrifice
James Clark festménye

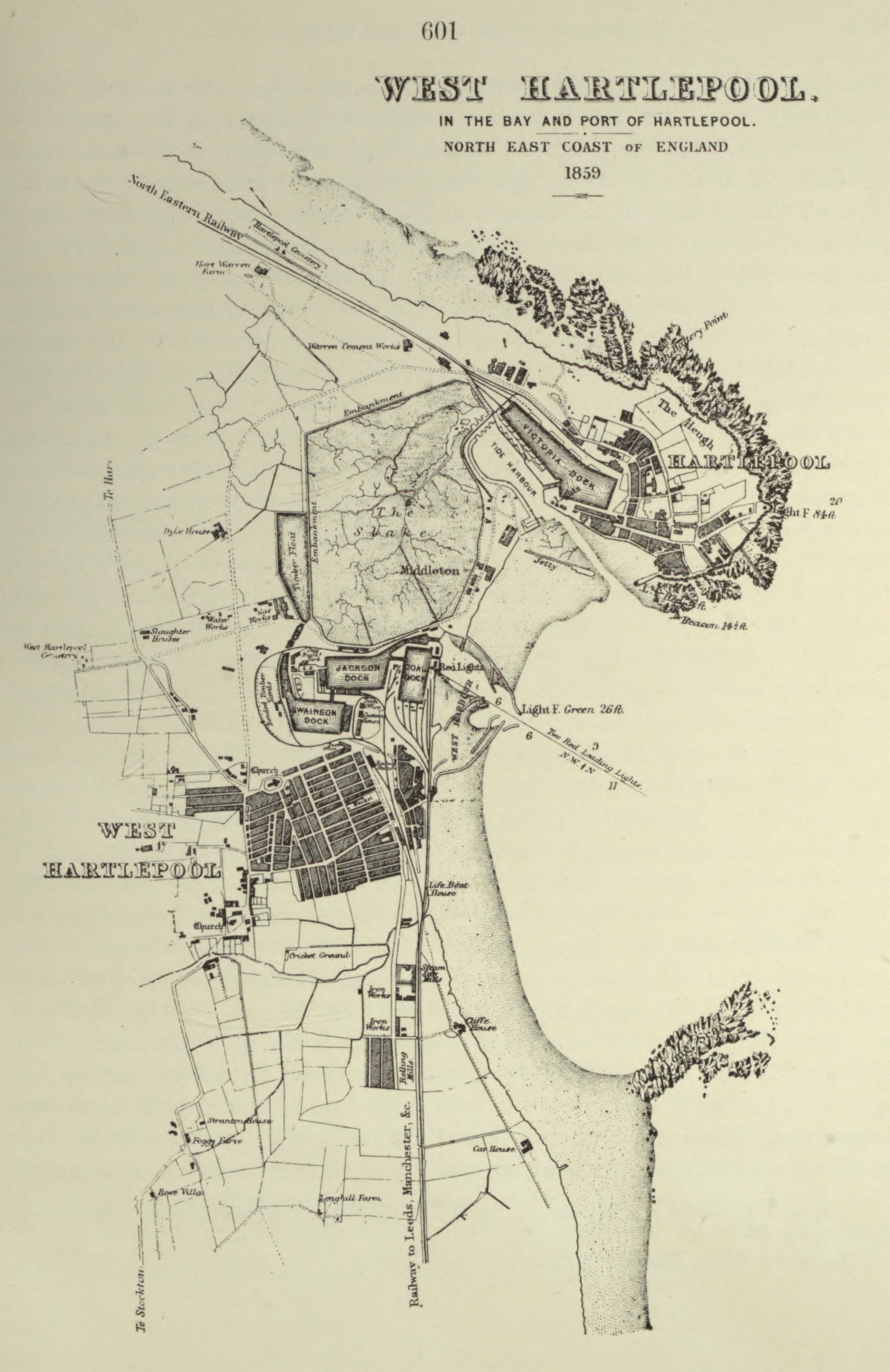
Hartlepool egy 1859-es térképen a már ekkor is meglévő számtalan dokkal. Északi részen látható a Cemetery (temető) és a The Heugh, ahol az ütegek közül kettőt elhelyeztek.

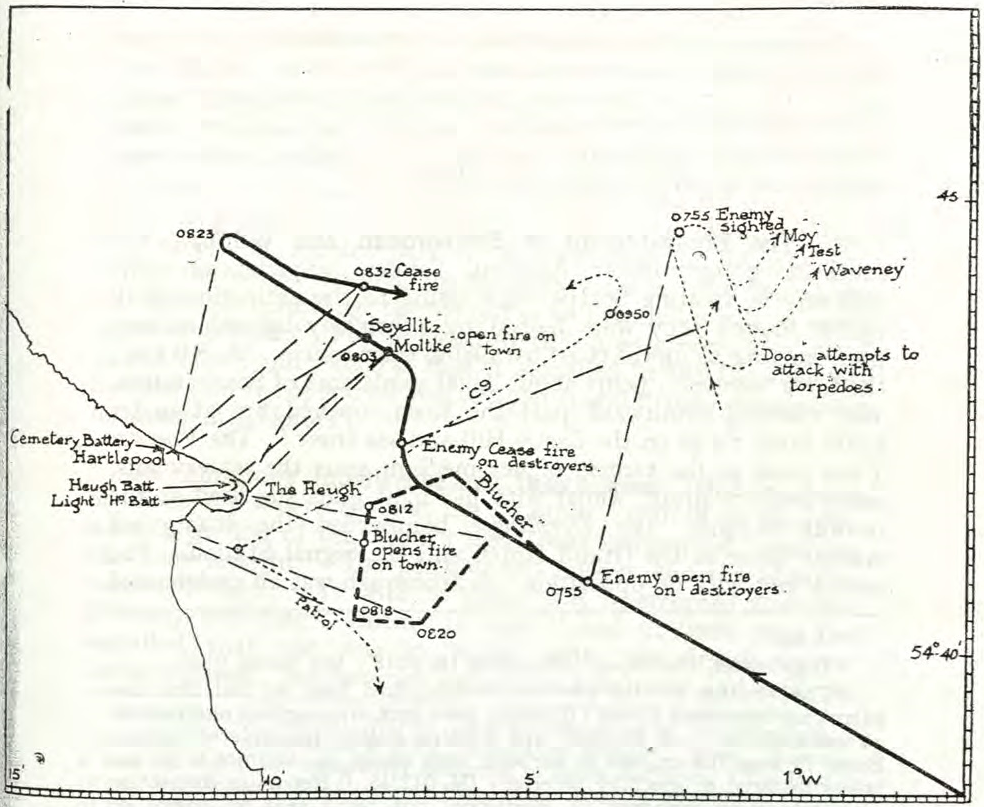
Hartlepool lövetésének vázlata(Lásd még: Groos 9. sz. térképmelléklet)

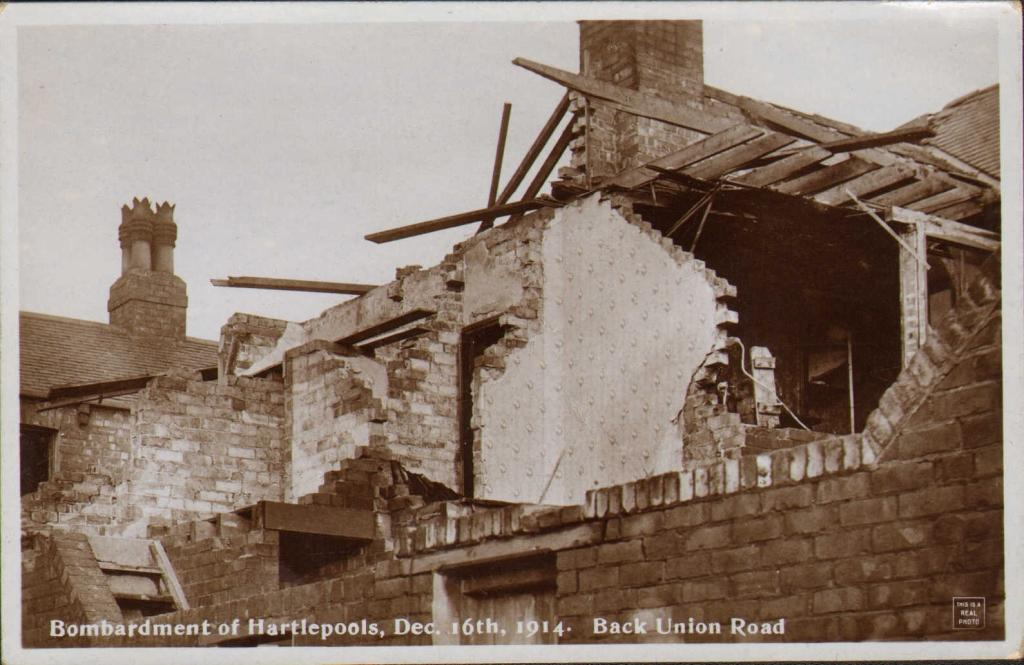
Megrongált épület a Union Roadon

Hartlepoolnak kiterjedt dokkjai, gyárai voltak és három tengerre néző 6 hüvelykes (152 mm-es) Mk VII típusú ágyúval rendelkezett, ebből kettő a Heugh Battery, egy pedig a Lighthouse Battery ütegállásban volt elhelyezve. A Heugh ütegnek volt még három 76 mm-es ágyúja valamint a Cemetery ütegnek két 120 mm-es ágyúja. Az ágyúk mellé 11 tiszt és 155 helyi lakos volt beosztva a Durham Royal Garrison Artillery-ből (kb. Durhami Királyi Helyőrségi Tüzérségből). A Tees torkolatában lévő partvédelmi üteg, a South Gare Battery a közeledő hajókon a német hadilobogót tévesen a britnek hitték, sőt egyértelműen Indomitable-osztályú csatacirkálókként azonosították őket és ezért nem nyitott rájuk tüzet. Mikor észrevették, hogy ezek brit rombolókra nyitottak tüzet, már túlságosan eltávolodtak északi irányba az ütegtől és ezért nem tudtak rájuk tüzet nyitni.
Hipper a csatacirkálóknak 09:21-kor az előzetes terveknek megfelelően a Heugh-világítótorony köré félkörívben való felállást adta parancsba. Északkeletről a Seydlitz a Cemetery üteget és a mellette lévő drótkötélgyártó üzemet, keletről a Moltke a Light House és Heugh ütegeket valamint a partvédelmi jelzőállomást Town Moornál, a Blücher pedig délkeletről a két kikötő északi felén lévő gépgyárat, a Middelton-dokkot, a Central-dokk létesítményeit a gázművekkel vette tűz alá, ezt részben segédcélok segítségével. A Blüchert leszámítva csak a közepes és könnyű tüzérség lépett akcióba a hajókon, míg a nehézlövegek kis kivetőtöltettel a felbukkanó tengeralattjárókra nyitottak volna tüzet azonnal. A nehéztüzérség csak akkor lépett volna akcióba szárazföldi célpontok ellen, ha eddig ismeretlen elhelyezkedésű nehéz lövegek nyitottak volna tüzet.
A brit helyőrség 11 tisztből és 155 legénységi állományú katonából állt, de már éjfélkor értesítést kapott arról, hogy egy német hajóraj támadása várható és ezért már – a szabályzatnak megfelelően – egy órával pirkadat előtt a harcálláspontján volt mindenki. Ahogy a Blücher elsőként balra kanyarodva a partok felé vette az irányt és 5-6000 méterről lőni kezdte a neki kijelölt célpontokat, már heves tűz alá is került. Ez eleinte eredmény nélküli volt, ezért a Blücher nem is szentelt figyelmet a partvédelmi ütegeknek, már csak azért sem, mert ez a két másik csatacirkáló feladataként lett megszabva és nem akarta a saját tüzével zavarni azok lövegeinek belövését. Mielőtt azonban ezek elhallgattatták volna az ütegeket, a Blüchert négy találat érte. Elsőként a parancsnoki híd alatt a jobb oldalon a 3. és 4. 8,8 cm-es löveg lett kiiktatva. Ezek kezelői közül kilenc fő vált harcképtelenné, ketten súlyosan megsebesültek. Repeszek érték a készenléti lőszert, de ezek nem kaptak lángra. A második gránát az egyik 21 cm-es lövegtorony tetejét érte. A repeszek tönkretették a torony irányzékát és távolságmérőjét, de a torony személyzete sértetlen maradt. A harmadik gránát károkozás nélkül robbant szét az oldalpáncélzaton, a negyedik az előárbócon lévő megfigyelőállás felső szélét érte és szétszaggatta a szikratávíró antennáit néhány más jelzőkészülék és a keresőfények több berendezésével együtt. A Blücheren azonban az elszenvedett találatok ellenére minden rutinszerűen működött tovább, így a parancsközvetítés is, és a kijelölt célpontok a szárazföldön tűz alá lettek véve.
Időközben a Seydlitz és a Moltke északkeletről felvették a harcot az ütegekkel. Míg a Cemetery üteg lövedékei 100-200 méterrel folyamatosan röviden érkeztek le és a lövegei hamarosan elhallgattak, addig a csatacirkálók irányváltásakor a Heugh üteg gyors egymásutánban három találatot ért el a Seydlitzen. Az első a hajóorrt érte és több szellőzőaknát és csörlőt tönkretett. A lövedék által ütött lyukon sok víz ömlött be, azonban ezt hamar be sikerült tömni. A második gránát az elülső kémény külső köpenyét ütötte át két méterrel a fedélzet felett és a belső köpenyben robbant fel egy 4–5 m² nagyságú lyukat ütve, míg a harmadik a hátsó felépítményen néhány szellőzőaknát, keresőfénykábelt és távhajtást (Fernantrieb) tett tönkre. Néhány mentőmellény lángra kapott és repeszek hatoltak le egészen az alacsony nyomású turbinák termeiig, de csak egy ember szenvedett tőlük könnyebb sérüléseket.
Mikor a Moltke is kapott egy találatot és ez a hajó első részén több kabint megrongált, rendelte el a csatacirkáló parancsnoka, von Levetzow sorhajókapitány a nehéztüzérség bevetését. Ezen lövedékek becsapódásait jóval könnyebben meg lehetett figyelni, mint a közepesekét. Hamarosan több találat is érte az erődöt, ami után a lövegei hamar elhallgattak. A brit leírás szerint három 152 mm-es ágyú vett részt a védelemben, melyek közül egy a világítótoronynál, kettő másik attól délre a Heugh ütegben volt felállítva. A brit lövegeket akadályozta a német tüzérségi tűzben mögöttük összeomló házak porfelhője mellett a talapzatuk miatti korlátozott pásztázási szögük is. A fő telefonvezetéket már az első német lövedék megszakította, a távolságmérőt a rázkódás tette használhatatlanná, ezért a lövegek önállóan tüzeltek. A hiányosságok miatt összesen csak 123 lövedéket lőttek ki. A lövegkezelők és az őket biztosító gyalogság 9 halottat és 12 sebesültet veszített, de a lövegeket közvetlen találat nem érte. A németek a páncélzattal ellátott hajók elleni, késleltetett gyújtós lövedékekkel lőttek a parton lévő célpontokra. A brit ütegparancsnok meglátása szerint amennyiben szárazföldi célpontok ellen használatos repeszgránátokat vetettek volna be, úgy az állások területét ért találatok nagy száma alapján ez megsemmisítő hatású lett volna.
Különösen nehéz helyzetbe kerültek a belső kikötőben horgonyzó Patrol és Forward könnyűcirkálók és a C9 jelzésű tengeralattjáró. A 06:30-kor kifutó rombolók olyan erős hullámzást jelentettek, hogy a cirkálók számára veszélyes lehetett az alacsony vízállás mellett a kifutás a kikötő előtti homokpad miatt. Emiatt a kikötőben maradtak és csak akkor próbálkoztak a kijutással, mikor a német ágyúk megszólaltak. Ezt azonban a folyamatosan becsapódó lövedékek jelentősen megnehezítették, főleg miután a kikötőbejáratot érte különösen heves zárótűz. A Forward mögött kifutó Patrolt a Blücher két nehézgránátja is eltalálta, 4 ember halálát és 7 sebesülését okozva. A nagy vízbetörés miatt a kapitányának partra kellett futtatnia, hogy így kerülje el az elsüllyedést. A szorult helyzetbe került Patrolt német részről viszonylag későn észlelték és csak a Seydlitz és a Moltke elülső megfigyelőkosaraiból volt megfigyelhető, de máshonnan nem lehetett látni a hajókról a nagy pára miatt. Az akkori tűzvezetési rendszerekkel ilyen esetben nem lehetett megoldani célba vételét.
A Patrol farvizében a cirkálót követő tengeralattjárónak sikerült alámerüléssel megóvnia magát. Bár beleütközött a homokpadba 5,5 méteres mélységben, de így is hamar ki tudott jutni a nyílt tengerre. A németek 09:46-kor felhagytak a Hartlepool elleni támadásukkal és keleti irányba távoztak. Mindössze 16 percen át tartó támadás alatt összesen 1150 darab gránátot lőttek ki. A brit leírás szerint a németek még épp időben távoztak ahhoz, hogy a C9 ne tudjon támadást indítani ellenük. A tengeralattjáró 10:00-kor már 4 tmf távolságra volt kelet-északkeletre a Heugh ütegtől.
Annak ellenére, hogy a legtöbb lövedéket az ütegek ellen lőtték ki, a célba vett ipari létesítmények közül is csak kevés maradt sértetlen. Három gazométer gyulladt ki, a víztorony és a gázművek gépháza is részben leomlott. Hasonlóképpen a kikötőben lévő falerakat és egy értékes nyersanyagokat tartalmazó tároló is kigyulladt. Különösen súlyos károkat szenvedtek a Richardson, Westgard, Ropner and Co. hajógyárak valamint az Irwing Shipbuilding Co. Súlyosan megrongálódtak rajzoló- és ügyintéző termek, esztergályosüzemek és összeszerelőcsarnokok is, a lángok jó részüket teljesen elpusztították. Az utóbbi hajógyár területén épülő két hajót is találatok érték, az egyik fartőkéjét teljesen leszakította egy lövedék. A hajógyár közelében horgonyzó új építésű Sagoma River gőzös, valamint a Fair Field és City of Newcastle gőzhajók is súlyosan megsérültek, a dokkikötőben lévő Denebola gőzöst szintén találat érte. Két a kikötőben horgonyzó halászhajó, a Wayside Flower és a Constance elsüllyedt. Az állomás körzetébe is számos, különböző kaliberű lövedék csapódott be, az egyik lövedék egymaga 10 sínt szakított el. 300 lakóház kisebb-nagyobb sérüléseket szenvedett. Számos német lövedék nem robbant fel, aminek az volt az oka, hogy a német hajók nem rendelkeztek kifejezetten szárazföldi célpontok támadására alkalmas lövedékekkel vagy ezekhez alkalmazható speciális gyújtószerkezetekkel, mivel a német flotta teljes egészében a tengeri harcra volt kiépítve és felszerelve.
A lövetés súlyos emberáldozattal is járt. 86 ember veszítette életét, 424 sebesült meg – köztük számos nő és kiskorú. A német történetírás szerint ezek az emberek valójában egy olyan kormányzat áldozatai voltak, mely úgy hitte, az angol partok elérhetetlenek lesznek a német hadihajók számára és a partvédelmi ütegeket – hanyag módon – közvetlenül a sűrűn lakott városrészek mellé telepítették.

Hartlepool
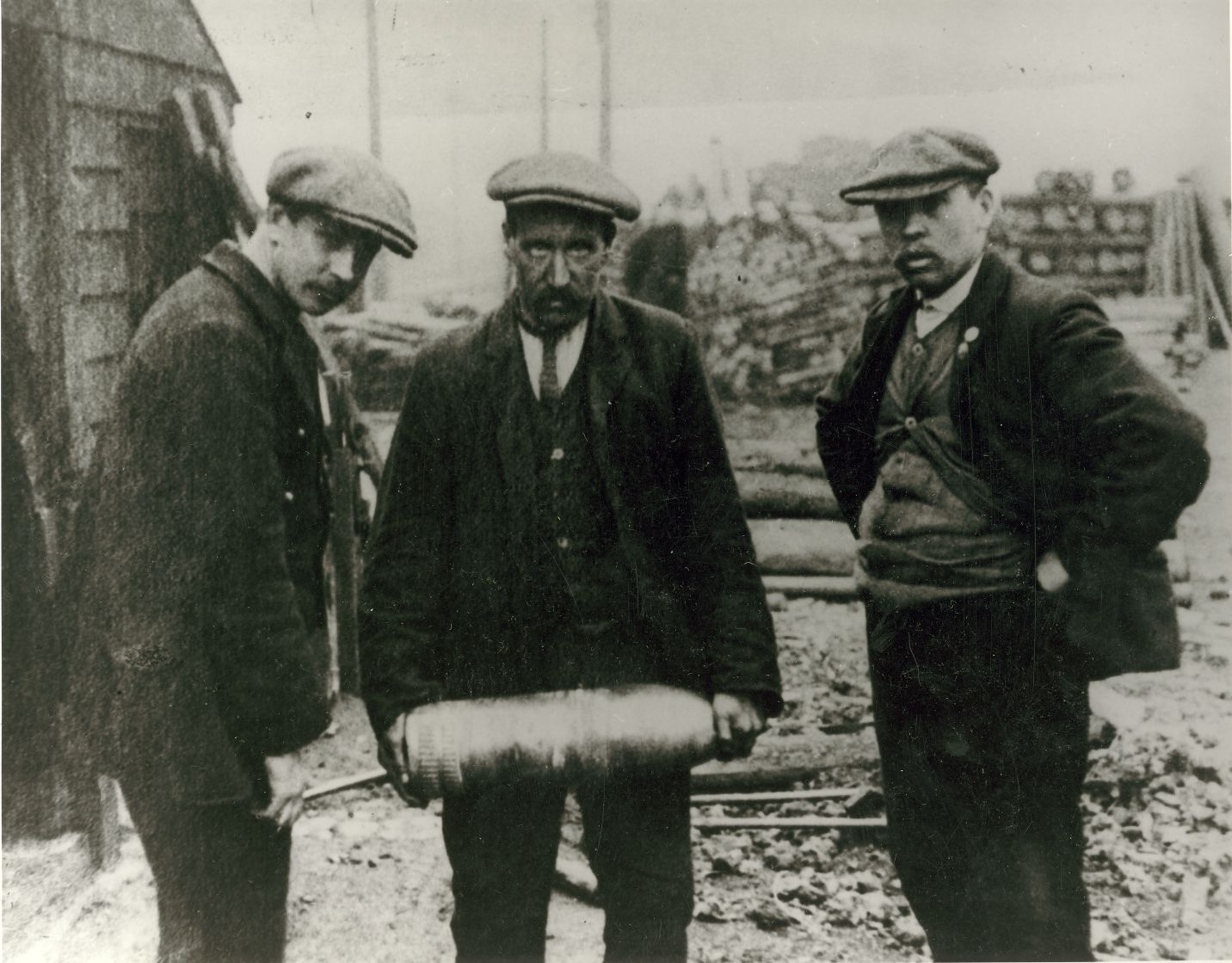
A vasúti sínek közelében talált, fel nem robbant 15 cm-es lövedék
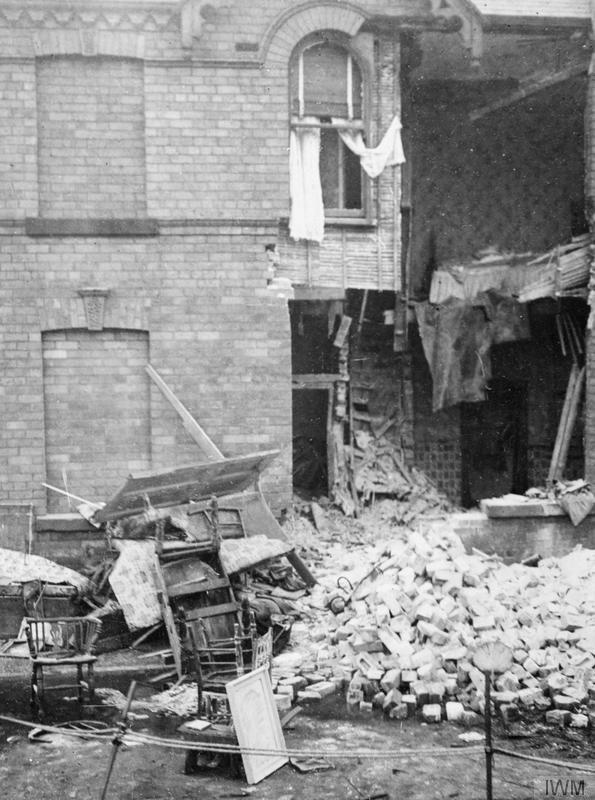
Egy család öt tagjának életét kioltó találat
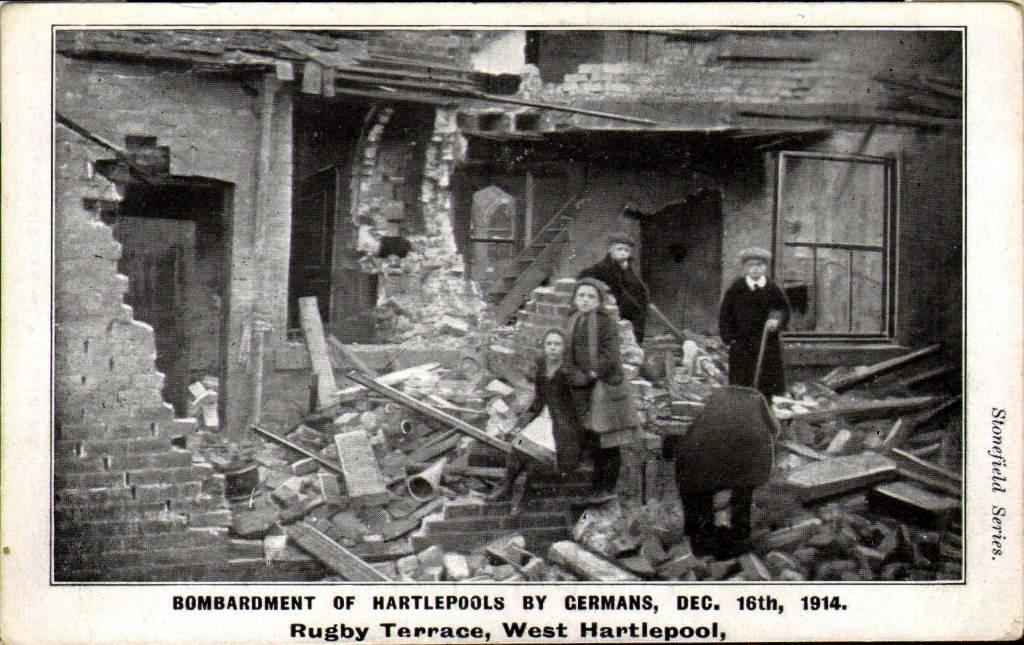
A Rugby Terrace-t ért találat West Hartlepoolban
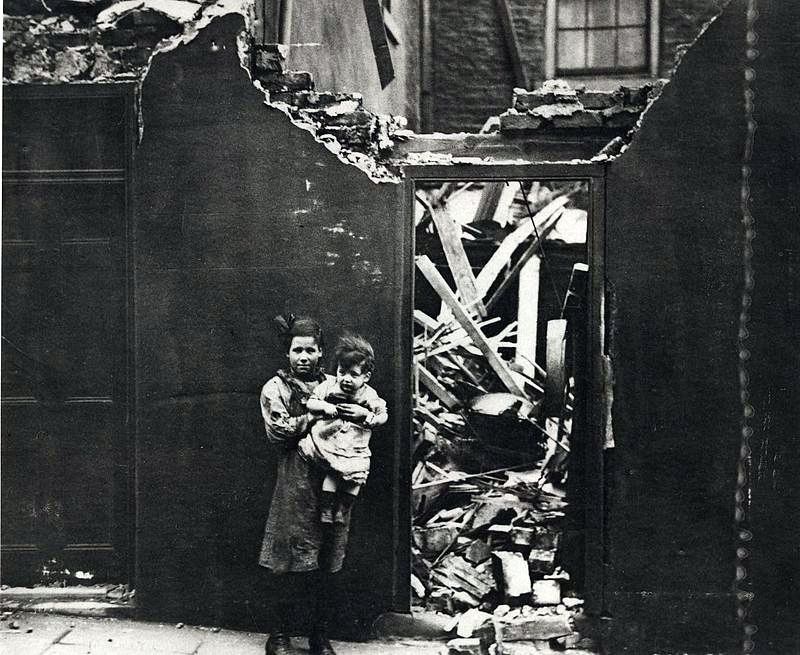
Megrongált épület a Sussex Streeten
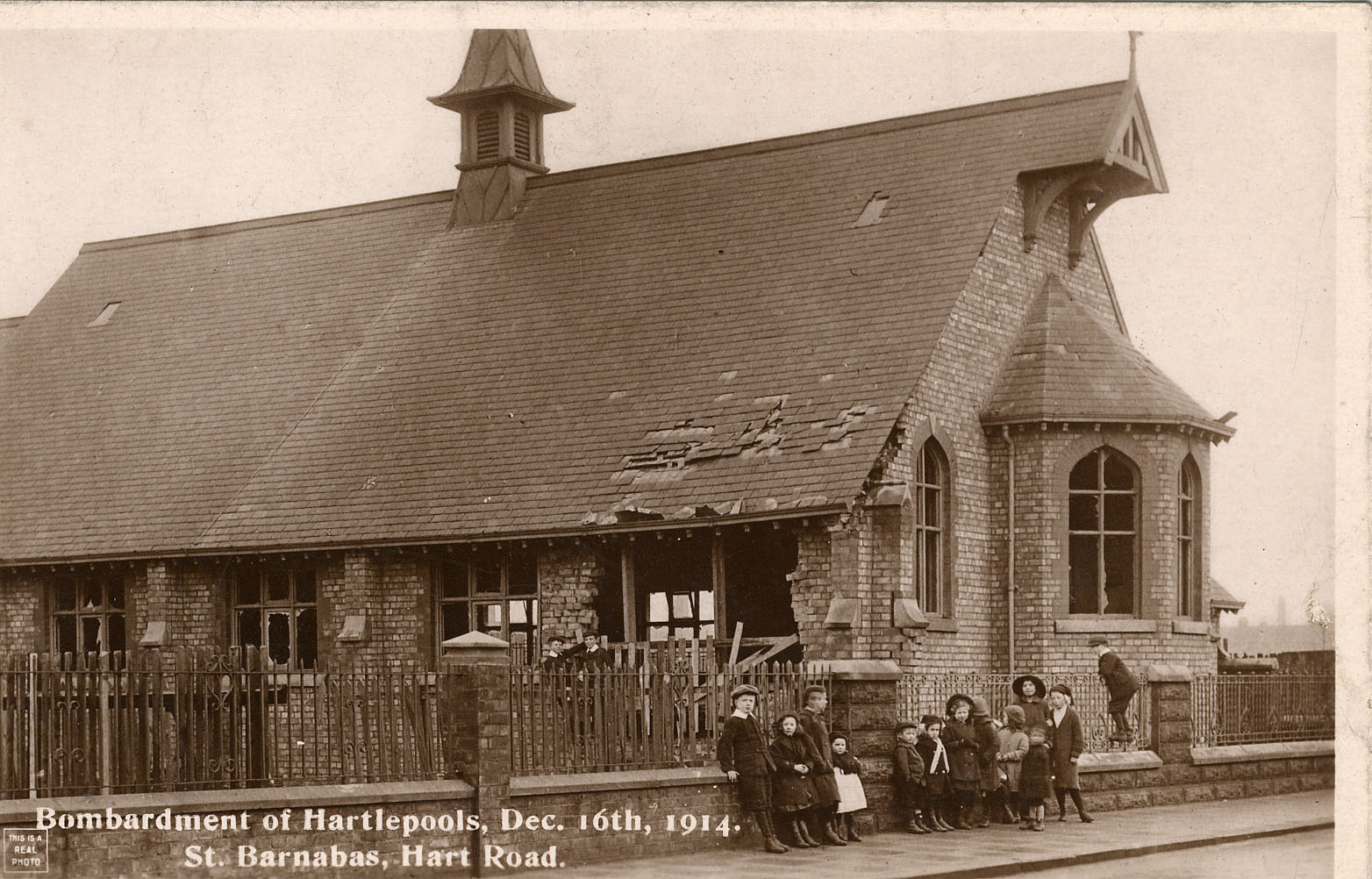
A St. Barnabas templomot ért találat
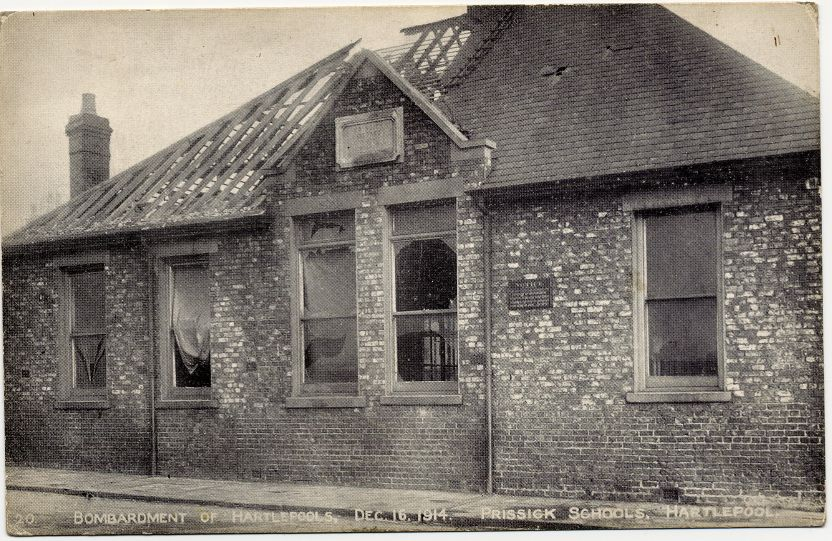
A megrongálódott Prissick School
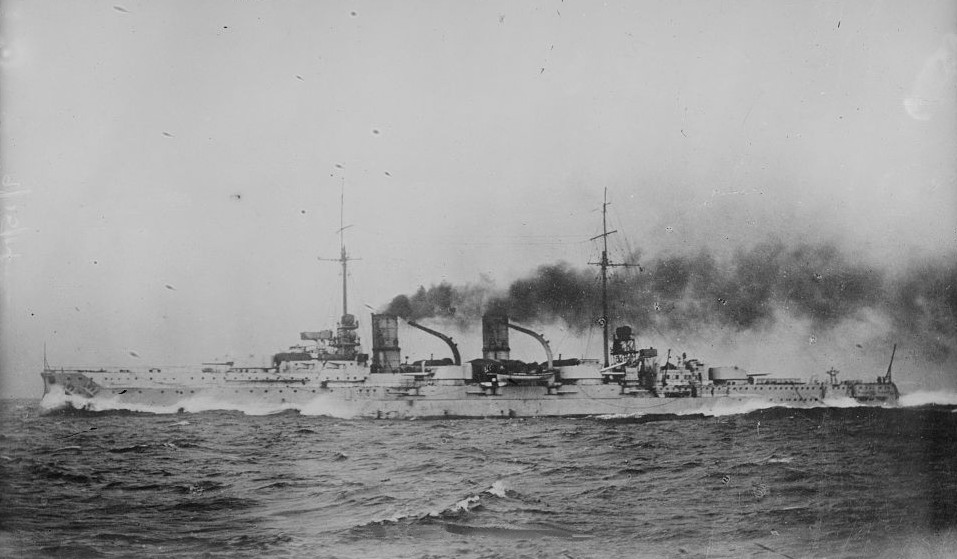
SMS Blücher
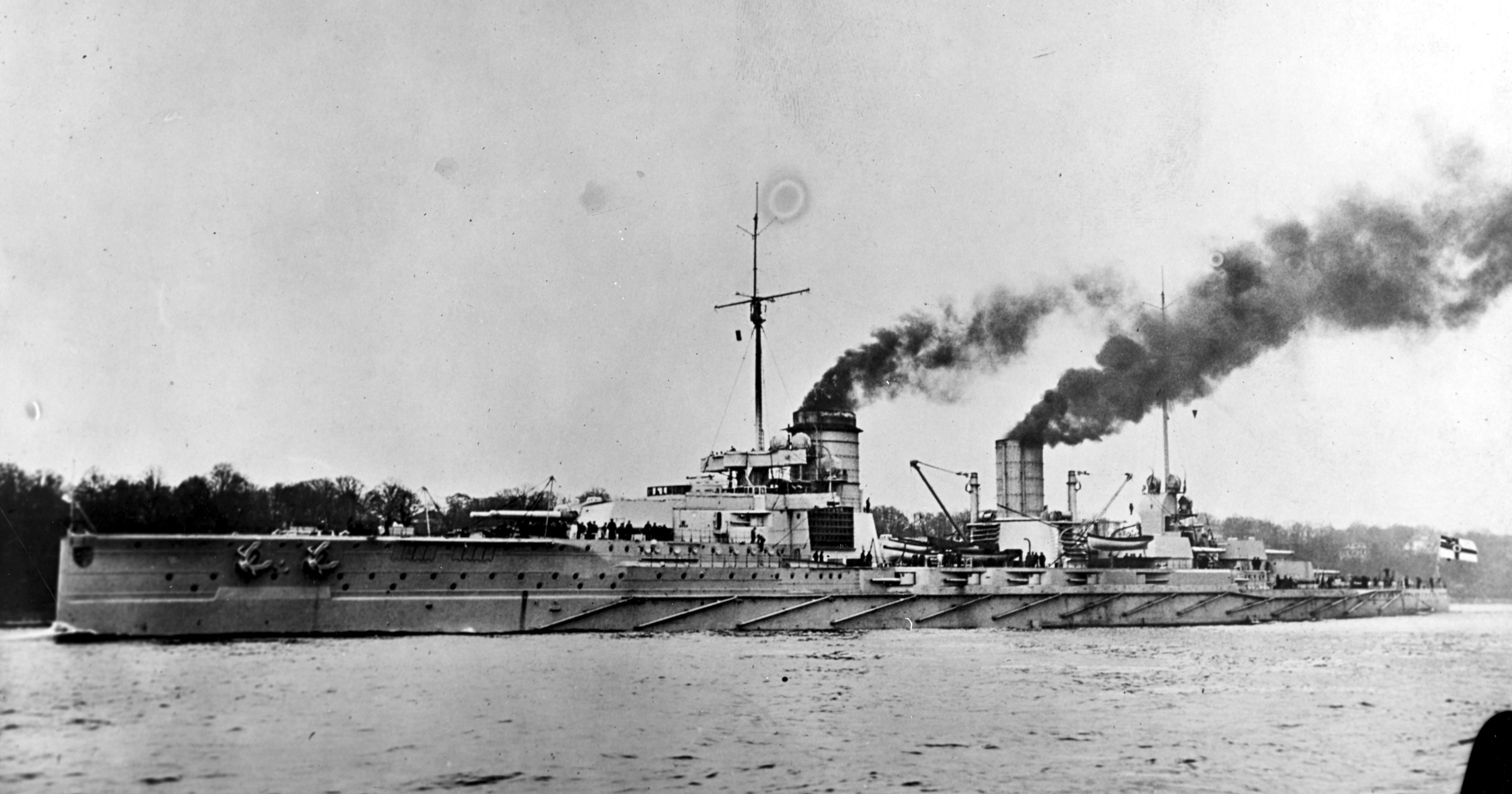
SMS Seydlitz
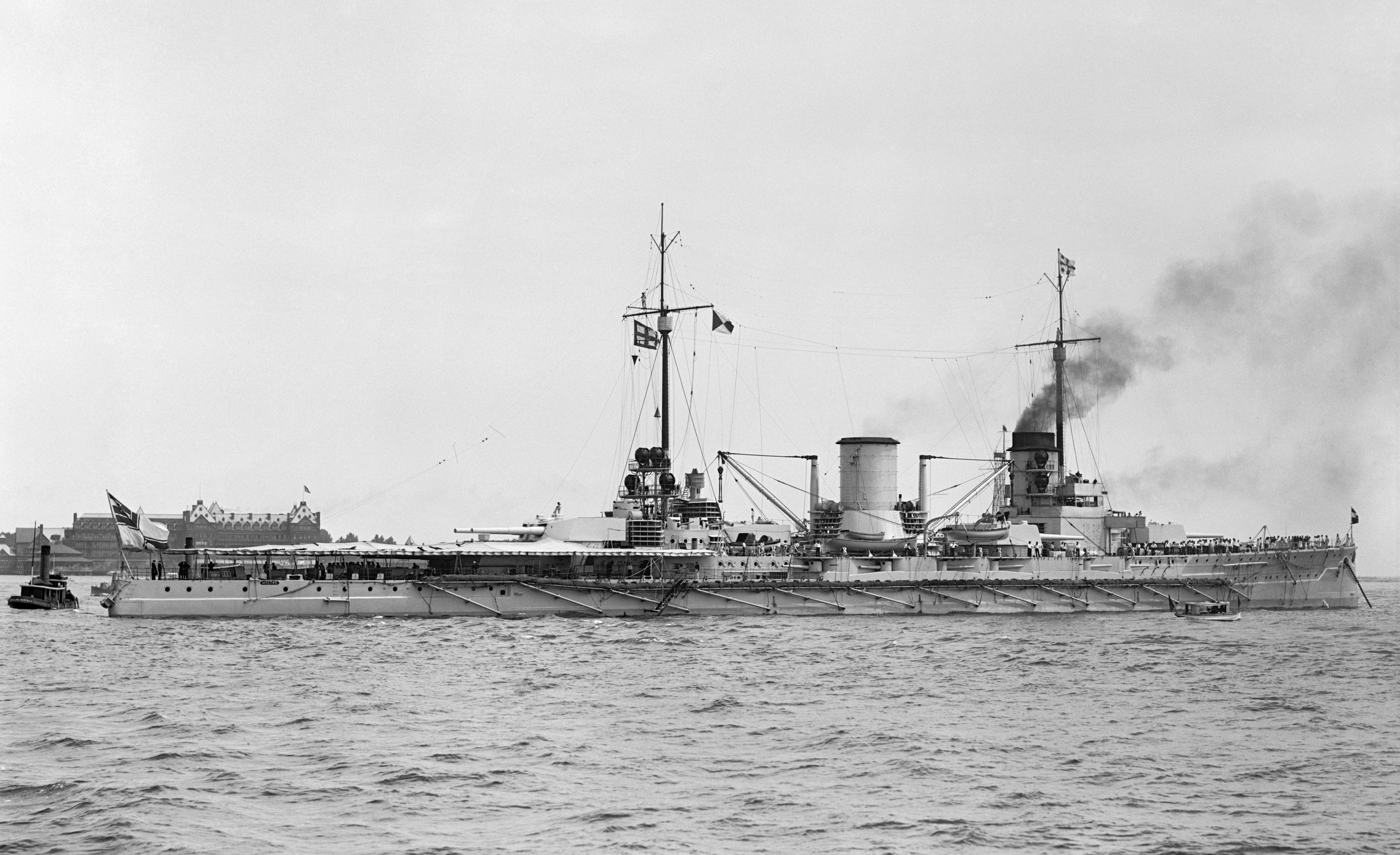
SMS Moltke

### Scarborough lövetése

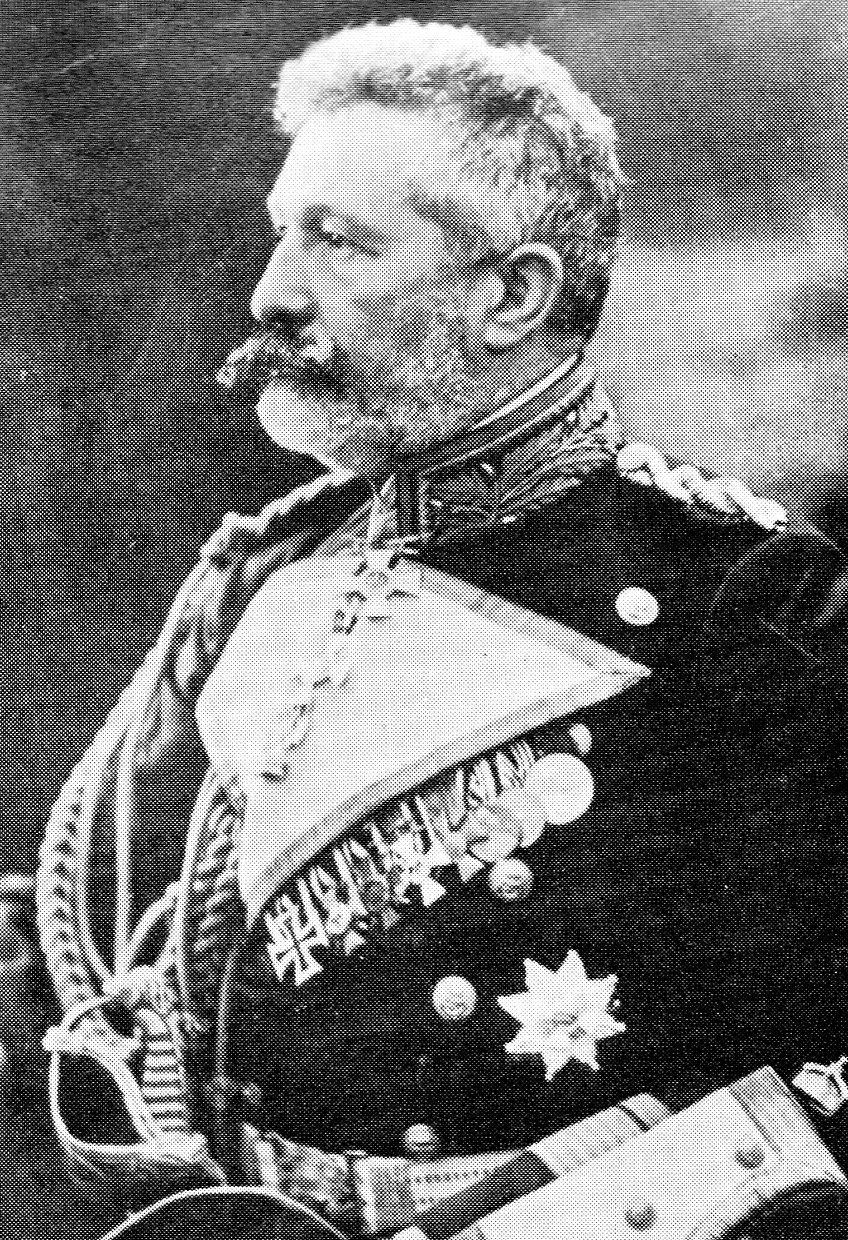
Arthur Tapken ellentengernagy

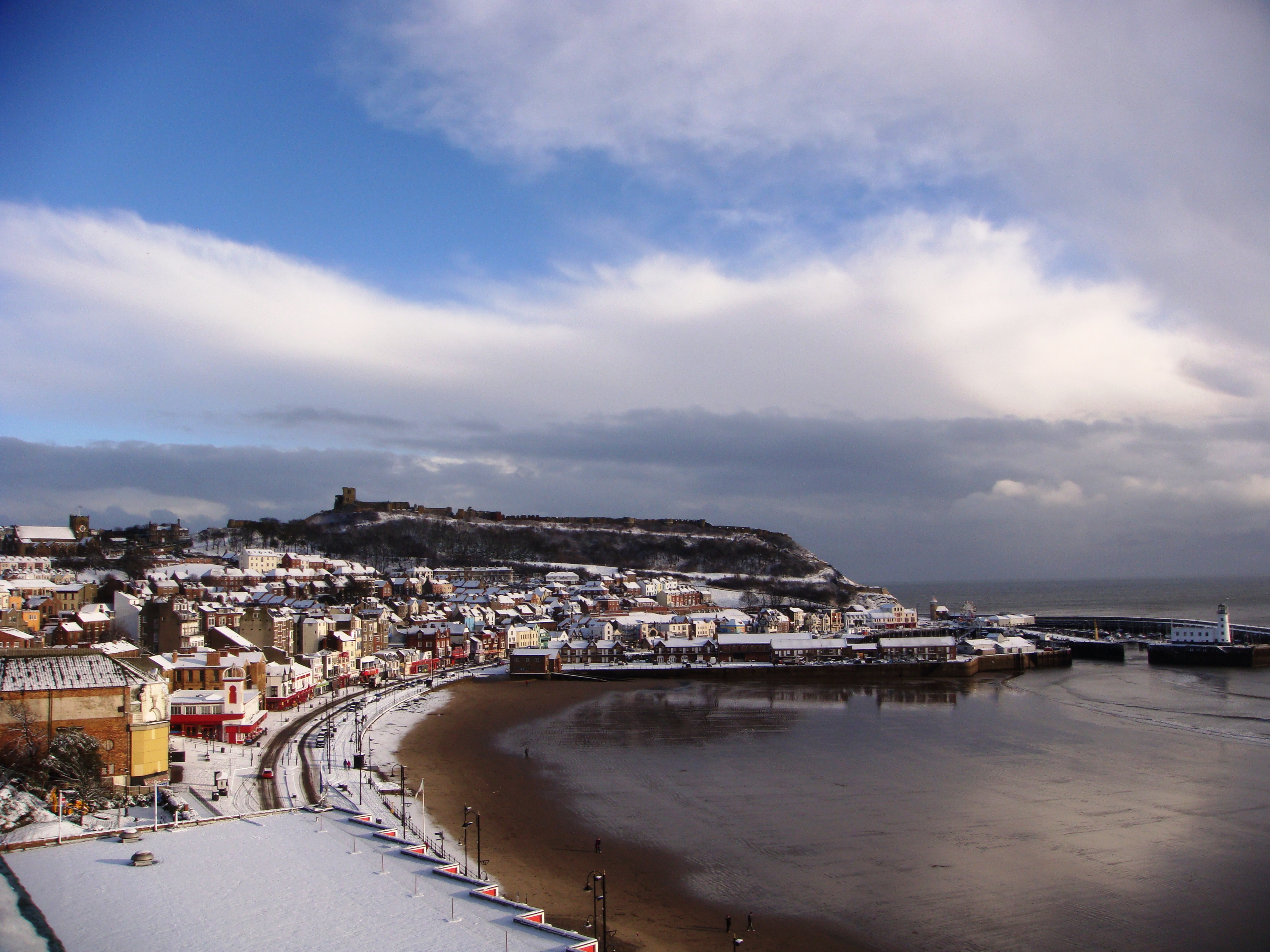
A “Scarborough Rock” rajta az erőddel egy 2012-ben készült fényképen

Eközben a Tapken ellentengernagy vezette déli csoport is végrehajtotta a küldetését. A part mentén délnek tartva több elsötétített világítótorony is volt, de a Robin Hood’s Bay nevű halásztelepülést körbefogó magaslatok megkönnyítették a navigálást, így a rossz látási körülmények ellenére 1 tmf-re meg tudták közelíteni a partot. (Lásd: Groos 10. sz. térképmelléklet.) A magas parton velük párhuzamosan haladt egy erősen kivilágított vonatszerelvény és röviddel az állomásra való megérkezése után érkeztek Scarborough-hoz a hadihajók is. 09:00 körül hagyták el a Scarborough Rockot, a várostól északra a tengerbe nyúló hegyfokot, majd ott is kezdetét vette az ágyúzás. A hajókról jól kivehetők voltak a sáncok és a sziklákon lévő barakkok elé kihelyezett szögesdrótok, de meglepő módon a partokról nem viszonozták a tüzet, holott feltételezésük szerint több partvédelmi ágyúval rendelkezett a város South-Steal ütege, melyet korábban a brit partok legnagyszerűbb partvédelmi ütegeként is emlegettek és amit a háború kitörése óta német feltételezések szerint még meg is erősíthettek. Ezeket a lövegeket azonban nem sokkal a háború kitörése előtt leszerelték a talapzatukról és elszállították. A németek várakozásával szemben repülőgépek sem jelentek meg, melyek felbukkanását a város és a délebbre lévő Filey településének öble felől is vártak, ahol volt egy hangár vízi repülőgépek számára. A brit leírások szerint azonban ezek bevetésre kerültek és rombolók vették fel őket miután a nyílt tengeren szálltak le.
A Derfflinger közepes és könnyű tüzérségének első sortüze, melyet 2500 méterről adott le, a sziklákba csapódott. A második azonban már a sziklák felett átrepülve a katonai létesítmények közepén csapódott be. A laktanya épületét két találat érte, melyek közül az egyik telibe találta a rádióadót megsemmisítve azt. A fegyvermester közelben lévő házát egy lövedék rombolta le. Ezzel egyidőben a valamivel délebbre álló von der Tann 15 cm-es lövedékeinek becsapódásai a 150 m magas Oliver-hegy (Oliver Mount) gerincén váltak láthatóvá magasra szálló fekete füstjükkel. A térképek tanúsága szerint itt kellett lennie a vízműveknek, de ez nem volt látható a tengerről, ezért a célzást egyéb tereptárgyak alapján végezték.
A két hajó 09:10-kor ellentétes irányra állt, nehogy a kiugró sziklákra ráfussanak. A von der Tann közepes tüzérségének az 550 méterrel az Oliver Mount mögött lévő gázművek voltak ezután a célpontjai. Egy a közvetlen rálátást akadályozó erdő fölött közvetett célzással vették tűz alá 4500 méteres távolságból. Amennyire a németek a hegygerinc lába mögötti becsapódások alapján meg tudták ítélni, legalább a lövedékek egy része talált. A könnyűtüzérség célpontjaként meghatározott vasútállomást sem tudták a város feletti pára miatt kivenni, hanem csak egyéb tereptárgyak alapján lehetett tűz alá venni. 4200–3800 m távolságból 18 percen át lövették és az előárbócban lévő megfigyelő jelentése szerint eközben egy sor közvetlen találatot szenvedett el. A parti őrség Grand Hotel melletti állomása, a Scarborough Rockon lévő jelzőállomás és a sziklán lévő többi létesítmények eközben a Derfflinger hatásos tüze alatt voltak. Néhány röviden leérkező sortűz a móló felett elszállva a halászhajókkal teli kikötőbe csapódott. A német hadihajók 09:23-kor szüntették be a tüzelést. Összesen 333 darab 15 cm-es és 443 darab 8,8 cm-es űrméretű robbanógránátot lőttek el.
A brit tudósítások szerint a lövetés hatása leírhatatlan volt. A Grand Hotelt több mint 30 találat érte, megrongálódott még másik hét hotel valamint három templom is. Az emberek a hajóikról és a házaikból kirohanva megrohamozták a pályaudvart, hogy az épp befutott vonatszerelvénnyel elhagyhassák a borzalom színhelyét. A támadásban nyolc (má források szerint 18-19) ember veszítette életét és nyolcvanan megsebesültek.
A szárazföldi célpontok lövetése elvonta a figyelmet a tengerről és ezt kihasználva a Kolberg a csatacirkálókon túlmenve 3,6 tmf-re délre Scarborough-tól hozzálátott az aknatelepítéshez. A könnyűcirkáló az erősen hullámzó tengeren 12 fokra kilengett mindkét irányba, emiatt az aknazár telepítésének irányát a tengerjáráshoz kellett igazítania úgy, hogy az aknazár hatásossága jelentősen ne csökkenjen. 09:14 és 09:41 között mind a 100 akna telepítésre került. A parancsnak megfelelően mind 10 tmf távolságon belülre került a parttól és csaknem teljesen elzárták a part és a Humber előtti állítólagos aknamező közti szakaszt. A 2 méteres mélységre beállított aknák között vízfelszínre felúszó nem volt megfigyelhető.

Scarborough
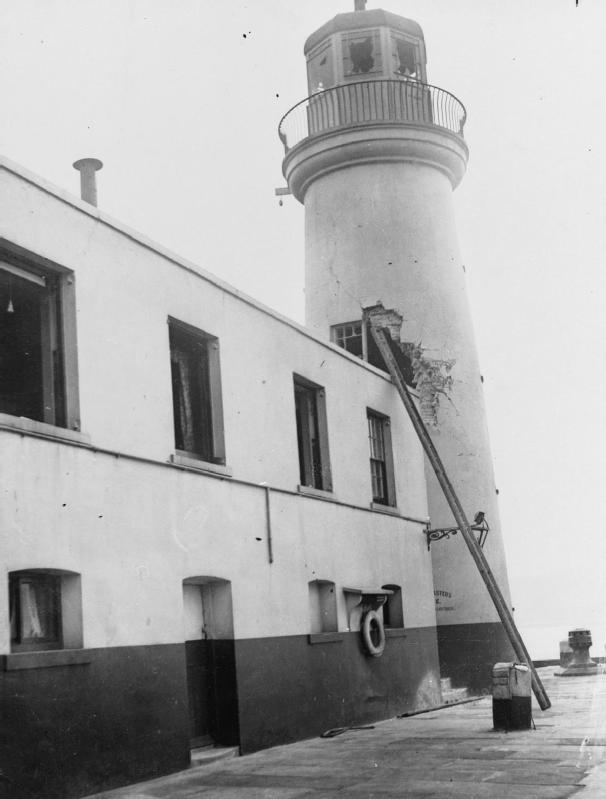
A találatot szenvedett világítótorony Scarborough-ban
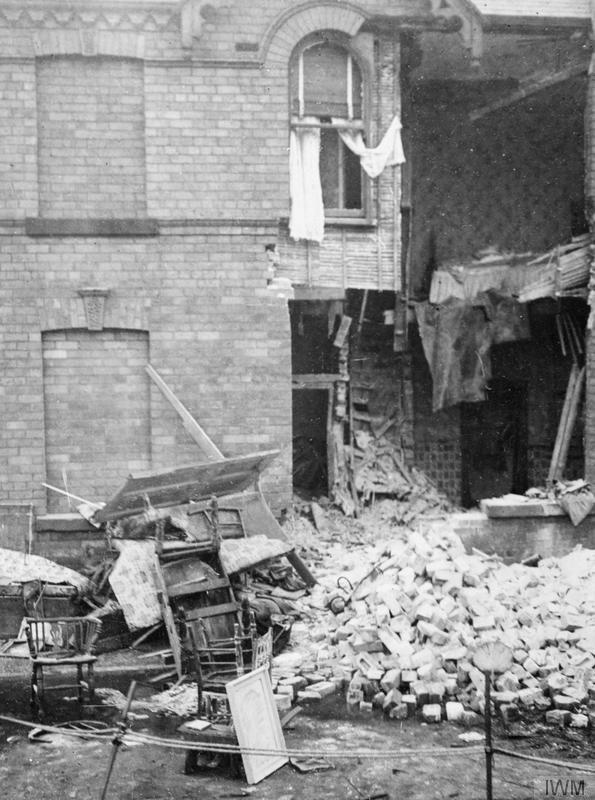
Egy család öt tagjának életét kioltó találat
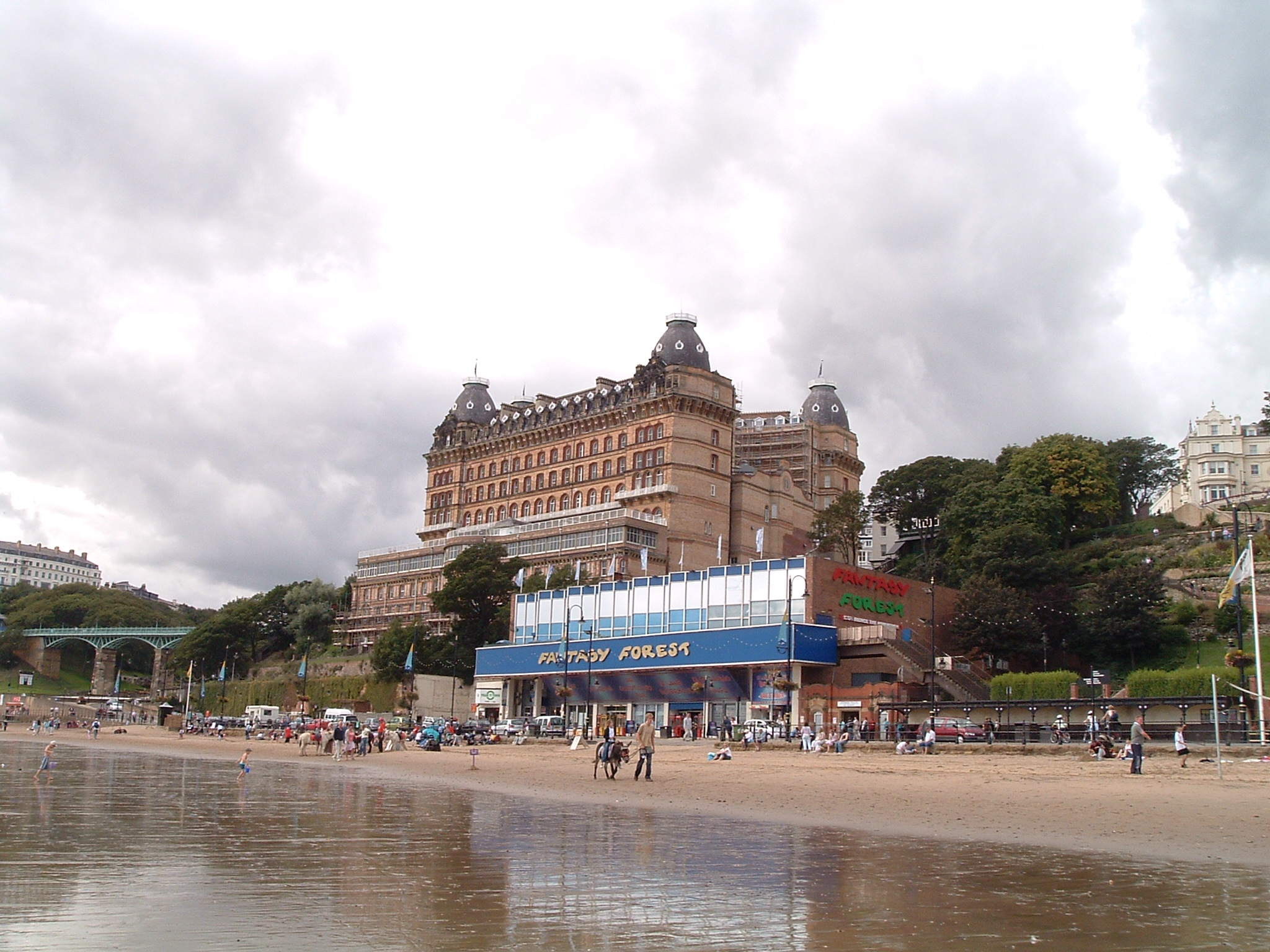
A Grand Hotel
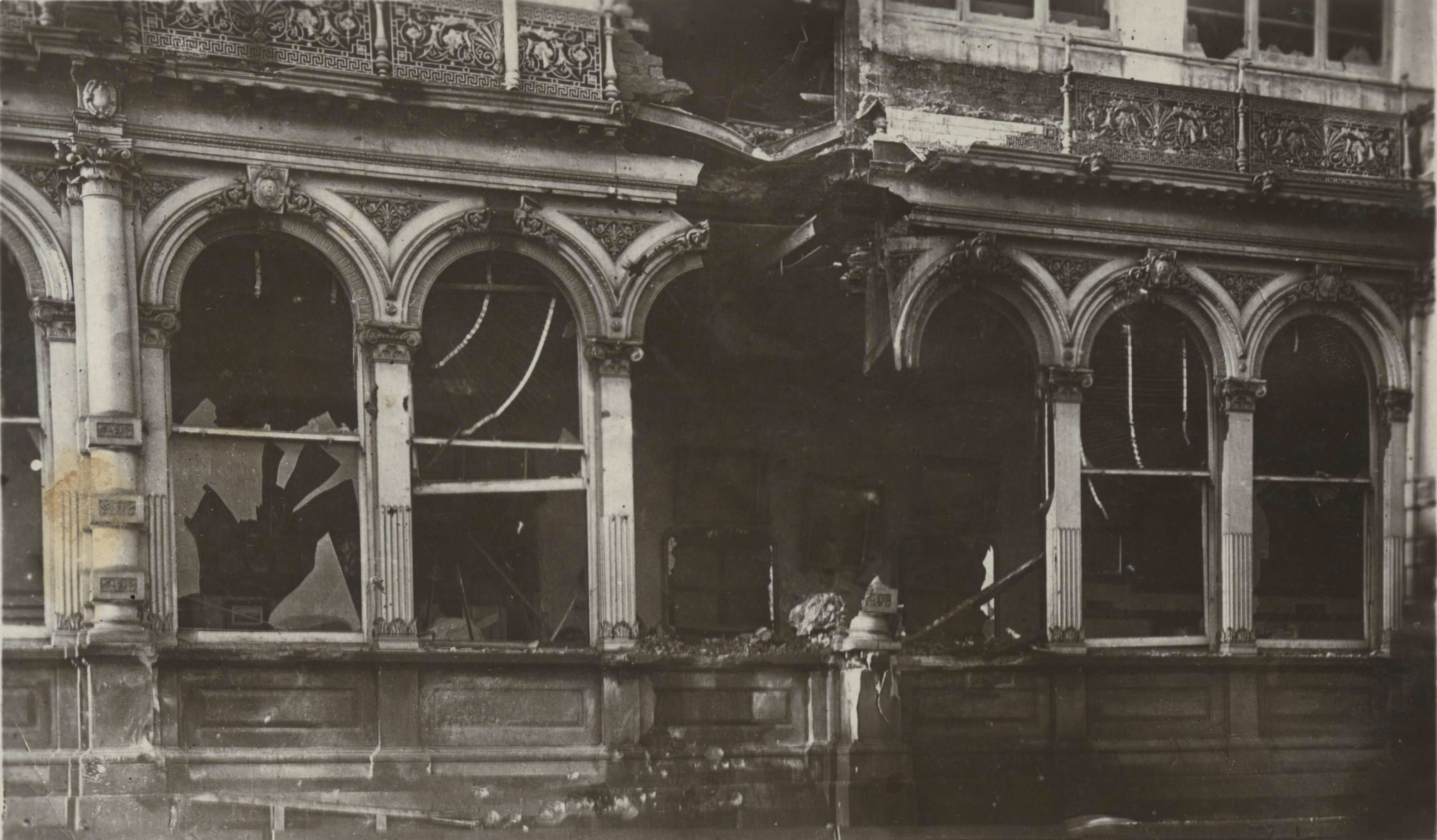
A Grand Hotelt ért egyik találat
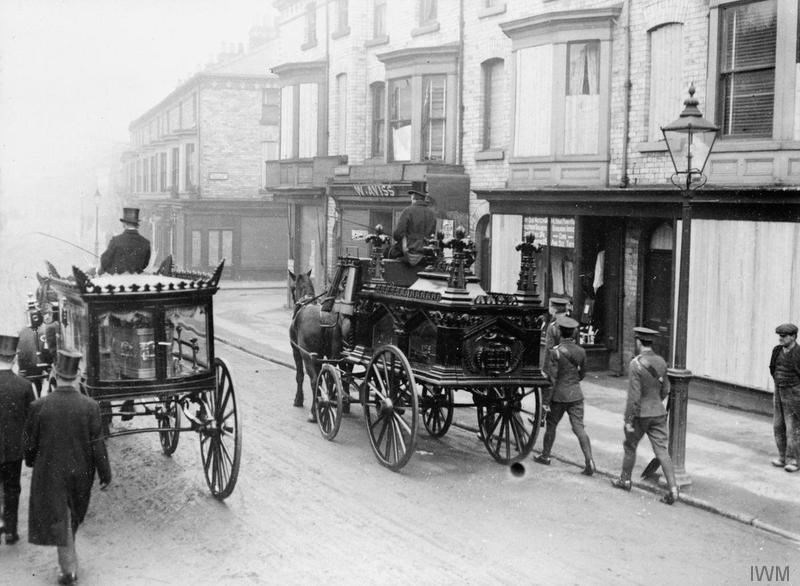
Temetőbe tartó halottaskocsik Scarborough utcáin
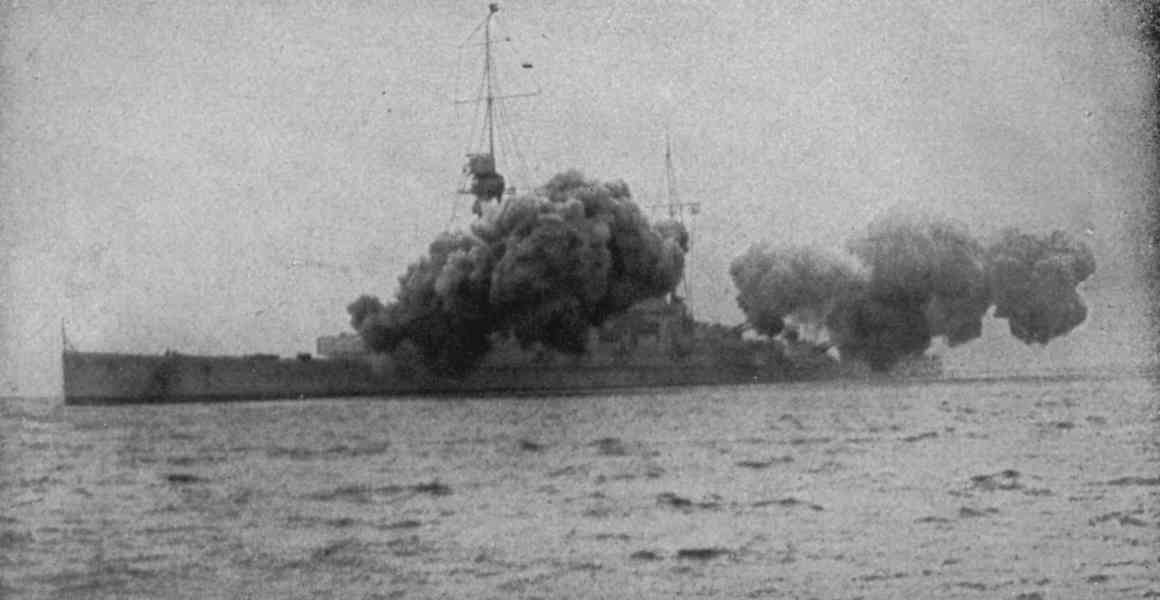
SMS Derfflinger
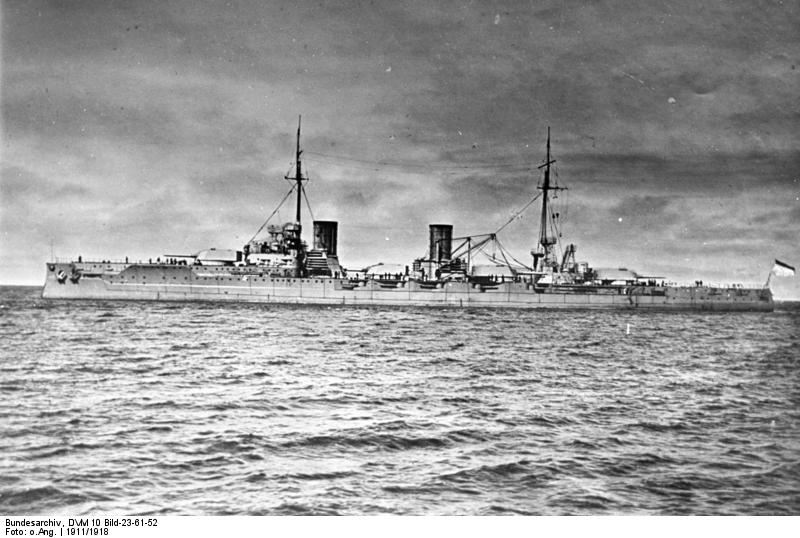
SMS von der Tann
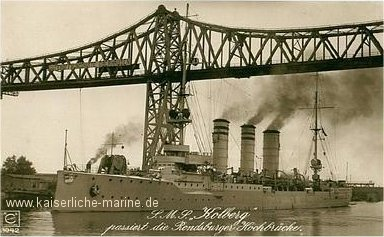
SMS Kolberg

### Whitby lövetése

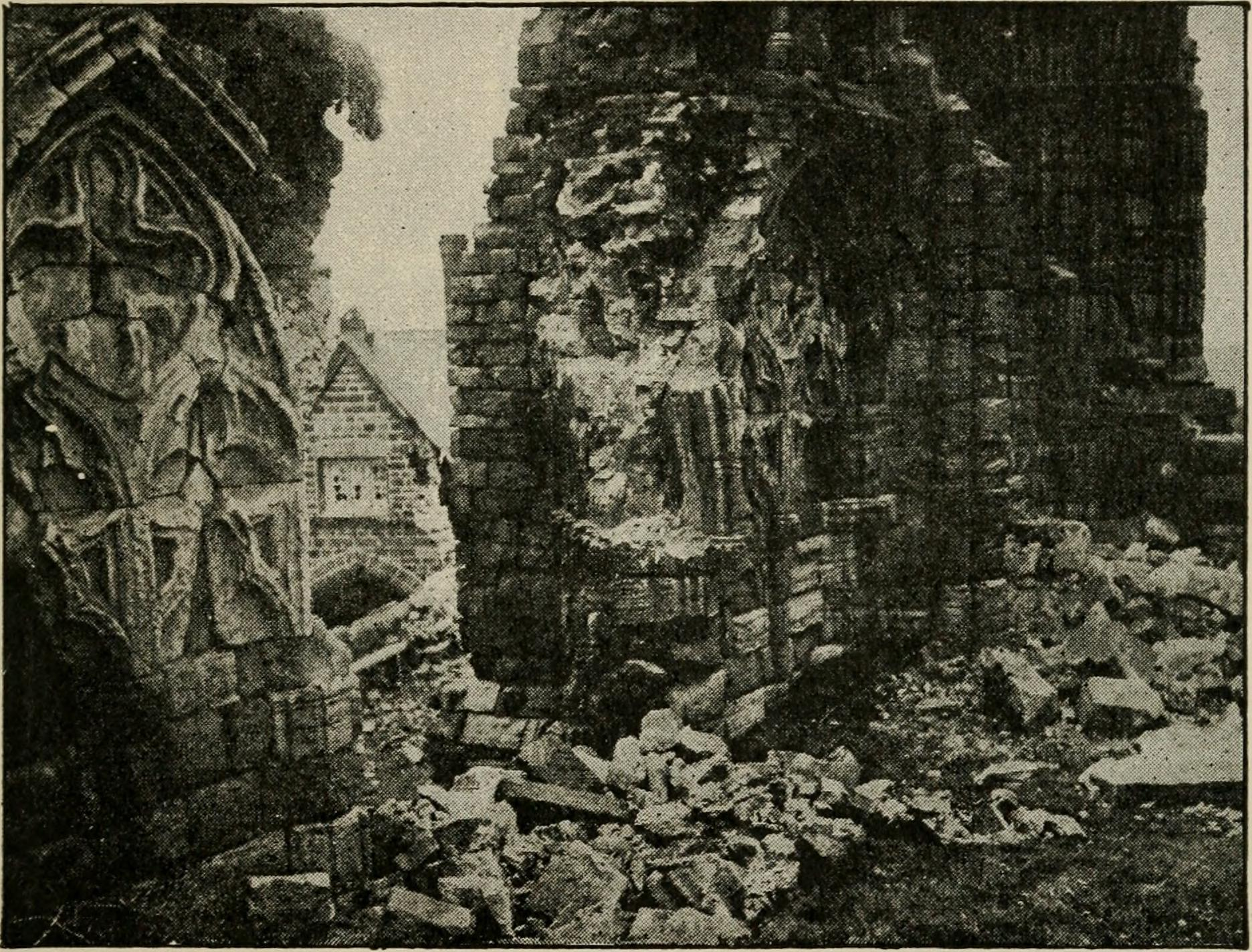
Whitby apátságát ért találat

Míg a Kolberg a feladata elvégzése után a zömmel való találkozási pont felé vette az irányt, a von der Tann és a Derfflinger 23 csomóval északnak hajózott, hogy a Whitby-nél lévő őrcélpontokat megsemmisítsék. Röviddel 10:00 után elérték a pozíciójukat, és már 10:06-kor, a von der Tann közepes tüzérségének második sortüze kettétörte a jelzőárbócot a brit hadilobogóval a csúcsán és lerombolta a jelzőállomás épületét, melyek Whitby magas partjától délkeletre álltak. Ezután a könnyű tüzérség 3800–4400 m távolságból a nyugati móló mögött található jelzőállomást vette tűz alá. A Derfflinger is csatlakozott ebben hozzá. Összesen 106 darab 15 cm-es és 82 darab 8,8 cm-es űrméretű lövedék érte a Whitby-nél lévő célpontokat.
Tapken tengernagy hajói 10:13-kor szüntették be a tüzet és indultak meg a Hipperrel egyeztetett gyülekezőhely felé. A két csoport 10:30 után egyesült, míg a Kolberg tőlük délkeletre már a zömmel való találkozási helyre tartott. 11:00-kor jelentette Hipper a feladat sikeres elvégzését a helyzetének, útirányának és sebességének adataival a találkozási (felvételi) pont felé Ingenohlnak. Arról azonban nem volt tudomása, hogy közte és a zöm között tekintélyes méretű ellenséges csoportosulás ékelődött be, mint ahogy arról sem, hogy a zöm még a találkozási hely elérése előtt visszafordult.

## A rajtaütések után

### Brit hadmozdulatok a támadók elfogására

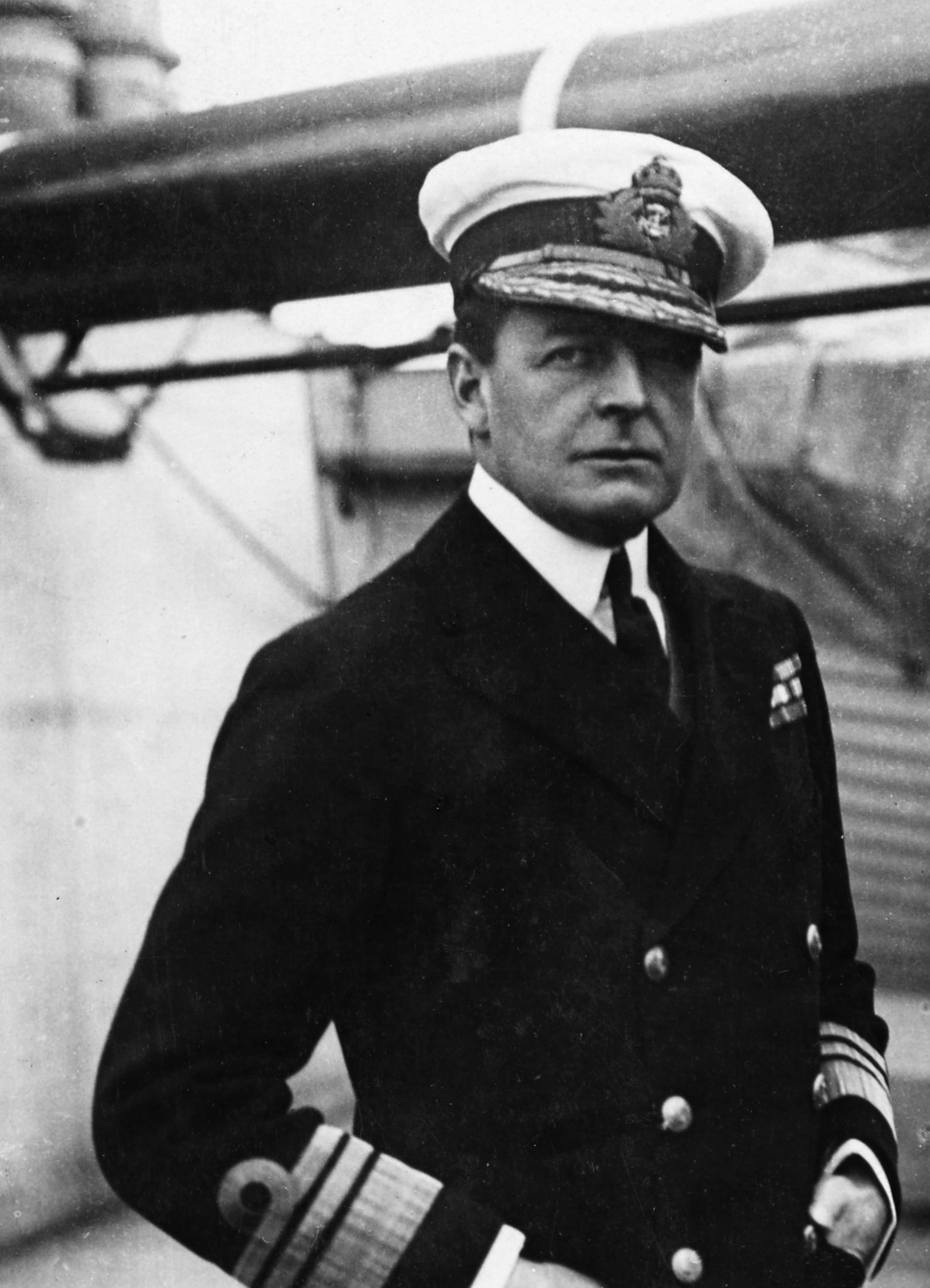
David Beatty altengernagy

Habár a brit admiralitás már 20 órával korábban tudomást szerzett a német haderő kifutásáról, mégis elkövette ugyanazt a hibát, mint a helgolandi csata idején, mivel értékes egységekkel került úgy a német zöm közelébe anélkül, hogy a flotta zöme támogatta volna. Jellicoe tengernagy egyetlen ellenintézkedése az volt, hogy a Rosyth-ban lévő 3. csatahajórajnak magas készültségi fokot rendelt el, így azonnal ki tudott volna futni, amivel 16:00-tól a Tyne-nál lévő aknazártól északra elzárhatta a kijáratot. A déli kijárat lezárásához Tyrwhitt már az első riasztáskor, 09:40-kor kifutott. Alig hagyta el azonban a Haisborough Gat-nál lévő homokpadokat, az erős hullámzás miatt egyből vissza is kellett küldenie a rombolóit Yarmouthba és az útját csak a négy cirkálójával folytathatta.
A Grand Fleet Scapa Flow-ban minden korábbi figyelmeztetés ellenére csak 13:15-re lett menetkész. Ilyen körülmények között a legfontosabb döntések meghozatala Warrender és Beatty tengernagyokra maradt. Warrender amint megkapta 09:54-kor a Patrol jelzését, azonnal északnyugati irányra állt és a legrövidebb úton a legnagyobb sebességével a Tyne és a Humber előtti aknazárak közötti kijárat lezárására indult. A Lionon is vételezték ezt az üzenetet, de Beatty a tartalmát túl bizonytalannak vélte ahhoz, hogy a Shark jelentése alapján még elérhető közelségben lévő Roon üldözését azonnal feladja. Még 10:00-ig északi irányon maradt, aminek oka volt az is, hogy a Scarborough lövetéséről szóló üzenetet jóval később kapta meg, mint Warrender. Csak erre az üzenetre reagálva fordította a haderejét, melyhez közben a Shark vezette négy romboló is csatlakozott, felderítéshez szétbontakoztatva nyugati irányra.
Épp ekkor kezdte meg a von der Tann és a Derfflinger Whitby lövetését. A brit és német csatacirkálók között azonban még 150 tmf volt és a két brit rajparancsnok közül egyik se tudott Hartlepool lövetéséről. Emiatt Goodenough parancsot kapott arra, hogy abban az esetben, ha a Shark által keleten jelentett német cirkálók ismét feltűnnének, úgy ezeket lehetőség szerint rázza le, hogy a nehéz brit hadihajók jelenléte az aknazárak közötti átjárónál ne tudódjon ki. Ekkor úgy tűnt, a britek által felállított csapdába bele fognak futni a németek, de az ezután Scarborough lövetéséről szóló üzenet, melyet könnyűcirkálóknak tulajdonítottak – miközben a Hartlepool elleni támadást kapitális hadihajóknak tulajdonították – más fénybe helyezte a történteket. Láthatóan így már az ellenség nagyobb hadműveletével álltak szemben, mint amire eredetileg számítottak. A legutóbbi jelentések szerint a német hadművelet északi irányba folytatódott a partok mentén. Ez a körülmény a meghozott intézkedések célszerűségét kétségbe vonta. A főparancsnoktól 11:10-kor bejövő jelzés azt mutatta a tengernagyoknak, hogy az átjáró felé haladva Jellicoe kívánságainak tesznek eleget, melyben arra hívta fel a figyelmet, hogy az ellenség minden valószínűség szerint az aknamezők közötti résen át próbál majd visszavonulni.
Épp keletre ettől a réstől volt a Dogger-pad délnyugati része, ahol még erős lehetett a hullámzás és emiatt a csatacirkálók számára járhatatlanná vált. Ezért a csatacirkálók a könnyűcirkálókkal a Dogger-pad ezen részét északról, a csatahajók és a páncélos cirkálók délről kerülték meg, így Warrender és Beatty erői között maradt egy 13 tmf széles sáv. Északra a csatacirkálóktól és délre a csatahajóktól a cirkálórajok bontakoztak szét felderítővonalban és az említett rést leszámítva egy 35 tmf széles sávot lefedve haladtak előre. Az eddigi jelentések alapján a két tengernagy még mindig kétségek között volt afelől, hogy az eddigi rendelkezések valóban megfelelnek-e a helyzetnek. Csak amikor 11:55-kor érkezett egy kifejezett parancs, hogy az ellenséget az átjáró előtt várják, mivel a partok elől visszavonult és valószínűleg Helgoland felé tart, oszlódtak szét az utolsó kétségek is. Miután Tyrwhittet is arra utasította Warrender tengernagy, hogy az 54° 20’ É, 1° 30’ K koordinátákon, azaz közvetlenül a rés déli részén őmellé helyezkedjen, úgy tűnt minden meg lett téve a menekülő útvonalak lezárására.
Beatty délben elhagyta a Dogger-pad északi csúcsát és csökkentette a sebességét, hogy a tőle északra lévő cirkálók felderítővonalat tudjanak képezni az ő ék alakzata előtt, míg ő maga a rés közepe felé vette az irányt. Ekkor a látótávolság csak pár mérföldet tett ki és a heves esőzések ezt ideiglenesen még tovább korlátozták. A fedélzeten átcsapó hullámok miatt várható volt, hogy főleg a kisebb járműveken korlátozott lehet a lövegek bevethetősége. 12:30-kor a Liontól 3-4 mérföld távolságra a bal oldalon elől álló Southampton (az egyetlen a csatacirkálóktól délre álló) könnyűcirkálón hirtelen torkolattüzek felvillanását látták, amit a még nem látható ellenség sortüzének tompa döreje kísért. Beatty számára ekkor úgy tűnt, sikerrel járt az ellenség feltartóztatására végrehajtott manőver.

### Hipper könnyű erőinek áttörése

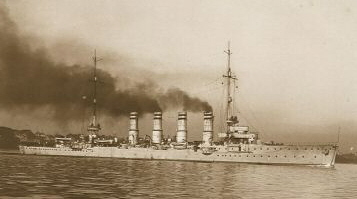
A Stralsund könnyűcirkáló

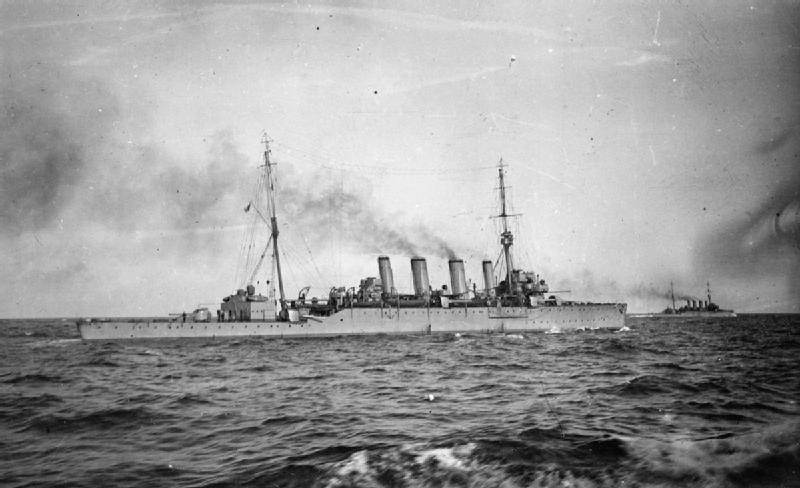
A Southampton könnyűcirkáló

A Hipper által 07:40-kor elbocsátott könnyűcirkálók és rombolóflottillák a viharos tengeren olyannyira hánykolódtak, hogy több romboló elveszítette az árbócát és még a könnyűcirkálók hátsó felépítményén és orrán lévő készenléti lőszert is lesodorta a víz annak ellenére, hogy bilinccsel rögzítették. A középső fedélzetek két láb mély vízben álltak és a korábban az aknaveszély miatt leürített torpedóvető csöveket nem lehetett ismét harckésszé tenni. Ez a rossz idő azonban csak a part mentén volt megfigyelhető, ezért a könnyű erők bevárhatták volna a csatacirkálókat az aknazárak közötti kijárat végén. A Stralsund parancsnoka, Harder sorhajókapitány azonban tartotta magát a kiadott parancshoz és igyekezett csatlakozni a 100 tmf távolságra keletre lévő zömhöz. Attól eltekintett, hogy a három külön lévő csoportját még pirkadat előtt összevonja, mivel ez meglátása szerint időveszteséggel járt volna. Ráadásul az egyre fokozódó ellenséges rádióforgalomból arra lehetett következtetni, hogy ellenséges kötelékek folyamatosan közelítenek a Hartlepool–Helgoland vonalhoz, ami avval fenyegetett, hogy elvágják a visszavonulási útvonalát. Emiatt teljes sebességgel igyekezett felvételi pontot minél hamarabb elérni. 10:00-ra a Graudenz-cel és a Straßburggal létrejött az optikai kapcsolat. 10:20-kor egyeztették helyzetüket és jelentették Hippernek, majd egy órával később, 11:15-kor a két könnyűcirkáló a rombolóikkal lassan besorolt a Stralsund mögé. (Lásd: Groos 12. sz. térképmelléklet.)
Közben a Beatty tengernagy nyugatnak tartó köteléke előtt biztosító 1. könnyűcirkálórajból Goodenough sorhajókapitány zászlóshajójáról, a Southamptonról 12:25-kor egy német cirkálót és 7-8 rombolót látott keresztezni az útját (az elől haladó Stralsundot és a vele lévő 2. félflottillát). A Southampton előbb északnak fordult, mielőtt a rá tüzet nyitó és délnek kitérő németeket üldözőbe vette. Az erős hullámverésben hazatartó német kötelék 12:30-kor jobb oldalon elől észlelte a Southamptont (öt perccel a britek után). Először halászgőzösnek vélték, majd hadihajónak, végül csatacirkálónak gondolták, mert háromlábú árbócot véltek felfedezni rajta. Az azonosítójelre háromszor is téves azonosítójellel (K. F.) válaszolt. A Stralsund ezután élesen jobbra kanyarodva tüzet nyitott a 4800 m távolságra, 260°-ra lévő ellenségre. A Southampton utánuk kanyarodott délnek, közben a többi könnyűcirkálónak gyülekezésre adott utasítást és jelentette Beatty-nek, hogy egy könnyűcirkálóval és rombolókkal áll harcban. A vele szomszédos Birmingham azonnal felzárkózott, azonban a távolabb, 6–10 tmf-re északra lévő Nottingham és a Falmouth cirkálók már nem tudtak bekapcsolódni a harcba.
Az első német sortűz hosszúnak bizonyult, a brit hajó csak a negyedik után viszonozta a tüzet. Röviddel rá egy második hajó is felbukkant az első mögött (a Birmingham), és ekkor mindkettőt sikerült helyesen Town-osztályú könnyűcirkálóként azonosítania a németeknek. A Stralsund ekkor összezárásra utasította a többi hajót, a rombolóknak pedig meghagyta, hogy mesterséges ködfüggönnyel rejtsék el a köteléket az ellenség elől. Hipperrel ezután közölte, hogy ellenséges páncélos (sic!) cirkálókkal futottak össze. Az augusztus 28-ai tapasztalatok alapján Harder sorhajókapitány – helyesen – azzal számolt, hogy az ellenséges könnyűcirkálók mögött csatacirkálók lesznek ismét és ezért megtartotta a déli menetirányt. A Stralsund mögött a jobb oldalon az 1. félflottilla hat rombolója és a V 191 az I. flottillából haladt. Ezeknek az egységeknek nem volt egyből ismert a Stralsund éles kitérésének oka, ezért automatikusan lekövették az irányváltást. Csak mikor 4 vonásnyit (45°) elkanyarodtak, akkor észlelték az első brit cirkálót a bal oldalukon. A torpedók kilövéséhez eddigre a rombolók már túlságosan elkanyarodtak. A lövegeikkel 2500 m távolságra tüzelve a saját megfigyeléseik alapján az első cirkálón két találatot értek el a híd alatt és a hajóorrban, de valójában nem érte találat a brit cirkálót. Időközben a Stralsund 13:12-ig újabb rádióüzeneteket küldött Hipper ellentengernagynak, amikben a könnyű-, páncélos- és csatacirkálók összekeverését a korábbi üzeneteiben nem korrigálta. (A két észlelt ellenséges egység könnyűcirkáló volt, a Southampton és a Birmingham. Lásd: Groos 12. térkép)
A hátrébb helyezkedő Straßburg és Graudenz számára sem volt nyilvánvaló a Stralsund éles kitérőjének az oka, de ezek is lekövették a manővert. Csak a torkolattüzekből vették észre az ellenséges cirkálókat, melyek szemből érkezve, velük párhuzamosan haladva 12500–11000 m távolságból vívtak velük harcot. A Graudenz mellett lévő rombolók teljes sebességgel haladva bontakoztak szét, hogy kisebb célpontot nyújtsanak. A V 189 üzemanyaghiány miatt azonban nem tudta tartani a sebességet. A parancsnoka, Metzger sorhajóhadnagy ezért irányváltoztatás nélkül a brit cirkálók mögött haladt el és 13:40-kor veszítette őket szem elől. A kelet-délkeleti irányt tartva 14:20-kor csatlakozott a saját erőkhöz.
A brit cirkálók viszonylag összehangolatlan tüze elsősorban a Stralsund és a 2. félflottilla ellen irányult, de a célpontelosztás hiányának is köszönhetően csekély hatású volt. A V 191 antennáját ellőtték, minden más hajó sértetlen maradt a szorosan mellettük becsapódó lövedékek ellenére. A Stralsundtól keletre és mögötte haladó rombolók közül némelyik viszonozta az ellenséges cirkálók tüzét, míg mások sikeresen eregettek füstfelhőket az olajkazánjaikból ezek és a Stralsund közé. A cirkáló közelében ezért csak 8-10 gránát csapódott be, melyek kb. 25 m magas, világoszöld színű füstfelhőket létrehozva robbantak fel (a lyddite töltetnek köszönhetően). A Stralsund a mintegy 20 percig tartó tűzharcban csak 38 darab lövedéket lőtt ki távolodva az ellenségtől 4800–9000 m távolságokból. Néhány löveget az útnak indulás után fedélzetre vett hidroplán („76” jelű, lásd feljebb) akadályozott, a többi számára a célratartást a nagy sebesség, a heves hullámzás és a kéményfüst nehezítette. 12:55-kor dördült el az utolsó sortűz az összecsapás során. A rombolók számára újabb lehetőség nem adódott az üldöző cirkálók ellen torpedók bevetésére.
A hátul tovatűnő brit cirkálók a lövegeiket ezután a Straßburgot kísérő 17. félflottilla egységeire fordították. Főként a V 25-öt és a V 26-ot lőtték, melyek 7500 m távolságra 30 lövéssel viszonozták a brit tüzet. A német csoportok lassan összezártak és a nagyobb sebességüket kihasználva a külső íven lassan déliről délkeleti irányra álltak. Ekkor tört át a IX. flottilla vezérhajója, a V 28 a keleti szárnyon állva, saját maga és az ellenség közé füstfelhőt eregetve keleti irányba, miközben a többi romboló a Straßburg előtt haladva tovább hajózott délnek. A németek számára meglepő módon a brit hajók hirtelen elkanyarodtak és nyugati irányra álltak.
Goodenough rejtélyes kiválásának oka a harcból a brit kommunikáció hibáiban rejlett. A Lion számára az előtte balra helyezkedő Southampton már az ütközet elején alig volt látható. A szikratávírón leadott jelzések alapján azonban Beatty úgy gondolta, hogy a könnyűcirkáló a partokat lövő német csatacirkálókat biztosító előretolt egységekkel került harcba. Ezért nem kanyarodott előbb délnek, hogy a Southamptont és a hozzá csatlakozó Birminghamet támogassa a Goodenough által jelentett egyetlen cirkáló ellen, hanem nyugati irányon maradt, hogy az onnan várt csatacirkálókat meglepetésszerűen csatára kényszerítse és a 2. csatahajóraj beérkeztéig lekösse őket. Mivel nem rendelkezett rombolókkal az ellenséges rombolók támadásának kivédésére, ezt a feladatot a könnyűcirkálóknak szánta. Mikor az egyik a csatában részt nem vevő könnyűcirkálója, a Nottingham északról délnek tartva előbukkant útban a Southampton megsegítésére, Beatty azt maga elé akarta rendelni, hogy felderítést végezzen a csatacirkálói előtt. Az utasítást, hogy álljon be a csatacirkálók elé, fényjelzésekkel adták le neki. Egy alacsonyabb beosztású tiszt azonban nem tudta, hogy a Nottingham vagy a Birmingham a kérdéses cirkáló, ezért egyszerűen könnyűcirkálóként szólította meg. Az üzenet azonban általánosan a könnyűcirkálóknak küldött volt. Ennek megfelelően a Birmingham és a Nottingham is továbbította Goodenough-nak a Southamptonra, mely hajót a Lionról azonban már nem láttak. Goodenough eleget tett a parancsnak és még elkanyarodás közben az eddig észlelt német egységek között megpillantott még egyet, melyet a Prinz Adalbertnek vélt. (Ez valójában a Graudenz könnyűcirkáló volt.) Ezt az észlelést azonban már nem tartotta fontosnak külön jelenteni.
A Southampton nyugatnak kanyarodását látva a német cirkálók velük ellentétes, keleti irányra álltak, hogy a szemből érkező ellenséggel egymás mellett elhaladva vívjanak velük tűzharcot (Passiergefecht). A Graudenz 13:09-kor nyitott tüzet 9400 m távolságból. A tengerrel szembe futva a brit cirkálók fedélzetét erősen mosták a hullámok, ami miatt nem tudták az összes lövegüket bevetni. A Graudenzen is csak az előárbóc megfigyelőállásából tudták kivenni a lövedékek leérkezését. A harmadik sortűzzel így is sikerült belőni a célpontot, de találatot nem értek el. A britek végül már csak a torkolattüzeik alapján voltak kivehetők és a 2000 méterrel az élen haladó Stralsundról egyáltalán nem voltak már láthatók, ezért jobbra elkanyarodva visszafordult, hogy a Graudenzhez csatlakozzon.
Közben 12:54-kor Beatty tengernagy a csatacirkálókkal délnek fordult, hogy egy halászflottilla elől kitérjen, mivel úgy gondolta, hogy német szolgálatban lévő aknarakók lehetnek, de már 13:05-kor ismét nyugati irányra állt. Tíz perccel később a Southampton is feltűnt és Goodenough csak ekkor tudta meg, hogy a visszahívást az északra lévő Nottinghamnek és Falmouth-nak szánták. A németek eddigre azonban már látótávolságon kívülre kerültek. Ezzel a Stralsund vezette kötelék megmenekült.
Bár Hipper könnyű erői így kicsúsztak Beatty kezei közül, arra még megvolt az esély, hogy a partoktól visszatérőben lévő német hajókkal összefut és harcra bírja őket. Ettől azonban Warrender tengernagy 13:25-kor beérkezett üzenete térítette el, melyben azt közölte, hogy a csatahajóraja ellenséges cirkálókat és rombolókat – az imént Beatty elől megmenekülő Stralsund vezette köteléket – észlelt és ezeket északkeleti irányba üldözi. Warrender a páncélos cirkálóit a déli felderítővonalból épp északnyugatnak akarta küldeni a csatacirkálókhoz, hogy az átjáró déli részén nyomuljon előre, de 13:15-kor a jobb oldalon hirtelen feltűntek ezek a Beatty-nek hamarosan jelentett cirkálók és rombolók, melyek velük szembe haladtak. Warrender üzenetére Beatty is keletnek kanyarodott vissza, hogy az említett német hajók útját a szél felőli oldalon tartva elvágja. A német hajók egyik esőfüggönytől a másikig haladtak, ezért Warrender hajóiról nem lehetett pontosan kivenni sem a típusukat, sem a pontos számukat megállapítani.
A német cirkálók a jobb oldalukon 500–4000 m hosszúságban elnyúlva haladó flottillák egyes hajóiról a brit könnyűcirkálók elkanyarodásával egyidőben a jobb oldalon elől észleltek füstfelhőket,  melyek Warrender 2. csatahajórajának egységeitől származtak és amiket a megfigyelések szerint könnyűcirkálók és rombolók kísértek. Az erős hullámzás és a kedvezőtlen taktikai helyzet miatt nem lehetett a 6000–9000 m távolságra lévő csatacirkálók elleni torpedótámadással próbálkozni. A csatahajókhoz legközelebbi Stralsund 5000–6000 méterre kanyarodott el tőlük. Harder sorhajókapitány nagy lélekjelenléttel éles kanyarodást rendelt el és hajójával egy teljes kört írt le, miközben a jelzőtiszt a korábban látott brit azonosítójelet (K. F.) villogtatta feléjük háromszor. A V 191 is így tett. A német történetírás szerint ezzel ha csak pár percre is, de meg tudták téveszteni a briteket és ez elég volt ahhoz, hogy a nagy kaliberű ágyúik hatótávolságán kívülre kerüljenek és 13:20-ra már el is tűntek a párában. A hazaút során a V 28 14:30 körül megállította a Manx Queen halászhajót és legénységének átvétele után elsüllyesztette azt. A csatacirkálók később két halászhajót is észleltek, de békén hagyták őket.

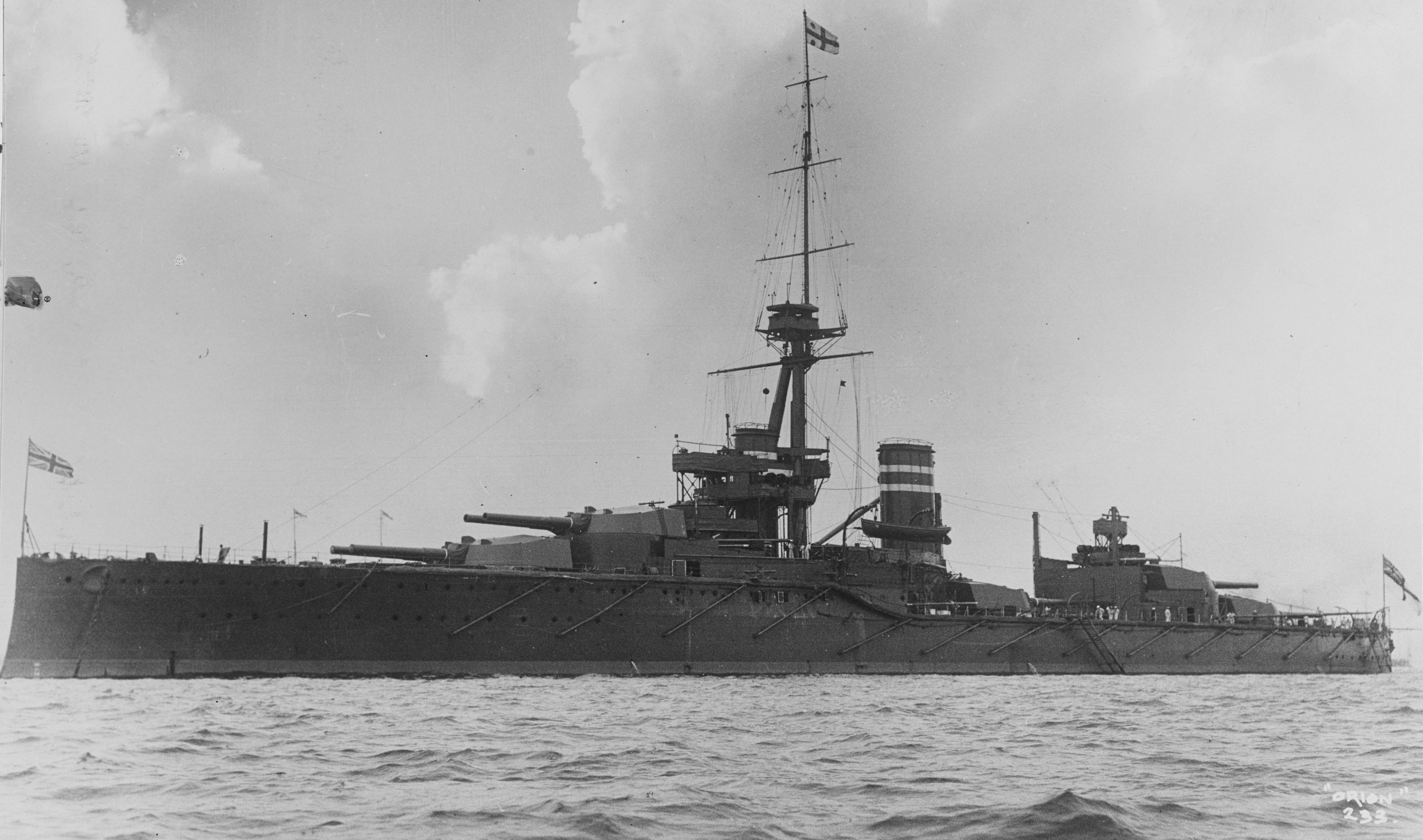
Az Orion csatahajó

A brit leírás szerint az Orion kapitánya, Frederic Charles Dreyer a Stralsundra irányíttatta az ágyúit és engedélyt kért a felettesétől, Sir Robert Arbuthnot ellentengernagytól a tűz megnyitására. Arbuthnot ehhez nem kívánt hozzájárulni, míg Warrender engedélyt nem ad rá.
Warrender is látta a német hajókat és bár a brit tengernagy a csatahajóit és a még nyugati irányba haladva, felderítővonalban lévő páncélos cirkálókat északkeletnek küldte, hogy legnagyobb sebességükkel haladva érjék be a német cirkálókat, a Devonshire-osztályú páncélos cirkálókból álló 3. cirkálóraj csekély sebessége miatt ez nem sikerült. A német hajók körvonalait egyre kevésbé lehetett kivenni, míg végül a párás levegőben teljesen eltűntek. A rövid üldözés alatt annyit sikerült megállapítaniuk a briteknek, hogy az üldözöttek között nem volt csatacirkáló, tehát ezeknek még nyugatnak kellett lenniük. Warrender a jelentésében azt írta, hogy a Stralsundot és vele lévő többi hajót is egyből ellenséges egységekként azonosították be. Ez alapján nem járt sikerrel a németek megtévesztése.
A britek is nagy veszélybe kerülhettek volna ezen találkozás folyamán, mivel ha egy kevéssel keletebbre és északabbra álltak volna, akkor rombolók biztosítása nélkül és még az előtt, hogy a nehézlövegeiket elsüthették volna, számos torpedótámadásnak tették volna ki magukat. A német csatacirkálók elfogására a 2. csatahajóraj 13:40-kor ismét nyugati irányra állt és újra a kijárat déli részére helyezkedett, miközben Beatty a Dogger-padtól északra szintén ide igyekezett azt gondolva, hogy a német csatacirkálók, miután az elővédjük értesítette őket a 2. csatahajóraj jelenlétéről, most ezen az útvonalon fognak megpróbálni kijutni. Az időpont alapján, amit a szárazföldi állomások megadtak a távozásuk időpontjaként, bármikor felbukkanhattak előttük.
A német torpedótámadás esélyei a könnyű erők áttörése során

A fentebb említett okokon túl a németek a torpedóikat azért sem lőhették ki, mert az éjszakai beállítás (nagy sebesség, rövid, 3500 m hatótávolság) és a viharos tenger miatt nem tudták őket kivenni a csövekből az átállításhoz, emellett a parancsnokok is úgy gondolták, hogy ez a beállítás a párás nappali látási körülményeknek is jobban megfelel. A német cirkálóknak ezért le kellett mondaniuk a torpedótámadásról és ehelyett keletnek fordulva törtek át. Ez volt az első alkalom a háború során, hogy brit csatahajók német rombolók torpedóinak hatósugarán belülre kerültek.
Ezt az északon álló brit haderő manőverei tették lehetővé. Ezek a 2. csatahajórajjal való találkozáskor 11500 méterre voltak a Graudenztől, de csaknem a déli hajók felbukkanásával egyidőben (13:05) kanyarodtak el és tűntek el 13:28-kor. Ez volt az első alkalom, hogy brit csatahajók német rombolók torpedóinak hatósugarán belülre kerültek. Harder sorhajókapitány azonban a durva hullámzás mellett és széllel szemben való támadás sikerét kilátástalannak ítélte meg úgy, hogy a csatahajókat nem korlátozta semmi a manőverezésben, így szabadon kitérhettek a torpedók elől bármelyik irányba. Ezért egyetlen célnak a sikeres áttörést tekintette. A német értékelés szerint a könnyűcirkálók jól jártak el akkor, mikor a támadás helyett a kitérés mellett döntöttek, mert az északabbra lévő csatacirkálók hamar felőrölték volna őket. A sikeres áttörés után a cirkálók tovább haladtak északkeleti irányba, 20 perccel később egy kiterjedt ködfelhő rejtekében keleti irányra álltak. Az áttörés azonban csak azután lett sikeres, hogy a csatahajók elkanyarodtak és az út így szabaddá vált.

### Hipper csatacirkálóinak hazatérése

#### A Hipper csatacirkálóinak elfogására tett brit kísérlet
A németek angol partoktól való távozásával kapcsolatos információ 13:40-kor érkezett a járőregységek tengernagyától (Admiral of Patrols), aki a Humber-flottillát azonnal az első riadó után kiküldte a tengerre, de a rombolókat azonnal vissza is kellett hívnia a rossz idő miatt. Ezután a vezérhajójával, a Skirmisherrel egyedül haladt a part mentén északi irányba. 14:18-kor fogta a csatacirkálóraj azt a jelentését, hogy Whitby elől 10:00 körül keleti irányba távoztak a német hajók. Beatty 10 perccel később közölte Goodenough-fal, hogy 15 csomós sebességgel tovább halad előre északnak, míg el nem hagyja a Dogger-pad területét, hogy aztán ismét nyugatnak kanyarodjon és a könnyűcirkálóknak emiatt már ekkor ebbe az irányba szét kellene bontakozniuk. Azonban 14:43-kor az admiralitástól érkező üzenet újabb kétségeket vetett fel az elképzelésével kapcsolatban. Ebben a német csatacirkálók egy 13:15-kor elfogott és megfejtett üzenetét közölték és ebben az állt, hogy az adott időpontban a csatacirkálók már csak 12 tmf távolságra voltak nyugatra az aknamezők közötti rés külső oldalától, kelet-délkeleti irányban, 23 csomós sebességgel haladva. Ez Beatty tengernagynak nem tűnt hihetőnek, mivel épp a homokpad délnyugati részén (Süd-West-Flach) vezetett át az útja. Amennyiben az irány nem egyezett, a helyszín azonban igen, akkor az ellenség délkeleti irányba kitörhetett, mivel ha északnak fordult volna, akkor a könnyűcirkálóknak már látniuk kellett volna őket. A németek hadmozdulatai felett érzett Ilyen bizonytalanság esetén a cirkálóhadviselés régi szabályai szerint az volt a legmegfelelőbb lépés, ha mindenképp az ellenség és a honi kikötője között vesznek fel pozíciót. Ilyen megfontolásból 14:55-kor keletnek fordult és amint eltávolodott a Dogger-padtól, délkeletnek (Süd 60° Ost) fordult, hogy 24 csomóval haladva amilyen gyorsan csak lehet a kijárat déli része és Helgoland közötti vonalat elérje.
Míg Beatty az admiralitás üzenetéből arra következtetett, hogy a német csatacirkálók délkeletnek törnek ki, addig Warrender ugyanebből az üzenetből az ellenkező következtetést vonta le. Meglátása szerint miután hiába kereste az átjáró déli részén az ellenséget, annak északra kellett kitérnie. Ezért a páncélos cirkálókat felderítővonalba rendezve északnyugati irányba küldte előre, keresztben az átjárón. A koordináció ekkor tapasztalható hiánya Beatty és Warrender között jelentősen megkönnyítette a német csatacirkálók számára az áttörést.

#### Hipper áthaladása az aknamezők között
12:30-kor, mikor a Stralsund és Beatty elővédje között sor került az összecsapásra, még csak 50 tmf-re voltak keletre Hipper csatacirkálói Whitby-től és 40 tmf-re a nyugatra a könnyű erőiktől. Másfél órával korábban Hipper tengernagy rádión azt üzente a flottaparancsnoknak, hogy a csatacirkálók elvégezték a feladatukat és a Kolberggel kelet-délkeletnek tartanak 23 csomóval. 12:00 körül érkezett be hozzá az flottavezetés által a hadművelet során küldött első üzenet:
„Zöm d.e 11 órakor 007 δ 7 [négyzet] jobb felső részén állt, irány KDK1/2K, sebesség 15 csomó. Ma reggel ellenséges rombolókat jelentettek 051 δ 7 és hozzávetőlegesen 150 β 5 [négyzetekben]. 139 δ 7 aknagyanús.”
Ezt az üzenetet a csatacirkálókon meglepődve fogadták, mivel azzal számoltak, hogy a flotta minden körülmények között a 07:00 órára megbeszélt helyen fogja várni őket, annál is inkább, mert a flottaparancsnoknak 09:23-kor azt jelentették, hogy a Stralsund, a Straßburg és a Graudenz a torpedóflottillákkal a zömhöz lettek küldve, míg a csatacirkálók csak a bombázás végrehajtása után indultak volna utánuk. Hipper tengernagy az üzenet alapján felismerte, hogy a saját zöm 11:00-kor már 150 tmf-re keletre volt a csatacirkálóktól és azonnal felismerte, hogy a Stralsunddal lévő erők ilyen körülmények között nagy veszélyben vannak, de ahhoz már túl késő van, hogy visszahívja őket. Ebben nehezítette volna őket az is, hogy a széllel szemben kellett volna haladniuk. Azon a helyen ahol éppen akkor álltak, nem lehetett volna őket várakoztatni, mivel megengedhetetlenül sokáig elhúzta volna időben a veszélyes vizeken való tartózkodást, ezért nem maradt más lehetőség, mint hagyni őket nagy sebességgel továbbhaladni kelet felé. A Stralsund már 12:39-kor ellenséges egységek észlelését jelentette, mégpedig azt, hogy egy ellenséges zömmel találkoztak, mely a Dogger-pad délnyugati részén üldözte a őket dél-délnyugatnak (lásd feljebb). A Stralsund 13:11-kor 5 csatahajót jelentett 25 tmf-re innen, ami nagy zavart keltett a németeknél, mivel így nem tudták eldönteni, az ellenséges zöm hol tartózkodik.
Hipper első benyomása az volt, hogy a könnyűcirkálóit egy látszólag tőlük északra lévő ellenség délnyugati irányba akarja szorítani és ezért a hajóival előbb délkeleti, majd dél-délkeleti irányra állt. Miután azonban az északi brit zömről nem érkezett újabb hír, 13:23-kor Hipper kelet-délkeletnek fordult, mely iránnyal előbb érhetett a könnyűcirkálókhoz és amivel az öt csatahajót – a taktikailag kedvező – szélvédett oldalára vehette.
A 2. félflottilla egyik egysége 13:32-kor észlelte Warrender hat nyugatnak tartó csatahajóját maga előtt északnak, és úgy tűnt, ez már a második brit zöm lesz. A német történetírás megjegyzése szerint érdekes módon mind a két, északabbra zömről szóló jelentésben szereplő koordináták megfeleltek a brit csatacirkálók helyzetének, holott azok jelenléte mindegyik német hajó számára ismeretlen volt. Az ellentmondások tisztázására 13:35-kor a Stralsund és a Graudenz utasítást kapott Hippertől az észlelt hajók típusának és számának ismételt elküldésére. A Stralsund ekkor két Chatham-osztályú könnyűcirkálót és a 2. csatahajóraj 6 egységét jelentette, míg a Graudenz a menetirányától északra egy Town-osztályú cirkálót és egy Essex-osztályú páncélos cirkálót, attól délre pedig 5 csatahajót jelentett. A Graudenz parancsnoka, Püllen fregattkapitány ilyen módon igyekezett tisztázni azt a téves feltevést, hogy az ellenség két zöméről lenne szó. Az általa választott megfogalmazás azonban akkor lett volna Hipper segítségére, ha a Graudenz a Stralsund farvizében haladt volna. Mivel azonban nem ez volt a helyzet, a közlés ezen módja nem érte el a célját.
Hipper és a csatacirkálóinak parancsnokai úgy vélték továbbra is, hogy két külön csatahajósorról van szó, azaz jelentős túlerővel kerülnének szembe harc esetén. Az időjárási viszonyok ez esetben nem lennének segítségükre, mert a nagyobb sebességük jelentette előnyt nem tudnák kihasználni az ellenség kikerülésére a kis észlelési távolságok miatt. Ez a megfontolás azonban nem ingatta meg azt a döntést, hogy a könnyűcirkálóknak olyan gyorsan segítségére siessenek, ahogy csak lehet. Csak amikor a Stralsund azt jelentette, hogy az ellenség látótávolságon kívül került és a cirkálók a flottillákkal zártan haladnak, tűnt úgy, hogy nem lesz szükség a támogatásukra.
Miután Hippernek az ellenség számos kapitális hadihajóját jelentették, a célja az volt, hogy kikerülje őket. A kapcsolatot tartó ellenséges haderő megtévesztéséhez 21 csomós sebességgel haladva előbb északnak vette az irányt. Az irányváltás helye csak 15 tengeri mérföldre volt nyugatra attól a helytől, amelyiken a brit csatacirkálók velük szembe hajózva megfordultak, hogy a keletnek tartó könnyűcirkálókat üldözőbe vegyék. Még 14:52-kor is nagyjából 25 tmf volt mindössze a távolság a Hipper, Beatty és Warrender rajai között. Beatty ekkor végrehajtott újabb keleti irányú elkanyarodása révén kezdett el nőni gyors ütemben a távolsága Hippertől, míg a Warrendertől való távolság csökkent. Lehetséges, hogy a Kolberg által 15:10-kor a jobb oldalon észlelt négy füstfelhő a 2. csatacirkálóraj előtt északnyugatra haladó 3. cirkálórajtól eredt, mivel ezeknek 15-20 tmf távolságra kellett lenniük ebben az irányban. A Kolberg ez idő alatt messze lemaradt, mivel északi irányba, a hullámokkal szemben nem tudott gyorsabban haladni 12 csomónál. Csak miután 15:00 körül a csatacirkálók északkeletnek fordultak, tudott 23 csomóval csatlakozni hozzájuk. A Dogger-pad északi végét 18:00-kor érték el, majd innen 20 csomóra mérsékelt sebességgel a Horns Rev felé vették az irányt.
A két brit tengernagy 13:15-től fogva várta az ellenség mozgásáról szóló információkat. Bár már 13:45-kor több megfejtett német üzenet alapján tudtak arról az admiralitásnál, hogy a németek az aknamezők közötti átjáró keleti kijáratának déli részén északi irányba kanyarodtak el, de ezek az információk csak 16:20-kor értek el Warrenderhez és Beattyhez. Hipper tengernagy ekkor 20 tmf távolságra haladt el északra Warrender erőitől, míg Beatty 60 tmf-re volt Hippertől délkeleti irányban. Habár Beatty az új információ hatására azonnal északnak fordult, de ezután már nem akadtak Hipper hajóinak a nyomára. A keresés kilátástalanságát felismerve Warrender 16:47-kor minden alá beosztott egységet arra a pontra irányított, ahol másnap reggel a kifutó Grand Fleethez kellett csatlakozzanak.
Keyes a hírre, hogy a német csatacirkálók Scarborough előtt bukkantak fel, a Terschellingnél álló tengeralattjáróit a Német-öböl felé szerette volna küldeni, de mire ehhez megjött az admiralitástól az engedély (16:35), addigra már túl késő volt.

### A német erők hazatérése
A német csatacirkálókon egyedül az élénk brit rádióforgalom utalt arra, hogy az ellenség kapcsolatot tart velük. Emiatt azt hitték, hogy rombolókat vezetnek rájuk, vagy aknákat terveznek telepíteni az útjukba. Különösen a röviddel 19:00 után észlelt élénk rádióforgalom bonyolódott a közvetlen közelükben. 20:12-kor ennek a rádióállomásnak a forgalma hirtelen megszakadt, ami után az ellenséges rádióforgalom is gyorsan visszaesett.
A Stralsund által vezetett könnyű erők 18:00-kor a csatacirkálóktól kelet-délkeletre voltak 85 tmf távolságra. Éjfél körül értek Helgolandhoz és két óra múlva horgonyoztak le a Weser-torkolatban. Ingenohl a 3. csatahajórajjal a Wilhelmshaven előtti Schillig-révnél kötött ki pár órával korábban, még 16-án 22:00 körül, míg az 1. és 2. csatahajórajok Helgolandot északról megkerülve az Elbához hajóztak. A visszaúton – pontosabban az Elbától a Jadéhoz való áthajózás közben – egyedül a Posen csatahajó ellen jutott kilövéshez az E11 jelű tengeralattjáró december 17-én 08:20-kor, de a 350 m távolságból kilőtt torpedója célt nem talált – valószínűleg túl mélyre merülve haladhatott el a csatahajó alatt. Hipper cirkálói december 17-én 07:00 körül érkeztek meg a Jadéhoz.
A német veszteség élőerőben 9 halott és 12 sebesült volt. Kisebb károkat a Hamburg, a Seydlitz, a Moltke és a Blücher szenvedtek, de pár nap alatt kijavították mindet. Kijavítása alatt egyedül a Kolberg került ki a hadra fogható állományból.

### A brit erők hazatérése

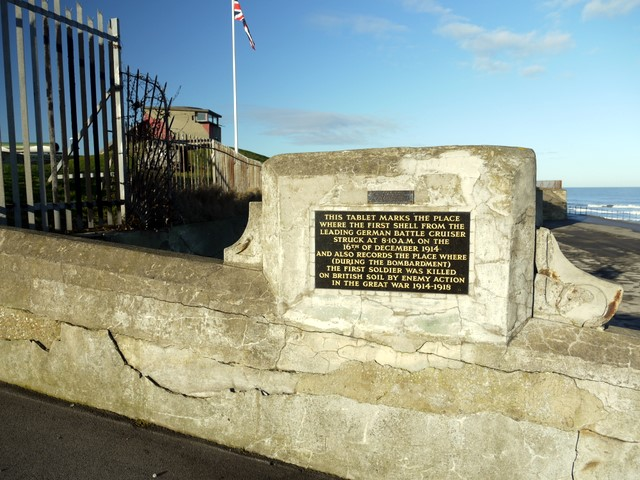
A háborúban brit földön elesett első katona halálának helyét jelölő emlékmű a Heugh üteg mellett

Keyes a hírre, hogy a német csatacirkálók Scarborough előtt bukkantak fel, a Terschellingnél álló tengeralattjáróit a Német-öböl felé szerette volna küldeni, de mire ehhez megjött az admiralitástól az engedély (16:35), addigra már túl késő volt.
A brit flottát az Aberdeen-Hanstholm vonal közepére vonták össze, hogy onnan bármiféle újabb német próbálkozást meghiúsítsanak. December 17-én 07:00-kor zárt alakzatban innen indult meg déli irányba. A német adóállomások megfigyeléséből derült ki a britek számára, hogy a Nyílttengeri Flotta eddig jelentett egységei mind befutottak már a kikötőikbe. Ezzel egyidőben jelentették, hogy Yorkshire partjainál nagy számú német aknát találtak és több brit illetve semleges kereskedelmi hajó már rajta is veszett. Emiatt a Tyne és a Flamborough Head közötti szakaszt lezárták a hajóforgalom előtt.
Jellicoe tengernagy kihasználva a ritka alkalmat, hogy a Grand Fleet és a Harwich Force egyszerre vannak a tengeren, hadgyakorlatot tartott az egyesített erőkkel. Ennek során a Bellona könnyűcirkáló összeütközött a Broke flottilla-vezérhajóval és előbbit súlyos sérülései miatt a Devonshire cirkálónak kellett elkísérnie Rosyth-ba. Alkonyatkor Tyrwhitt erői Harwichba, a 3. csatahajóraj és a 3. cirkálóraj Rosyth-ba, a 2. csatahajóraj és a 2. flottilla Scapa Flow-ba hajózott. A maradék haderő december 18-án tért vissza a támaszpontjaira, leszámítva azokat az egységeket, melyek a blokád fenntartásában vettek részt.

## Elszalasztott lehetőségek
A hadműveletek során mindkét fél előtt fennállt annak lehetősége, hogy jelentős károkat okozzon a másiknak. A britek előtt mindvégig rejtve maradt a német csatahajóflotta bevetése. 15:00 körül, mikor egy brit tengeralattjáró észlelte északnyugatra Helgolandtól a Hochseeflotte főerőit, azt gondolták brit oldalon, hogy ekkor futott ki, pedig ekkor már visszatérőben volt. Ennek megfelelően a Grand Fleet sem vett részt a német rajtaütés elhárításában, így az értékes erők biztosítás nélküli kiküldését a britek még nagyobb mértékben végezték, mint a németek. Habár Jellicoe az első riasztáskor azonnal kifutott az 1. és 4. csatahajórajokkal, a 2. flottillával és az 1., 2., és 6. cirkálórajokkal, így sem került 250 tmf-nél közelebb a kritikus órákban az előretolt erőihez. Így a kialakult harcokba való beavatkozása is kizárt volt a brit főerőknek.
A német zöm számára ez a lehetőség nagyon is fennállt volna, amennyiben Ingenohl az eredeti tervéhez ragaszkodott volna és – a császári parancsokra való hivatkozással – a korai visszafordulással nem adta volna ki a kezéből. Még akkor sem érezte úgy, hogy a csatacirkálók felvételére vissza kellene fordulnia, mikor 14:00-kor egy ellenséges csatahajórajt jelentettek, hanem már hat perccel később elrendelte a flotta rajokra való széttagolását, hogy külön útvonalakon érkezhessenek haza. Ingenohl és törzse téves módon úgy hitte, hogy a csatacirkálók nincsenek veszélyben, mivel gyorsabbak a csatahajóknál, ellenséges csatacirkálóktól pedig nem kell tartani, mert ilyeneket nem jelentettek.
Habár a német flotta mozgási szabadságát megkötő parancsokat számos tiszt kritizálta és Hugo von Pohl tengernagy sem osztotta a flottaparancsnok hozzáállását, a hadműveleti parancsok módosításának ötletét nem vetette fel a császárnál és a haditengerészeti kabinet vezetőjével ellentétben nem lépett fel a flottaparancsnok leváltása érdekében. A főparancsnokság megelégedett egy írással, melyet az Admiralstab főnöke intézett a flottaparancsnokhoz. Ez így hangzott:
„Őfelsége ezen lehetőség kapcsán hangsúlyozta, hogy a flotta vagy annak egyes részeinek megtartása iránti törekvés semmilyen körülmények között nem mehet el addig, hogy a sikerre való kedvező kilátásokat ne használják ki azért, mert ez veszteségek elszenvedésével jár. Ha a bevetés várható sikere kedvező, úgy a helyzetet teljes mértékben ki kell használni minden egyéb mellékes szempont figyelmen kívül hagyásával.”

## Az aknazár áldozatai
A Kolberg által telepített aknazár súlyos károkat okozott a part menti hajózásnak a következő napokban, sőt hónapokban. Az admiralitás feltételezte, hogy a yarmouthi rajtaütéshez hasonlóan a németek ezt az akciójukat is aknatelepítési művelettel kötötték egybe, ezért egyből felhívták a Grimsby-ben és South Shiledsben lévő aknakereső egységek parancsnokainak figyelmét azoknak a vizeknek az átfésülésére, melyeken a németek hajók megfordultak. Már a rajtaütés napján, december 16-án 20:20-kor (19:20 GMT) aknára futott és elsüllyedt az aknazáron a Princess Olga (998 BRT) gőzhajó. A legénységéből mindenki életben maradt, őket másnap reggel hozta be egy halászhajó Scarborough-ba. Ez volt az első konkrét jele annak, hogy valóban sor került aknák telepítésére előző nap. De nem ez volt az első hajó, amelyik aknára futott, mivel az Elterwater (1228 BRT) szénszállító előtte egy órával már ráfutott itt egy aknára és három perc alatt elsüllyedt. Legénységéből öt fő veszett oda. A Princess Olga aknára futása után egy órával egy harmadik gőzös, a norvég Vaaren (1090 BRT) is aknának ütközött és három perc alatt elsüllyedt, a 17 tagú legénységéből 13 veszett oda. A partokon egyik detonációt sem hallották meg annak ellenére, hogy csak pár mérföldre történtek Scarborough-tól.
Az admiralitás az első veszteség hírére figyelmeztetést küldött minden hajónak, miszerint a három támadott város előtt aknákra lehet számítani, egyúttal felfüggesztette a Flamborough és Newcastle közötti hajóforgalmat, amíg egy sávban meg nem tisztítják az aknáktól a vizeket. Mivel a forgalmas vízi utat nem lehetett sokáig lezárva tartani, már december 18-án este az admiralitás úgy döntött, hogy nappal engedélyezi a kereskedelmi hajók áthajózását a Flamborough Head és Newcastle között, amennyiben nem távolodnak el 2 tmf-nél messzebbre a partoktól. A terület átfésülését három ágyúnaszáddal kezdték meg és az első nap két aknát találtak, a következő nap halászhajók bevonásával újabb 18-at, melyeket mind hatástalanítottak. Eközben két halászhajó is aknára futott és az egyikük elsüllyedt, több másik szintén megsérült.
December 19-én az Orianda aknaszedő süllyedt el mindössze 1,5 tmf-re a Scarborough Castle-től és további aknákat találtak a partokhoz 2 tmf-nél közelebb, ami az admiralitás számára azt mutatta, hogy a közlekedés nem lesz biztonságos, addig, amíg megfelelően át nem fésülik a part menti sávot. December 20-án a Sheernessből Scapa Flow-ba tartó Garmo felfegyverzett halászhajó veszett oda hat fővel együtt, röviddel ezelőtt a Valiant felfegyverzett jacht propellereit és kormánylapátját robbantotta le egy akna. Két halászhajó még be tudta vontatni Scarborough-ba az aknaveszéllyel nem törődve. Bár december 22-én a norvég Boston gőzös (1168 BRT) robbant fel az aknazáron, két nappal mégis engedélyezték a kereskedelmi hajók forgalmát szorosan a part mentén. A következő három napban három kereskedelmi hajó futott aknára – Gem (464 BRT), Gallier és a norvég Eli (1107 BRT). Az aknakereső Night Hawk a ködben sodródott ki az aknamentesített sávból és robbant fel egy aknának ütközve, legénységének hat tagja veszett oda. December 26-án a holland Leersum (1455 BRT) és a brit Linaria (3081 BRT) futott aknára, ekkor két ember veszítette életét. Az aknával szennyezett területet december 30. és január 5. között bójázták ki. Közben a dán M. C. Holm (2458 BRT) január 2-án süllyedt el az aknazáron. Ez a gőzhajó gyapotot szállított Koppenhágába és ezt Skóciát északról megkerülve tette volna, azonban a brit járőrhajók arra kényszerítették, hogy a kelet-angol partok mentén hajózzon délnek. A dán tulajdonosok emiatt kártérítést követeltek, mire az admiralitástól azt a választ kapták, hogy ilyen kérelemmel a német kormányzathoz forduljanak.
Az aknazárt 1915 áprilisára sikerült felszámolni, közben további aknakeresésre használt halászhajók vesztek oda. A Kolberg által telepített 100 aknából 69-et találtak meg.

## Következmények
A december 16-ai német rajtaütések következménye volt a brit oldalon, hogy Beatty javaslatára a csatacirkálóraját Scapa Flow-ból Rosyth-ba helyezték át december 20-án, hozzá csatolva a 3. cirkálórajt. A brit csatacirkálóknak ezután a háború végéig Rosyth lett a fő támaszpontja. Ettől Beatty még Jellicoe parancsnoksága alá tartozott, ugyanakkor kaphatott parancsokat közvetlenül az admiralitástól is.
A Hipper utáni vadászat kudarcának okait keresve először Goodenough sorhajókapitányt érte kritika, amiért könnyűcirkálói feladták a harcot, de ez nem fért össze a korábbi teljesítményével, ezért végül a zavaros jelzés-leadást tették meg a fiaskó okozójának, melyért Ralph Seymour korvettkapitány (lieutenant commander) felelt. Seymour azonban továbbra is Beatty zászlóshajójának parancsnoka (flag officer) maradt és hasonló teljesítményt nyújtott a doggerbanki és a skagerraki csatákban is. A parancsnokok számára új utasítást adtak ki, mely szerint minden olyan parancsot kétszer is ellenőrizni kellett, mely egy nyerhetőnek ítélt összecsapás során elszakadásra ad utasítást.
A keleti grófságok a támadások hatására rendelkezéseket adtak ki, amikkel meg akarták előzni a polgári lakosság körében a pánikot. A rendelkezések tartalmazták, hogy jövőbeni támadások esetén melyik irányba hagyják el az emberek a lakóhelyüket. Ezen felül figyelmeztettek minden olyan személyt aki nem tagja egyik hivatalos fegyveres testületnek sem, hogy invázió esetén óvakodjanak a lakhelyük védelmében elkövetendő háborús cselekedetektől, mivel ez megtorlást és büntetőintézkedéseket vonhat maga után vétlen lakókörzetek esetében is.
A rajtaütés és a telepített aknazár jelentős gazdasági hatása volt, hogy következtükben sokszorosan megnőtt a keleti part hajóforgalmának biztosítási rátája. A morális hatása azonban ennél jóval nagyobb volt.

## Brit propagandahadjárat

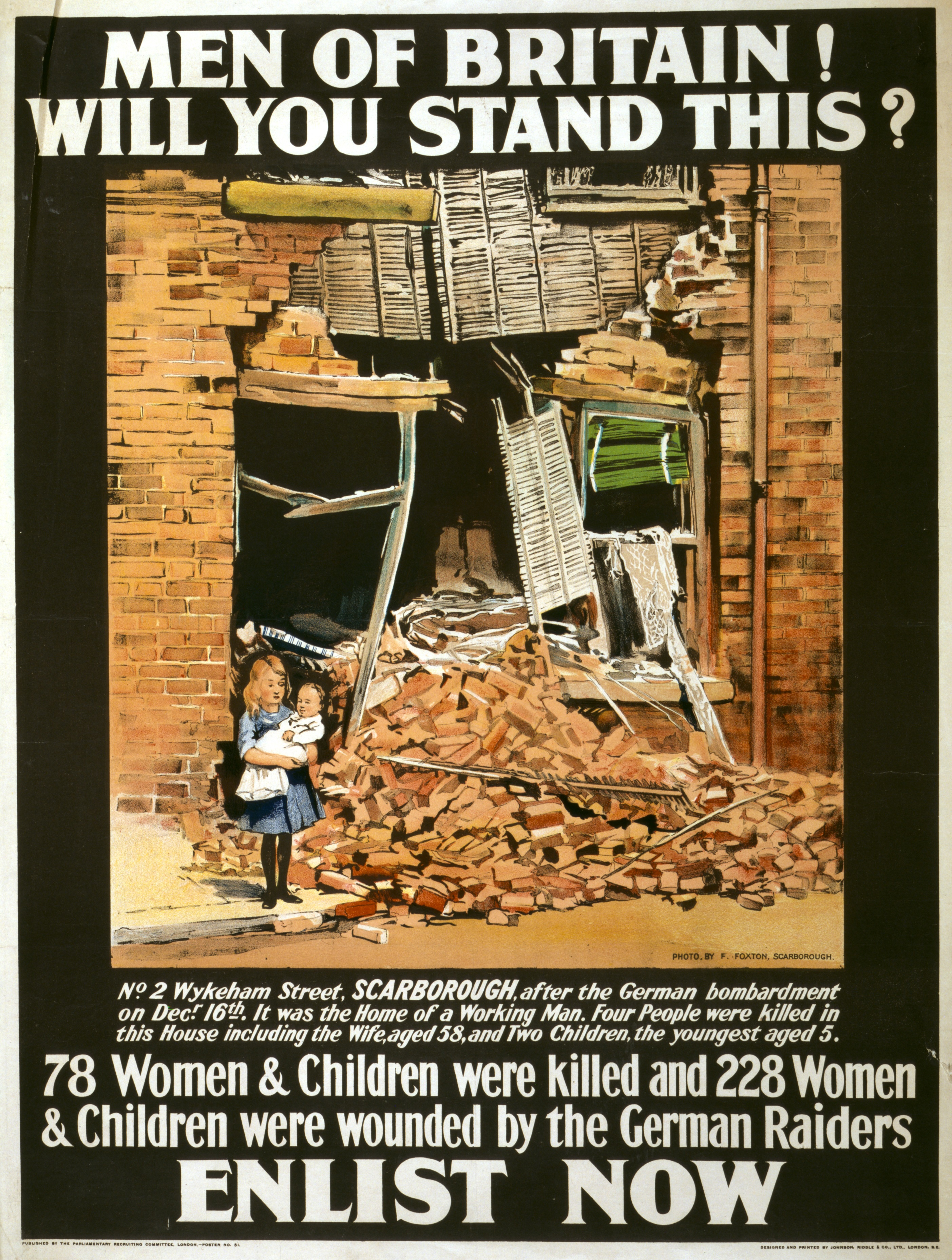
Brit toborzóplakát a támadások utánról

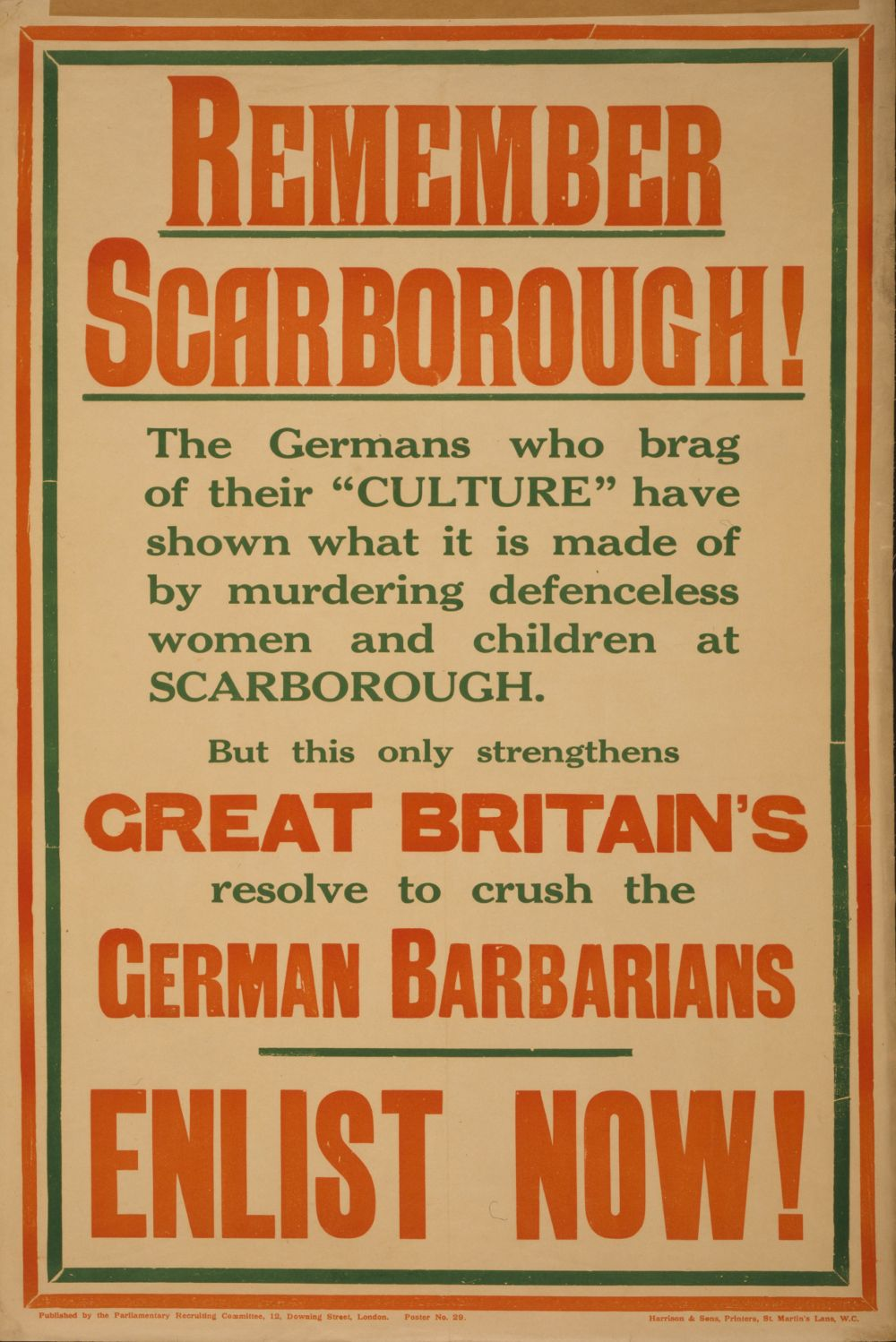
Egy másik, a „német barbárok” ellen hadba hívó toborzóplakát

A támadást követő “Remember Scarborough” propaganda-hadjárat során a plakátok az üdülőváros elleni támadás megbosszulásával toborozták a brit férfiakat a seregbe és ennek hetekig erős hatása volt. A támadásra emlékező emléktárgyak, képeslapok, sőt még a Hartlepool, Whitby és Scarborough városnevekkel ellátott vaskeresztek készítésére egész kis iparág épült. A hartlepooli Wykham Street 2, ahol egy család négy tagja veszítette életét, a megrongált világítótoronnyal a támadás szimbólumaivá lettek. Már a támadást követő napokban nagy számban érkeztek a pusztításra kíváncsi turisták – mai szóval élve katasztrófaturisták – az érintett városokba.
A brit propaganda megpróbálta az eseményeket a maga javára fordítani. December 18-án a Reuters azt jelentette, hogy „nyílt, megerődítetlen helyeket a nemzetközi jogot és az emberiességet megsértve lövettek”, egyúttal felszólították a semleges országokat, hogy nyilvánítsák ki tiltakozásukat, mivel az ő városaik és falvaik sincsenek biztonságban, amennyiben Németország épp ellenük kívánna fellépni. A németellenes hangulat szításában Winston Churchill ment el a legmesszebb, aki Scarborough polgármesterének írt nyílt levelében a német cirkálók legénységét „csecsemőgyilkosoknak” (babykillers) nevezte, utalva a támadások legfiatalabb áldozatára, egy 14 hónapos scarborough-i csecsemőre. Ezzel egyrészt igyekezett felkorbácsolni a németellenes érzelmeket – másrészt tompítani a haditengerészetet érő bírálatokat. Ezért hazájában számos kritikával illették, főként a Királyi Haditengerészet berkein belül, mivel ez a testület – a német történetírás megfogalmazása szerint – ekkor még őrizte a tisztességes harc iránti egészséges érzékét.
A Morning Post és a Globe újságok is felhívták a figyelmet arra, hogy a haditengerészeti miniszter túl sokat tiltakozik és nem nyeri el az angol nemzet tetszését, hogy a hatalmas, ámde némán meglévő flotta első vezetőjeként szitokszavakkal hadonászik. A The Economist 1915. január 2-ikai számában a következő tényfeltárással sokkolta a brit közvéleményt:
„A mi újságíróink még csak a fáradságot sem vették ahhoz, hogy fellapozzák a hivatalos katonai iratokat. Ez a dokumentum West-Hartlepoolt a védett kikötők (defended ports) közé sorolja, amit egy királyi nehéz tüzérüteg legénysége véd. A dokumentum tanúskodik arról is, hogy Scarborough sokkal több, mint pusztán egy üdülőhely. Az Egyesült Királyság összesen hat lovassági raktárral rendelkezik, és közülük egy – az észak-angliai raktár – Scarborough-ban található. Ezen felül a Királyi Tábori Tüzérség „North” lovassági tüzérütege a városban állomásozik, továbbá a Northshire-ezred 5. (népfelkelői) zászlóalja is. A hágai egyezmény értelmében ezek a katonai létesítmények az ellenséges ágyúk jogos célpontját képezik.”
A cikk ezután kitér Zeebrügge és más partvidéki belga települések brit hadihajók által végrehajtott lövetésére, melyek során szintén sok polgári lakás megsérült és békés civilek veszítették életüket. A lap megállapítása szerint a brit hadihajók is hasonlóan sértették a polgári lakosság jogait, ha a katonai helyzet ezt megkövetelte. A Naval Staff Monographs – némileg meglepő módon – annyi megállapítást tesz Scarborough-val kapcsolatban, hogy nem volt „védett város”, de az Economistban megjelenteket nem említi.
Bob Clarke scarborough-i archeológus 2010-ben könyvet jelentetett meg az eseményekről Remember Scarborough: A Result of the First arms race of the Twentieth Century címmel. Ebben felhívta arra a figyelmet, hogy ebben az időben Scarborough-t a haditengerészetnél védett városként (defended town) tartották számon, főként az erődítménye miatt. Ezenkívül a városnak volt három rádióállomása is, melyek akkor a legmodernebb technikát képviselték a Királyi Haditengerészetnél. Elemzése alapján a lövedékek becsapódásainak mintázata azt mutatta, hogy a december 16-ai támadás fő célpontjai ezek voltak, nem pedig a város polgári lakossága, ahogy azt a brit propaganda állította és állítja azóta is. 
Scheer a háború után írt könyvében Scarborough-t illetően a következőt jegyezte fel:
“Miután nem volt ellenállás, feltételezhető, hogy a scarborough-i üteg nem volt időben ellátva legénységgel vagy evakuálta őket a helyőrség.”
A semleges országok sajtója a történteket főként német sikerként értékelte. A New York Sun például megállapította, hogy a britek nemhogy az Északi-tengerről nem tudták kiszorítani a német hajókat, de még a saját partvonalukat sem képesek megvédeni.

## Fordítás
- Ez a szócikk részben vagy egészben  a   Raid on Scarborough, Hartlepool and Whitby című angol Wikipédia-szócikk ezen változatának fordításán alapul.  Az eredeti cikk szerkesztőit annak laptörténete sorolja fel. Ez a jelzés csupán a megfogalmazás eredetét és a szerzői jogokat jelzi, nem szolgál a cikkben szereplő információk forrásmegjelöléseként.

## Linkek
- A hadműveletekhez kapcsolódó térképek találhatók itt
- Gary Staff (ford.): The Thrust of the German High Sea Fleet Against Hartlepool, Whitby and Scarborough on 15th and 16th December 1914 – segment from the Kriegsmarine's Official History (Krieg zur See) (Az irodalomban megadott forrás – a hivatalos német történetírás – angol fordítása)
- Bob Clarke: Remember Scarborough: A Result of the First Arms Race of the Twentieth Century – részletek
- Reinhard Scheer: Deutschlands Hochseeflotte im ersten Weltkrieg – Persönliche Erinnerungen, 1919 – részletek